# A Jóbarátok epizódjainak listája
Ez a szócikk a Jóbarátok című amerikai vígjátéksorozat epizódjait sorolja fel.

## Évados áttekintés
| Évad                   | Évad                   | Epizódok               | Eredeti sugárzás     | Eredeti sugárzás | Eredeti adó |
| Évad                   | Évad                   | Epizódok               | Évadpremier          | Évadfinálé       | Eredeti adó |
| ---------------------- | ---------------------- | ---------------------- | -------------------- | ---------------- | ----------- |
|                        | 1                      | 24                     | 1994. szeptember 22. | 1995. május 18.  | NBC         |
|                        | 2                      | 24                     | 1995. szeptember 21. | 1996. május 16.  | NBC         |
|                        | 3                      | 25                     | 1996. szeptember 19. | 1997. május 15.  | NBC         |
|                        | 4                      | 24                     | 1997. szeptember 27. | 1998. május 7.   | NBC         |
|                        | 5                      | 24                     | 1998. szeptember 24. | 1999. május 20.  | NBC         |
|                        | 6                      | 25                     | 1999. szeptember 23. | 2000. május 18.  | NBC         |
|                        | 7                      | 24                     | 2000. október 12.    | 2001. május 17.  | NBC         |
|                        | 8                      | 24                     | 2001. szeptember 27. | 2002. május 16.  | NBC         |
|                        | 9                      | 24                     | 2002. szeptember 26. | 2003. május 15.  | NBC         |
|                        | 10                     | 18                     | 2003. szeptember 25. | 2004. május 6.   | NBC         |
| Jóbarátok: Újra együtt | Jóbarátok: Újra együtt | Jóbarátok: Újra együtt | 2021. május 27.      | 2021. május 27.  | HBO Max     |

|  | Alább a cselekmény részletei következnek! |

## 1. évad (1994-1995)
| Sor. | Év. | Cím                                                                          | Rendező         | Író                                                                              | Premier              | Nézettség    |
| --- | --- | ---------------------------------------------------------------------------- | --------------- | -------------------------------------------------------------------------------- | -------------------- | ------------ |
| 1. | 1.  | Randi vagy nem randi, ez itt a kérdés (The One Where Monica Gets a Roommate) | James Burrows   | David Crane & Marta Kauffman                                                     | 1994. szeptember 22. | 21,50 millió |
| Rachel elhagyja vőlegényét, Barry-t az esküvő napján és beköltözik Monicához. Az este Monica "boros" Paullal randevúzik, akiről kiderül, hogy minden, csak nem őszinte. Ross levert tönkrement házassága miatt. Joey párhuzamot von a nők és a fagylalt között. A csapat spanyol nyelvű szappanoperát néz. Kiderül, hogy Ross középiskolában reménytelenül szerelmes volt Rachelbe. |     |                                                                              |                 |                                                                                  |                      |              |
| 2. | 2.  | Ultrahang (The One with the Sonogram at the End)                             | James Burrows   | David Crane & Marta Kauffman                                                     | 1994. szeptember 29. | 20,20 millió |
| Ross megtudja, hogy volt felesége, Carol gyermeket vár, és úgy dönt, hogy másnap elmegy az ultrahangvizsgálatra, ahol Carol élettársa, Susan is ott lesz. A szemben lakó "Ronda Pucér Pasi" comberősítőt vásárol. Ross és Monica szülei meglátogatják őket, amitől Monica kissé kiborul. Ross és Rachel előtt nehéz nap áll: Ross az ultrahangvizsgálatra készül, Rachel pedig arra, hogy visszaadja Barry-nek a jegygyűrűt, aki a vártnál sokkal kevésbé csalódott emiatt. |     |                                                                              |                 |                                                                                  |                      |              |
| 3. | 3.  | A hüvelykujj (The One with the Thumb)                                        | James Burrows   | Jeffrey Astrof & Mike Sikowitz                                                   | 1994. október 6.     | 19,50 millió |
| Ross rájön, mi lett gyermekkori kutyájának (ChiChi) végzete. Chandler újra elkezd dohányozni, ám amikor a többiek panaszkodnak a füst miatt, Chandler saját hibáik felsorolásával vág vissza. Phoebe olyan pénzt kap, amit nem érez magáénak és továbbajándékozza. Amikor hálából egy doboz szódát kap, egy hüvelykujjat talál benne. Az üdítőitalgyártó vállalat 7000 dollárt ad kárpótlásul. Monica új barátja, Alan nagyon tetszik mindenkinek, ami kivételes eset. Ezért Monicának kétségei támadnak kapcsolatuk jövőjét illetően. |     |                                                                              |                 |                                                                                  |                      |              |
| 4. | 4.  | Hoki, avagy más pizzája (The One with George Stephanopoulos)                 | James Burrows   | Alexa Junge                                                                      | 1994. október 13.    | 19,70 millió |
| A Carollal eltöltött első szeretkezésük estéjének évfordulóján Ross nagyon depressziós, de elmegy egy hokimeccsre Joey-val és Chandlerrel. Ám a meccsen egy hokikorong eltöri Ross orrát és a kórházban kötnek ki, ahol Ross bevallja, hogy Carol volt az egyetlen nő az életében. Rachelt kétségek fogják el új életével kapcsolatban régi barátnői látogatása után. Monica, Phoebe és Rachel lánybulit tartanak, ami egészen addig egyáltalán nem vicces, amíg el nem kezdenek kémkedni a Fehér házi tanácsadó, George Stephanopoulos után. |     |                                                                              |                 |                                                                                  |                      |              |
| 5. | 5.  | Új német mosópor (The One with the East German Laundry Detergent)            | Pamela Fryman   | Jeff Greenstein & Jeff Strauss                                                   | 1994. október 20.    | 18,60 millió |
| Chandler és Phoebe úgy döntenek, hogy ugyanazon az estén szakítanak aktuális kedvesükkel, ami Phoebe-nek simán megy, de Chandlernek nehezebb dolga van Janice-szel. Ross Rachellel együtt megy a mosodába, ahol kiderül, hogy Rachel még sosem mosott egyedül, végül a fehérneműit összemossa egy piros zoknival, amitől minden rózsaszín lett. Joey azt szeretné, hogy volt barátnője, Angela szakítson jelenlegi kedvesével, Bobbal, ennek érdekében Monicát is felhasználja. Rachel annyira boldog a túlélt mosodai kaland miatt, hogy megcsókolja Rosst. |     |                                                                              |                 |                                                                                  |                      |              |
| 6. | 6.  | Fenekes karrier (The One with the Butt)                                      | Arlene Sanford  | Adam Chase & Ira Ungerleider                                                     | 1994. október 27.    | 18,20 millió |
| A csapat hivatalos Joey új musical bemutatójára, melynek címe Freud!. A színházban Chandler megismerkedik egy gyönyörű, egzotikus nővel, Aurorával, és megbeszélnek egy randevút, ahol kiderül, hogy a lány férjezett és egy szeretője van. Az Estelle Leonard Színészügynökség elvállalja Joey menedzselését, melynek eredménye: a fiú szerepet kap az új Al Pacino filmben, mint a sztár fenékdublőre. Végül is elveszíti a szerepet, mivel túljátszotta a "feladatát". Rachel először életében takarított, csak sajnos közben rossz helyre tette vissza a zöld ottománt, ami Monicának egyáltalán nem tetszik, mert "hepciás". Chandler elbizonytalanodik Aurorával kapcsolatban, mert Aurora összeszedett még egy pasit, és elküldi a lányt. |     |                                                                              |                 |                                                                                  |                      |              |
| 7. | 7.  | Áramszünet (The One with the Blackout)                                       | James Burrows   | Jeffrey Astrof & Mike Sikowitz                                                   | 1994. november 3.    | 23,50 millió |
| New Yorkban áramszünet van. Chandler beszorul egy pénzkiadó helyiségbe Jill Goodacre-rel, az álommodellel. A többiek Monica és Rachel lakásában vannak. A "Ronda Pucér Pasi" gyertyával világít és kisebb baleset éri emiatt. Miközben Ross az érzéseit próbálja elmondani Rachelnek, megtámadja egy macska. Miközben a cica tulajdonosát keresik, Phoebe és Rachel találkozik egy különös férfival, Mr. Heckles-szel, aki azt állítja, hogy ő az állat tulajdonosa. Azonban kiderül, hogy a cica gazdája Paolo, az olasz srác, aki az épületben lakik és alig beszél angolul… és a sötétben összejön Rachellel Ross nagy bánatára. |     |                                                                              |                 |                                                                                  |                      |              |
| 8. | 8.  | Nana kétszer hal meg (The One Where Nana Dies Twice)                         | James Burrows   | Marta Kauffman & David Crane                                                     | 1994. november 10.   | 21,10 millió |
| Chandlernek a tudomására jut, hogy sokan homoszexuálisnak gondolják az első találkozáskor, és megpróbálja kideríteni ennek az okát. Paolo cipőt küld Rachelnek Rómából és fel is hívja a lányt. Ross és Monica nagymamája meghal… kétszer is. A temetésen Joey focimeccset néz egy hordozható TV-n. Ross beleesik egy sírgödörbe és megrándítja a hátát, ám az izomlazító gyógyszertől kissé kábult lesz. Monica megpróbál zöldágra vergődni édesanyjával, aki túl kritikus a lányával szemben. |     |                                                                              |                 |                                                                                  |                      |              |
| 9. | 9.  | Hálaadás ünnepe (The One Where Underdog Gets Away)                           | James Burrows   | Jeff Greenstein & Jeff Strauss                                                   | 1994. november 17.   | 23,10 millió |
| Joey egy egészségkampány poszterén szerepel, és kiderül, hogy ő lett a nemi beteg srác. Miután Ross megtudja, hogy Susan mesét olvas a még meg sem született babának, úgy dönt, hogy ezt neki is meg kell tennie. Ross és Monica egyedül töltik a Hálaadást, mivel szüleik elutaztak. Phoebe is csatlakozik hozzájuk, mivel Ő és nagymamája decemberben ünnepelnek. Joey nem mehet haza, mert a családja azt hiszi, hogy nemi beteg, ezért a többiekkel vacsorázik. Chandler bojkottálja a Hálaadást, mert szülei ekkor jelentették be válásukat. Rachel úgy tervezi, hogy Vale-be repül síelni a családjához, amire a barátok adják össze neki a pénzt. Ám amikor a felvonulás során egy kutya alakú léggömb elszabadul, mindenki a tetőre siet, nehogy elszalassza a látványt, ám elfelejtik a kulcsot, így kizárják magukat a lakásból. A vacsora - ami legalább háromféleképpen készült - elégett, tönkrement és Rachel lekési a repülőjáratát. Mindenki veszekszik, a "Csúnya Pucér Pasi" egy "Csúnya Pucér Nővel" pucéran táncol. Erre a csapat kibékülve nekilát Chandler speciális sajtos szendvicsének. |     |                                                                              |                 |                                                                                  |                      |              |
| 10. | 10. | Szilveszter (The One with the Monkey)                                        | Peter Bonerz    | Adam Chase & Ira Ungerleider                                                     | 1994. december 15.   | 19,90 millió |
| Ross egy Marcel nevű majmot vesz magához. A csapat megfogadja, hogy nem randevúznak szilveszterkor. Miközben a kávézóban énekel, Phoebe-t félbeszakítja két hangoskodó srác. Végül az egyikükkel, Daviddel elkezd randizni. A kapcsolatuk jól alakul, de David kap egy állásajánlatot Minszkben. Ross kivételével mindenki megszegi a fogadalmát: Phoebe Davidet hozza el, Joey manóként kap munkát a Mikulás mellett, ahol megismerkedik Sandy-vel, és őt viszi a buliba, Rachel Paoloval jönne, de a fiú lekéste a gépet Rómában, Chandler végső kétségbeesésében felhívta Janice-t, Monica Boldog Bobby-t. Ross a majmával érkezik. Sorra balul sülnek ki a dolgok, így éjfélre mindenki egyedül marad. |     |                                                                              |                 |                                                                                  |                      |              |
| 11. | 11. | Szívtipró kómában (The One with Mrs. Bing)                                   | James Burrows   | Alexa Junge                                                                      | 1995. január 5.      | 26,60 millió |
| Monica és Phoebe egy helyes sráccal találkozik az utcán. Amikor a fiút elüti egy mentőautó és kómába esik, felváltva gondoskodnak róla, ami nézeteltérések sorozatához vezet a lányok között. Chandler mamája - aki mindig zavarba hozza fiát szókimondóságával - a Jay Leno Show-ban szerepel, majd meglátogatja fiát New Yorkban. Paolo visszatér Rómából. Mrs. Bing mindenkit meghív vacsorázni, végül Ross-szal csókolózik. Rachel tanácsokat kap Mrs. Bingtől egy romantikus regény megírásához. Ross elmondja Chandlernek mi történt, és meggyőzi barátját, hogy beszéljen érzéseiről édesanyjával. |     |                                                                              |                 |                                                                                  |                      |              |
| 12. | 12. | A masszázs története (The One with The Dozen Lasagnas)                       | Paul Lazarus    | Jeffrey Astrof & Mike Sikowitz & Adam Chase & Ira Ungerleider                    | 1995. január 12.     | 24,00 millió |
| A csapat a Furcsa pár zenéjét dúdolja, Monica nyakán marad egy tucat lasagne, mert nem vegetáriánus. Paolo és Rachel első közös hétvégi utazásukra készülődnek, ám a fiú megkörnyékezi Phoebe-t, ami a pár kapcsolatának végét jelenti. Phoebe süti a legfinomabb mazsolás sütit a világon. Joey és Chandler új asztalt szeretne vásárolni, de nem tudnak megegyezni, milyen legyen, végül egy csocsóasztalt vásárolnak. Monica mindenkit megver csocsóban. Carol megtudja a baba nemét, ám Ross nem szeretné megtudni, pedig már az egész csapat tudja. |     |                                                                              |                 |                                                                                  |                      |              |
| 13. | 13. | Aki kíváncsi, mást fog látni (The One with the Boobies)                      | Alan Myerson    | Alexa Junge                                                                      | 1995. január 19.     | 25,80 millió |
| Chandler véletlenül meglátja Rachel melleit, ami kukkolások sorozatához vezet. Phoebe új barátja egy pszichológus, Roger, aki mindenkit idegesít. Joey rájön, hogy papájának már hat éve viszonya van egy nővel, Ronnival. Ráparancsol apjára: vagy szakítson a nővel, vagy vallja be feleségének a viszonyt. Mint később kiderül, Joey mamája tud a dologról, és nem szeretne változtatni a helyzeten. |     |                                                                              |                 |                                                                                  |                      |              |
| 14. | 14. | A szerelmesek napja (The One with the Candy Hearts)                          | James Burrows   | Bill Lawrence                                                                    | 1995. február 9.     | 23,80 millió |
| Ross Kristennel randevúzik, akivel egy házban laknak. Carol és Susan is ugyanott vacsoráznak, ahol Rossék. Amikor Susannak hirtelen el kell mennie, Ross csak Carollal foglalkozik és észre sem veszi, hogy Kristen elment. Joey nem mehet el egyedül Loreainne-nel való vacsorára, így Chandlert viszi a lány barátnőjének partnerül. A lány barátnőjéről kiderül, hogy Janice az. Úgy alakul az este, hogy Chandler és Janice az ágyban kötnek ki. A lány másnap Valentin nap alkalmából csokoládé szíveket visz Chandlernek, aki ismét szakít vele. Phoebe, Monica és Rachel egy rituálé során próbálnak megszabadulni a férfiakkal kapcsolatos balszerencséjüktől, amikor is majdnem felgyújtják a lakást és három helyes tűzoltó siet a segítségükre. |     |                                                                              |                 |                                                                                  |                      |              |
| 15. | 15. | A tragikus karrierista (The One with the Stoned Guy)                         | Alan Myerson    | Jeff Greenstein & Jeff Strauss                                                   | 1995. február 16.    | 24,80 millió |
| Chandlert előléptetik a munkahelyén, ám ő felmond, mert nem szeretne élete végéig ott dolgozni. Ám a főnöke egyre több pénzzel visszacsábítja. Phoebe beajánlja Monicát főszakácsnak az egyik ügyfele induló éttermébe. A próbavacsora azonban rosszul sül el, mivel a férfi a vacsora előtt beszív. Ross az egyik múzeumi munkatársával randevúzik, aki azt szeretné, hogy az ágyban malacságokat súgjon a fülébe a fiú. Ami első próbálkozásra nem is egyszerű neki… |     |                                                                              |                 |                                                                                  |                      |              |
| 16. | 16. | Ursula, az ikertestvér (The One with Two Parts Part 1)                       | Michael Lembeck | Marta Kauffman & David Crane                                                     | 1995. február 23.    | 26,10 millió |
| Chandler és Joey megismerkedik Ursulával, Phoebe ikertestvérével. Joey elkezd a lánnyal randevúzni, ami eléggé zavarja Phoebe-t, mert nem jön jól ki a nővérével és félti Joey-t. Ross elkíséri Carolt és Susant a terhestornára, ahol Carol kissé megijed a látottaktól és már egyáltatlán nem biztos benne, hogy végig tudja csinálni a szülést. Közben Ross is tudatára ébred annak, hogy apuka lesz. Chandler képtelen kirúgni egy csinos alkalmazottat, ezért inkább azt terjeszti róla, hogy mentálisan instabil és ezért nem lehet megválni tőle. Miután a lánynak feltűnik kollégái furcsa viselkedése, Chandler kénytelen bevallani az igazságot. Marcel elkapcsolja a TV-t, ahol most már minden műsor spanyolul megy. Senki nem tudja visszakapcsolni. Rachel végre elkezdi leszedni a karácsonyi égőket az erkélyről, de megcsúszik és majdnem leesik. |     |                                                                              |                 |                                                                                  |                      |              |
| 17. | 17. | A vészhelyzetes dokik kora (The One with Two Parts Part 2)                   | Michael Lembeck | Marta Kauffman & David Crane                                                     | 1995. február 23.    | 30,50 millió |
| Monica beviszi Rachelt a kórházba, ahol kiderül, hogy Rachelnek nincs biztosítása, és emiatt kénytelenek nevet cserélni. Két helyes dokival találkoznak (Vészhelyzet: Ross doktor és Carter doktor), akik randira hívják a lányokat. Ám a randi rosszul sül el, mert a lányok összevesznek a névcsere miatt és a legrosszabb oldalukról mutatkoznak be. Ross nem tudja, vajon jó apa lesz-e belőle, ezért tanácsot kér barátaitól, végül apjához fordul segítségért. Joey folytatja a randizást Ursulával, ami Phoebe-vel való barátságát veszélyezteti, ugyanis lemarad Phoebe szülinapi bulijáról. Amikor Ursula nem válaszol Joey telefonhívásaira, mégis Phoebe próbál segíteni barátjának. Elmegy a testvéréhez tisztázni a helyzetet, és amikor kiderül, hogy Ursula dobta Joey-t, Ursulának kiadva magát finoman a fiú tudtára adja, hogy kapcsolatuknak vége. Marcel lenyel egy pár Scrabble betűt és fuldoklik. Azonnal kórházba viszik, ahol Ross rádöbben, mégiscsak meg tud birkózni az apasággal járó felelősséggel. A TV még mindig csak spanyol adókat ad, a végén a barátok spanyolul beszélnek. |     |                                                                              |                 |                                                                                  |                      |              |
| 18. | 18. | Póker, a férfias játék (The One with All the Poker)                          | James Burrows   | Jeffrey Astrof & Mike Sikowitz                                                   | 1995. március 2.     | 30,40 millió |
| Rachel miután megunta a pincérnősködést, önéletrajzokat küld szét különféle vállalatokhoz és a Saks Áruházból pozitív válasz érkezik: behívják egy beszélgetésre. Ross Rachel után epekedik. A lányok úgy döntenek, beszállnak a fiúk póker partijába, amibe a fiúk végül beleegyeznek. A lányok hamar kikapnak, de újra szeretnének játszani. Monica versenyszelleme szárnyra kap, legalább annyira, mint amikor Pictionary közben egy tányér is repült. Monica meghívja Iris nénikéjét, hogy adjon néhány tanácsot a lányoknak, de ők újból kikapnak. Aztán a harmadik estén szintén nem állnak jól a lányok, de mikor Rachel megtudja, hogy nem kapta meg az állást, agresszívvé válik, és Ross hagyja, hogy Rachel nyerjen, mert szeretné boldognak látni. |     |                                                                              |                 |                                                                                  |                      |              |
| 19. | 19. | Itt a majom, hol a majom (The One Where the Monkey Gets Away)                | Peter Bonerz    | Jeffrey Astrof & Mike Sikowitz                                                   | 1995. március 9.     | 29,40 millió |
| Amikor Rachel megtudja, hogy Barry eljegyezte Mindy-t, Rachel koszorúslányát, újra képesnek érzi magát a férfiakkal való randevúzásra. Ross úgy dönt, kihasználja az alkalmat. Ám mielőtt lehetősége lenne feltenni a kérdést, Rachel elveszti Marcelt, ami időlegesen hátráltatja kapcsolatuk továbbfejlődését. Rachel - nem tudván - hogy Marcel illegálisan tartott egzotikus majom, felhívja az Állatfelügyelőséget, ami csak tovább ront a helyzeten. Luisa jön befogni az állatot, akiről kiderül, hogy ugyanabba a középiskolába járt, mint Rachel és Monica. Azonban Luisa emlékei nem túl jók Rachelről, ezért nem húny szemet az ügy fölött. Amíg Mindenki a majmot keresi, Joey és Chandler két gyönyörű lánnyal ismerkedik meg, akiknek elromlott a radiátoruk. Luisa a pincében találja Marcelt, ahol megpróbálja elkábítani, ám Phoebe-t találja el a lövedék. Egy banánszállítmányt követve a csapat eljut Mr. Heckleshez, aki sajátjának mondja a majmot, egészen addig, míg Luisa meg nem érkezik. Rachel megfenyegeti Luisat, hogy feljelenti a Phoebe-t ért találat miatt, ha Ross nem tarthatja meg az állatot, ami jobb belátásra bírja az akadékoskodó nőt. Ross és Rachel végre kettesben maradnak, amikor megérkezik Barry, és bevallja, hogy még mindig szerelmes Rachelbe. |     |                                                                              |                 |                                                                                  |                      |              |
| 20. | 20. | A szemét szájsebész (The One with the Evil Orthodontist)                     | Peter Bonerz    | Doty Abrams                                                                      | 1995. április 6.     | 30,00 millió |
| Valaki távcsővel kukkolja a csapat lakását a szomszéd épületből. Joey kideríti, kiről van szó: egy nőről, aki nagyon kedves és szép bókokat mond. Chandlernek nagyon jól sikerül a randija Baniellel és most nem tudja, hogyan hívja őt vissza. Rachel az ágyban (a fogorvosszékben) köt ki Barryvel, ahelyett, hogy szakítana vele. Ám miután beszélt Mindyvel, Berry menyasszonyával, megváltozik a véleménye és úgy dönt, Berry mégiscsak egy szemét alak. Joey-t nagyon lenyűgözi az a Racheltől hallott dolog, miszerint Mindy tanította meg csókolózni. Ross keresztrejtvényt fejt. |     |                                                                              |                 |                                                                                  |                      |              |
| 21. | 21. | A felnőtt majom átka (The One with the Fake Monica)                          | Gail Mancuso    | Adam Chase & Ira Ungerleider                                                     | 1995. április 27.    | 28,40 millió |
| Valaki ellopja Monica hitelkártyáját. A számlákat látva Monica rájön, hogy a tolvaj sokkal érdekesebb életet él, mint ő. Ezért elhatározza, hogy megismerkedik az Ál-Monicával. Egy táncórán végül találkoznak és meglepő módon barátokká válnak. Monica és az Ál-Monica nagyon jól szórakoznak, míg a csalót le nem tartóztatják. Marcel eléri a felnőttkort, és felébred benne a szexuális vágy, ezért mindenre rámászik. Ross talál egy állatkertet, ahol elhelyezheti kedvencét. Az egész csapat kikíséri Marcelt a reptérre. Joey művésznevet keres magának. A keresés közben nagyon megtetszik neki a Joseph Sztálin. |     |                                                                              |                 |                                                                                  |                      |              |
| 22. | 22. | Az álmok mindent megkevernek (The One with the Ick Factor)                   | Robby Benson    | Alexa Junge                                                                      | 1995. május 4.       | 29,90 millió |
| Rachelnek erotikus álmai vannak: először Chandlerrel, majd Joey-ről és Chandlerről, de csak a legvégén - miután már majdnem kiborult - Ross-szal. Phoebe, hogy kiegészítse keresetét, helyettesíti Chandler titkárnőjét. Kiderül, hogy beosztottai egyáltalán nem kedvelik Chandlert, sőt még a beszédstílusát is parodizálják. Monica egy fiatalabb fiúval randevúzik, Ethan-nel, aki végül bevallja, hogy még annál is fiatalabb, mint először állította. Ez annyira zavarja Monicát, hogy végül szakít a sráccal. Ross beszerez egy személyi hívót, így Carol bármikor elérheti, ha esetleg be kell mennie a kórházba. Számos téves riasztás után végre eljön az idő, így mindenki elindul a kórházba. |     |                                                                              |                 |                                                                                  |                      |              |
| 23. | 23. | Szülőszoba blues (The One with the Birth)                                    | James Burrows   | Történet: David Crane & Marta Kauffman Tévéjáték: Jeff Greenstein & Jeff Strauss | 1995. május 11.      | 28,70 millió |
| A csapat megérkezik a kórházba, ahol Carol szül. Ross és Susan folytatják a szokásos veszekedésüket a baba nevéről. Rachel flörtöl Carol orvosával. Phoebe énekel. Joey segít egy lánynak, Lydiának szülni. Monicát elfogja a vágy egy saját kisbaba után, Chandler próbálja megnyugtatni… nem sok sikerrel. A kisbabát végül Bennek nevezik el, miután a "két apa" beszorult egy kis tárolóba és Phoebe rávilágít a dolgok lényegére. |     |                                                                              |                 |                                                                                  |                      |              |
| 24. | 24. | A szerelem elágazó ösvényei (The One Where Rachel Finds Out)                 | Kevin S. Bright | Chris Brown                                                                      | 1995. május 18.      | 31,30 millió |
| Joey egy termékenységi kutatásban vesz részt, ami akadályozza kapcsolata „beteljesedését” új barátnőjével, a gyümölcskosarat készítő Melanie-val. A csapat grillpartit rendez Rachel születésnapja alkalmából, ám Ross csak beugrik, hogy otthagyja ajándékát, mert Kínába kell utaznia a múzeum megbízásából. Amikor Rachel kinyitja a Ross által vásárolt ajándékot, Chandler véletlenül elárulja, hogy a fiú már régóta szerelmes a lányba. Rachel kirohan a repülőtérre, hogy beszéljen Ross-szal, de éppen elkerülik egymást. Amíg Ross távol van, Rachel hezitál a jövőt illetően. Végül úgy dönt, kimegy a repülőtérre Ross elé. Azonban azt még nem tudja, hogy Ross új barátnőt talált magának Kínában… |     |                                                                              |                 |                                                                                  |                      |              |

## 2. évad (1995-1996)
| Sor. | Év. | Cím                                                                       | Rendező          | Író                                                                | Premier              | Nézettség    |
| --- | --- | ------------------------------------------------------------------------- | ---------------- | ------------------------------------------------------------------ | -------------------- | ------------ |
| 25. | 1.  | A kínai szuvenír (The One with Ross's New Girlfriend)                     | Michael Lembeck  | Jeffrey Astrof & Mike Sikowitz                                     | 1995. szeptember 21. | 32,10 millió |
| Rachel kimegy Ross elé a repülőtérre, hogy végre felfedje érzéseit Ross előtt, de megdöbbenve tapasztalja, hogy Rossnak új barátnője van, Julie. Chandler bűnösnek érzi magát, amiért elmondta Rachelnek, hogy érez iránta Ross. Aztán még nyomorultabbul érzi magát, amiért meggyőzte Rosst, hogy felejtse el Rachelt. A srácok szumóbirkózást néznek a tévében. Phoebe levágja Joey és Chandler haját, Monicának tetszik, és szeretné, hogy készítse el neki Demi Moore frizuráját. De Phoebe sajnos összekeveri Dudley Moore-ral. Chandlernek szüksége van egy öltönyre, ezért Joey beajánlja őt a családi szabójánál. Amikor a szabó méretet vesz, gyakran löködi arrébb Chandler golyóit, figyelmesebb vele, mint kéne. Ross Mindenkit őrületbe kerget, főleg Rachelt azzal, hogy állandóan Julie-val "enyeleg". Rachel elkeseredésében újra Paoloval tölti az éjszakát. |     |                                                                           |                  |                                                                    |                      |              |
| 26. | 2.  | Az anyatej íze (The One with the Breast Milk)                             | Michael Lembeck  | Adam Chase & Ira Ungerleider                                       | 1995. szeptember 28. | 29,80 millió |
| Amikor Carol Bent szoptatja, Joey és Chandler kényelmetlenül érzik magukat. Sőt, még nagyobb a felháborodás, amikor Ross vigyáz Benre, és Phoebe úgy ellenőrzi az anyatej hőmérsékletét, hogy megkóstolja azt. Julie elhívja Monicát vásárolgatni, amikor erre Rachel rájön, elárulva érzi magát. Joey "Bijan" kölnit népszerűsítő férfi az áruházban, de a helyzete kétessé válik, amikor az áruház felvesz egy másik férfit, hogy ő legyen az "Hombre" férfi. Rachel megpróbál kedvesebb lenni Julie-hoz, de nem tud őszinte lenni. |     |                                                                           |                  |                                                                    |                      |              |
| 27. | 3.  | Hecklesnek annyi (The One Where Heckles Dies)                             | Kevin S. Bright  | Michael Curtis & Gregory S. Malins                                 | 1995. október 5.     | 30,20 millió |
| Chandler szakít barátnőjével csak azért, mert túl nagy az orra - egy újabb lényegtelen apróság miatt, hogy megóvja magát egy igazi kapcsolattól. Mr. Heckles megint panaszkodik a zaj miatt, azt mondja, hogy zavarja a madarait (habár nincsenek madarai, de lehetnének). Phoebe, Rachel és Joey úgy csinálnak, mint Janice. Mr. Heckles meghal, miközben egy partfisnyéllel kopogtat a plafonon a zaj miatt. Phoebe nem hisz a darwin-féle evolúcióban, ami annyira idegesíti Rosst, hogy mindenképpen meg akarja győzni az igazáról. Rachel és Monica örökli Mr. Heckles földi javait. Mikor Mr. Heckles lakását takarítják, felfedezik, hogy Heckles fiatalkorában egy nagyon jó fej, mókás fickó volt. Chandler aggódik, mert nagyon sok közöset talál Heckles és a saját életében - de ő nem szeretne egyedül meghalni, ezért felhívja Janice-t, akiről viszont kiderül, hogy immár házas és gyereket vár. Mikor Monica és Rachel válogatnak Heckles cuccai között, Rachel rájön, hogy Monica a lakást nem tekinti "kettejük lakásának". |     |                                                                           |                  |                                                                    |                      |              |
| 28. | 4.  | Phoebe férje (The One with Phoebe's Husband)                              | Gail Mancuso     | Alexa Junge                                                        | 1995. október 12.    | 28,10 millió |
| Kiderül, hogy Phoebe-nek van egy férje, Duncan. Ő egy meleg barátja, akinek letelepedési engedélyre volt szüksége. Akkor Phoebe szerelmes volt belé, és most úgy érzi, ezek az érzések visszatérnek. Duncan most - 6 évvel később - újra megjelenik és el szeretne válni. Kiderül, hogy nem is meleg, csak valaki mást szeretne feleségül venni. Ugyanakkor más rejtélyekre is fény derül: az alsónemű odakinn a telefonpóznán Monicáé, akkor került oda, amikor Boldog Bobbyval szeretkezett az erkélyen; Chandlernek van egy harmadik mellbimbója; Joey szerepelt egy pornófilmben, amit aztán meg is néznek. Ross ideges, ha a Julie-val való első szeretkezésre gondol. Rachelhöz fordul tanácsért, aki azonban, mivel neki is tetszik Ross, nem teljesen őszinte, olyan tanácsokat ad, amelyek lehetőleg megakadályozzák, hogy Ross és Julie összemelegedjenek. |     |                                                                           |                  |                                                                    |                      |              |
| 29. | 5.  | Öt szelet hús és egy padlizsán (The One with Five Steaks and an Eggplant) | Ellen Gittelsohn | Chris Brown                                                        | 1995. október 19.    | 28,30 millió |
| Chandlert egy érdekes nő, Jade hívogatja, aki valami Bobot keres. Chandler úgy csinál a telefonban, mintha Ő lenne Bob, és összehoz egy találkozót a nővel Bob nevében, így majd megvigasztalhatja őt, ha a nő úgy érzi, Bob cserbenhagyta, nem ment el a találkozóra. Úgy tűnik, hogy a kapcsolatuk remekül halad, amíg a nő újra fel nem hívja "Bobot", és beszámol arról, hogy Chandler nem túl jó az ágyban. Chandler nagy szülinapi meglepetést tervez Rossnak, de a költségek érzékenyen érintik Phoebe-t, Joey-t és Rachelt, akik nem keresnek annyit, mint a többiek. Monica, Chandler és Ross a szülinapon elmennek a Hootie and the Blowfish koncertjére, ahol a végén a zenekarral ünnepelnek a színfalak mögött. Monicát főszakáccsá léptetik elő, aki a beszerzésért is felelős, és saját kis íróasztala van, ha Roland nincs ott, sőt saját csipogója is. Habár hamarosan ki is rúgják, mert az új hús-beszállítótól ajándékot fogad el. |     |                                                                           |                  |                                                                    |                      |              |
| 30. | 6.  | Bébi a buszon (The One with the Baby on the Bus)                          | Gail Mancuso     | Betsy Borns                                                        | 1995. november 2.    | 30,20 millió |
| Ben mindig sír, ha Monica közelében van. Ross allergiás Monica kiwis sütijére, megduzzad a nyelve és kórházba kell vinni. Chandler és Joey vigyáznak Benre egy napig, de véletlenül egy buszon felejtik, amikor egy hölggyel találkoznak. A Talált tárgyak osztályán szerzik vissza, de nem biztosak benne, hogy a jó babát hozták el. Terry, a Central Perk kávézó vezetője alkalmazza Stephanie-t, a profi énekest, hogy a kávézóban játsszon. Rachel elintézi, hogy Phoebe Stephanie után játszhasson, de Phoebe megalázottnak érzi magát, mert őt nem fizetik ezért. Utcai zenész lesz a Central Perk előtt. |     |                                                                           |                  |                                                                    |                      |              |
| 31. | 7.  | Ross rájön (The One Where Ross Finds Out)                                 | Peter Bonerz     | Michael Borkow                                                     | 1995. november 9.    | 30,50 millió |
| Chandler észreveszi, hogy van némi súlyfeleslege, ezért beleegyezik, hogy Monica legyen az edzője. Az edzés eredményes, de Monica túl heves Chandler tempójához. Phoebe egy igazán kedves sráccal jár, de zavarja, hogy még nem volt szexuális kapcsolatuk. Ross és Julie azt tervezik, hogy vesznek egy macskát közösen. Rachel is randevúzik egy fiúval, most először azóta, hogy rájött, Ross hogyan érez iránta. A randevún végig Rossról és Julie-ról beszél és túl sok bort iszik. Részegen felhívja Rosst, és az üzenetrögzítőjére rámondja, hogy már "túl van rajta". A következő reggel Ross meghallgatja az üzenetet, éppen Rachel lakásából. Alkalmatlan időben kerül szembe Ross az igazsággal, nem is tud vele mit kezdeni, elmegy. Később Ross és Rachel veszekednek, Ross szerint már késő, mert ő most Julie-val van, és újra elmegy. Majd visszajön és csókolóznak. |     |                                                                           |                  |                                                                    |                      |              |
| 32. | 8.  | A lista (The One with the List)                                           | Mary Kay Place   | David Crane & Marta Kauffman                                       | 1995. november 16.   | 32,90 millió |
| Chandler szerez egy új számítógépet. Ross elkeseredett, amiért választania kell Julie és Rachel között. Chandler azt javasolja, hogy csináljanak egy listát a jó és a rossz tulajdonságokról. Ross Rachelt választja, de Rachel megtalálja a listát, és már nem is akar Ross-szal lenni. Monica munkát talál, a "Mocsoládé", a mesterséges csokoládé számára talál ki új recepteket. |     |                                                                           |                  |                                                                    |                      |              |
| 33. | 9.  | Phoebe papája (The One with Phoebe's Dad)                                 | Kevin S. Bright  | Jeffrey Astrof & Mike Sikowitz                                     | 1995. december 14.   | 27,80 millió |
| A "Ronda Pucér Pasi" a karácsonyfáját díszíti. Monica és Rachel sütit ad a karácsonyi borravalóként mindenkinek, mert nincs készpénzük. Ezután széttépett újságot, megtaposott csomagokat kapnak. Amikor a fűtést nem tudják kikapcsolni, a házmester nem javítja meg, attól félnek, ő is mérges, mert sütit kapott pénz helyett. A hőség ellenére a lányok nagy bulit rendeznek. Ross megpróbálja kiengesztelni Rachelt. Megkéri a lányt, hogy ő is csináljon egy listát róla, amit Rachel meg is tesz. Erre Ross gyötrődni kezd. Phoebe felfedezi, hogy minden, amit az apjáról hitt, még a képe is, hazugság. A nagymamája tudja, hogy igazi apja hol lakik, nem is túl messze. Phoebe meglátogatja apukáját, ahová Chandler és Joey is elkísérik. Végül Phoebe rájön, hogy még nem áll készen a találkozásra. Chandler és Joey a benzinkúton vesznek karácsonyi ajándékokat a többieknek. |     |                                                                           |                  |                                                                    |                      |              |
| 34. | 10. | Russ felbukkan (The One with Russ)                                        | Thomas Schlamme  | Ira Ungerleider                                                    | 1996. január 4.      | 32,20 millió |
| Joey színészi előadásáról csupa rosszat írnak a kritikusok, ezért úgy dönt, hogy elhagyja a show-businesst. De ekkor az ügynöke bejuttatja az egyik szappanopera meghallgatásra. Itt azonban kiderül, hogy le kell feküdnie az illetékes hölggyel a szerepért. Monica ismét Boldog Bobbyval jár, akinek úgy tűnik, hogy gondjai vannak az alkohollal. Monica ezt szóvá teszi, és Bobby leszokik az ivásról. Csak ezután már egyáltalán nem vicces… és nem is boldog. Rachel Russ-szal randizik, aki a megtévesztésig hasonlít Rossra. |     |                                                                           |                  |                                                                    |                      |              |
| 35. | 11. | A leszbikus esküvő (The One with the Lesbian Wedding)                     | Thomas Schlamme  | Doty Abrams                                                        | 1996. január 18.     | 31,60 millió |
| Carol és Susan összeházasodnak. Ross nem akar elmenni az esküvőre, de amikor Carol szülei helytelenítik az esküvőt, ő győzi meg Carolt, hogy mégis házasodjanak össze és ő vezeti az oltárhoz is. Monica főz az esküvőre, de késésben van és mindenkit munkára fog, hogy időben kész legyenek. Joey megjelenik az Életünk napjai sorozatban, mint Dr. Drake Ramoray. Phoebe egyik ügyfele meghal a masszázsasztalon és a szelleme Phoebe testébe költözik, hogy így fejezze be befejezetlen teendőit. Rachel anyukája jön látogatóba és bejelenti, hogy el fogja hagyni a férjét. A "Ronda pucér pasi" gordonkázik. |     |                                                                           |                  |                                                                    |                      |              |
| 36. | 12. | A szuperkupa után 1. rész (The One After the Superbowl Part 1)            | Michael Lembeck  | Jeffrey Astrof & Mike Sikowitz                                     | 1996. január 28.     | 52,90 millió |
| Egy TV reklám, amiben egy majom szerepel, Ross eszébe juttatja Marcelt. Ross elhatározza, hogy meglátogatja Marcelt a San Diegoi Állatkertben, amikor egy los angelesi értekezletre megy. Az állatkertben egy munkatárs azt mondja neki, hogy Marcel meghalt. Azonban egy szeszélyes őr elmondja neki, hogy Marcelt ellopták, és most a show-businessben dolgozik. Kiderül, hogy Marcel pont New Yorkban forgatja a Vírus 2: Kitörés Manhattanben c. filmet. Joey Erikával, egy megszállott rajongóval randizik, aki azt hiszi, hogy Joey a valóságban is Dr. Drake Ramoray. Phoebe megismerkedik Robbal, aki felkéri, hogy gyerekeknek énekeljen a könyvtárban. Phoebe dalai azonban túl valóságos a gyerekek szüleinek. Kirúgják, de végül a gyerekek eljönnek a kávézóba, hogy hallhassák Phoebe dalait. |     |                                                                           |                  |                                                                    |                      |              |
| 37. | 13. | A szuperkupa után 2. rész (The One After the Superbowl Part 2)            | Michael Lembeck  | Michael Borkow                                                     | 1996. január 28.     | 52,90 millió |
| A csapat a forgatás helyszínén tölti az időt. Rossnak nehezen megy, hogy felhívja magára Marcel figyelmét. Chandler találkozik egy régi iskolatársával, Susie Moss-szal, akit régen a fiú zavarba hozott azzal, hogy felemelte a szoknyáját az iskolában. Most összejönnek, de kiderül, hogy Susie csak vissza akart vágni Chandlernek. Monica és Rachel meglátják Jean-Claude Van Damme-ot. Amikor Rachel megpróbálja megszerezni őt Monicának, a férfi Rachelhöz közeledik, amin a lányok összevesznek. Joey egy apró szerepet kap a filmben, de megint "túljátssza" a szerepét. |     |                                                                           |                  |                                                                    |                      |              |
| 38. | 14. | A családi videó (The One with the Prom Video)                             | James Burrows    | Alexa Junge                                                        | 1996. február 1.     | 33,60 millió |
| Joey, aki immár pénzt keres, Chandlernek ad egy drága, rikító arany karkötőt. Mélyen megbántódik, amikor rájön, hogy Chandlernek nem tetszik. Monica munkát keres, de a felvételin kiderül, hogy az étterem vezetője egy kicsit perverz. Rachel újra randizik, amit Ross próbál megakadályozni. Ekkor Rachel felvilágosítja, hogy ők sosem fognak járni. Phoebe mindenkivel megosztja "rák"-elméletét. Rossék szülei látogatóba jönnek, mivel Monica szobáját edzőteremmé alakították és elhozták a lánynak néhány régi holmiját. A cuccok között találnak egy régi videókazettát, amelyen Rachellel készülnek a ballagási bálra. A videón látható Rachel műtét előtti orra, Monica hatalmas termete és Ross vicces - "komoly" kinézete. A videóról látszik, hogy amikor Rachel fiúja nem érkezik meg és a lány aggódik, hogy kivel menjen a szalagavató bálba, Ross elkészül, hogy elvigye. De mielőtt ez kiderülne, megjelenik Rachel fiúja. Mivel a lány ezt a videót sosem látta, nagyon meghatja Ross odaadása, ezért megbocsátja neki a listát és szenvedélyesen megcsókolja. Phoebe beigazoltnak látja "rák-elméletét". Monica váratlan jelenetet lát a szüleiről a videó végén… |     |                                                                           |                  |                                                                    |                      |              |
| 39. | 15. | Ross és Rachel…tudjátok (The One Where Ross and Rachel...You Know)        | Michael Lembeck  | Michael Curtis & Gregory S. Malins                                 | 1996. február 8.     | 32,90 millió |
| Joey vásárol egy nagyképernyős tévét és két szuperkényelmes bőrfotelt. Ő és Chandler napokig nem mozdulnak el onnan. Phoebe segít Monicának Dr. Richard Burke partiján, ahol ők főznek. Richard a család régi barátja, és nemrég vált el. A korkülönbség ellenére Richard és Monica randiznak. Ross és Rachel is randizgatnak. Az egyik randit félbe kell szakítaniuk, mert Rosst berendelik a múzeumba. Mire elkészül, a terveiknek már lőttek, így a múzeumban töltik az "első éjszakát". |     |                                                                           |                  |                                                                    |                      |              |
| 40. | 16. | Joey elköltözik (The One Where Joey Moves Out)                            | Michael Lembeck  | Betsy Borns                                                        | 1996. február 15.    | 31,10 millió |
| Chandler és Joey részt vesznek egy partin, amit az Életünk napjai sorozat egyik színésze rendez. Kiderül, hogy ő éppen költözik, ezért felajánlja Joey-nak a lakását. Mivel sosem lakott egyedül, Joey úgy dönt, elfogadja az ajánlatot, ami elcsüggeszti Chandlert. Phoebe és Rachel úgy határoznak, hogy tetováltatják magukat. Kicsit ugyan hátráltató, hogy Ross utálja a tetoválásokat, Phoebe pedig a tűket. Ross, Monica és Richard elmennek Jack Geller szülinapi bulijára. Mindenki arról pletykál, hogy Richardnak új fiatal barátnője van ("pipi a városban"). Monica a zuhanyzóban bújik el, így kénytelen végighallgatni, ahogy a szülei hancúroznak. Később Monica elmondja a szüleinek, hogy ő Richard "pipije". |     |                                                                           |                  |                                                                    |                      |              |
| 41. | 17. | Eddie beköltözik (The One Where Eddie Moves In)                           | Michael Lembeck  | Adam Chase                                                         | 1996. február 22.    | 30,20 millió |
| Joey megmutatja barátainak új lakását, amit - sajnos - ő maga rendezett be. Egy lemezkiadó producere leforgatja Phoebe-vel a Büdös Macska videóklipjét, de végül valaki más hangját keverik alá. Monicát bosszantja Ross, úgy veszekednek, mint gyerekkorukban. Chandler és Joey hiányolják egymást, de egyikük sem vallja be a másiknak. Chandler új lakótársat szerez, Eddie-t, aki nagyon jó fejnek tűnik. Joey féltékeny és úgy veszekednek Chandlerrel, mint egy tipikus házaspár. |     |                                                                           |                  |                                                                    |                      |              |
| 42. | 18. | Dr. Ramoray halála (The One Where Dr. Ramoray Dies)                       | Michael Lembeck  | Történet: Alexa Junge Tévéjáték: Michael Borkow                    | 1996. március 21.    | 30,10 millió |
| Chandler lakótársa, Eddie, az értelmi ingatagság jeleit mutatja: a volt barátnőjével van elfoglalva, Chandlert gyanúsítgatja, hogy ő feküdt le vele, és hogy megölte a halát. Richardot érdekli, hány pasija volt már Monicának, miután Phoebe közli, hogy "egy csomó". Ennek hallatán Ross és Rachel is előveszik ezt a kérdést. Monica és Richard is együtt akarják tölteni az éjszakát, ugyanakkor, amikor Rachel és Ross. Viszont sajnos csak egy pesszárium van a lakásban. Joey azt nyilatkozza a Soap Opera Digestnek (Szappanopera hírek), hogy a szövegeinek nagy részét ő írja, erre a szövegíró bedühödik, és Dr. Ramoray-t egy liftaknába zuhantatja. |     |                                                                           |                  |                                                                    |                      |              |
| 43. | 19. | Eddie nem ért a szóból (The One Where Eddie Won't Go)                     | Michael Lembeck  | Michael Curtis & Gregory S. Malins                                 | 1996. március 28.    | 31,20 millió |
| Chandler felébred éjjel, és észreveszi, hogy Eddie azt figyeli, hogyan alszik. Összevesznek, végül Eddie úgy dönt, elköltözik. A következő napon Eddie-nek gyümölcsaszaló-mániája van és semmire sem emlékszik az előző napi beszélgetésből. Ehhez hasonló esetek ismétlődnek nap, mint nap. Joey büszkeségből nem hajlandó kis mellékszerepeket elvállalni, de a halmozódó adóssága és Ross meggyőzi, hogy büszkeségét tegye félre. Joey hasznát veszi a "Minden napra egy szó" vécépapírnak. Monica, Rachel és Phoebe női emancipációs könyvet olvasnak, ami több kalamajkát okoz a saját viszonyukban, mint a férfiakkal alakított kapcsolataikban. Joey visszaköltözik Chandlerhöz, így Eddie hiányos memóriáját kihasználva, végre Chandler megszabadulhat tőle. |     |                                                                           |                  |                                                                    |                      |              |
| 44. | 20. | Phoebe és a filmek (The One Where Old Yeller Dies)                        | Michael Lembeck  | Történet: Michael Curtis & Gregory S. Malins Tévéjáték: Adam Chase | 1996. április 4.     | 27,40 millió |
| Phoebe felfedezi, hogy régebben az anyukája nem mutatta meg neki a filmek szomorú részeit, így az Öreg Yellerből is kimaradt, amikor a kutyát lelövik. Kikölcsönzi az összes filmet, amit régen a mamájával nézett, és ettől elég szomorú és borúlátó lesz. Ross, nehogy elszalassza Ben fejlődésének fontos szakaszait, elviszi kisfiát egy hétvégére. Bel kimondja az első szavát. Monica kérésére Chandler és Joey egyre többet szórakoznak Richarddal. Még inkább akarnak Richardra hasonlítani: Joey szivarozik és Chandler bajuszt növeszt. Richard viszont úgy kezd beszélni és öltözködni, mint Chandler. Végül már túl sok időt töltenek együtt, míg Richard rá nem jön, hogy a fiúk apaként tekintenek rá, nem úgy, mintha a haverjuk lenne. Rachel rájön, hogy Ross már az egész jövőjüket eltervezte. Ettől pánikba esik. |     |                                                                           |                  |                                                                    |                      |              |
| 45. | 21. | Az izomagyú pasik (The One with the Bullies)                              | Michael Lembeck  | Brian Buckner & Sebastian Jones                                    | 1996. április 25.    | 24,70 millió |
| Monica talál egy részvényt, ami a monogramját viseli, tehát úgy dönt, hogy inkább a tőzsdéből élne, minthogy elvállaljon egy megalázó munkát egy '50-es éveket idéző étteremben. Ám a tőzsdézés nem megy neki túl jól. Phoebe elhatározza, hogy meglátogatja az apját, de az apja kutyájába botlik és végül elüti. Miután meggyógyíttatja az állatorvosnál, hazaviszi, de megtudja, hogy Frank Buffay már négy éve nem volt otthon. Viszont találkozik féltestvérével, ifjabbik Frankkel. Rosst és Chandlert kitúrja a kávéházi helyükről két "izomagyú" pasas. Mikor épp nekikezdenének a végső küzdelemnek, valaki mind a négyüket meglopja, együtt erednek a nyomába és kibékülnek. |     |                                                                           |                  |                                                                    |                      |              |
| 46. | 22. | Dupla parti (The One with the Two Parties)                                | Michael Lembeck  | Alexa Junge                                                        | 1996. május 2.       | 25,50 millió |
| Rachel meglepetés szülinapi buliját két részre kell osztani, hogy a válófélben lévő szüleit távol tartsák egymástól. Monica gyümölcsös mini-sütit készít torta helyett. Phoebe átcsempészi a vendégeket Monica unalmas bulijáról Chandler és Joey tomboló, szuper bulijára. |     |                                                                           |                  |                                                                    |                      |              |
| 47. | 23. | A bárányhimlő (The One with the Chicken Pox)                              | Michael Lembeck  | Brown Mandell                                                      | 1996. május 9.       | 26,10 millió |
| Phoebe pasija a haditengerészettől, Ryan, a városban tartózkodik két hétig, de a számításaikat keresztülhúzza, hogy Phoebe bárányhimlős és Ryant is megfertőzi. Monica rájön, hogy Richard szerint az ő pedáns viselkedése aranyos, de feldúlja az, hogy Richardot semmi komoly nem foglalkoztatja. Chandler szerez Joey-nak munkát a saját irodájában és azt mondja neki, játssza el, hogy adatfeldolgozó. Joey túl messzire megy, egész személyiséget felépít: Josephet, akinek van felesége és gyerekei, és nagyon sok borsot tör Chandler orra alá. Rachelnek nagyon megtetszenek az egyenruhák, ezért Ross is szerez egyet. |     |                                                                           |                  |                                                                    |                      |              |
| 48. | 24. | Barry és Mindy esküvője (The One with Barry and Mindy's Wedding)          | Michael Lembeck  | Történet: Ira Ungerleider Tévéjáték: Brown Mandell                 | 1996. május 16.      | 29,00 millió |
| Joey-t behívják egy Warren Beatty film meghallgatására, a szerepe szerint egy férfival kell csókolóznia, így Joey megpróbál találni valakit, akivel gyakorolhat. Rachel felkészül, hogy ő legyen Mindy tanúja az esküvőn. A nyoszolyólányi ruha azonban rettenetes. Az esküvő maga még szörnyűbb, mint Rachel gondolta. A ruhája becsípődik hátul és kilátszik a bugyija. Sőt Berry szülei azt terjesztik, hogy szifiliszes, ráadásul Barry és a tanúja is rajta szórakoznak. De végül összeszedi az erejét, és marad. Chandler találkozik valakivel az Interneten, akinek nagyon tetszik. Megtudja, hogy a hölgy házas, mégis szeretne vele találkozni. Kiderül, hogy Janice az. Monica érdeklődik Richard jövőre vonatkozó tervei felől, de kiderül, hogy Richard nem akar újra gyereket. Ezért Barry és Mindy esküvőjén szakítanak. |     |                                                                           |                  |                                                                    |                      |              |

## 3. évad (1996-1997)
| Sor. | Év. | Cím                                                                                | Rendező         | Író                                                                                      | Premier              | Nézettség    |
| --- | --- | ---------------------------------------------------------------------------------- | --------------- | ---------------------------------------------------------------------------------------- | -------------------- | ------------ |
| 49. | 1.  | A Leia Hercegnő fantázia (The One with the Princess Leia Fantasy)                  | Gail Mancuso    | Michael Curtis & Gregory S. Malins                                                       | 1996. szeptember 19. | 26,76 millió |
| Monica pocsékul van a Richarddal való szakítás után. Joey ki nem állhatja, hogy Janice folyton a nyakukon lóg, aki azonban – hogy jobban megismerjék egymást – elhívja őt egy közös "bulizós napra". Ross és Rachel szexuális fantáziákról beszélgetnek, Ross egyik fantáziája: "Leia hercegnő arany bikinije". Rachel később elmeséli Phoebe-nek és Monicának Ross fantáziálását. Phoebe megpróbál segíteni Monica kialvatlanságán. Ross és Chandler most ugyanúgy megbeszélik személyes dolgaikat, mint a lányok, de ez okoz némi kényelmetlenséget Rossnak a későbbiekben. Monica papája tűnik fel végül és megnyugtatja lányát. |     |                                                                                    |                 |                                                                                          |                      |              |
| 50. | 2.  | Senki sincs készen (The One Where No One's Ready)                                  | Gail Mancuso    | Ira Ungerleider                                                                          | 1996. szeptember 26. | 26,73 millió |
| Ross fontos estének néz elébe, ám senki sincs indulásra készen. Joey és Chandler székekről és ruhákról veszekednek. Joey leönti Phoebe ruháját. Monica meghallgatja Richard egy régi telefonüzenetét, amiről azt hiszi, hogy az esetleg újonnan érkezett. Így aztán Ő is üzenetet hagy neki, amit később megpróbál letörölni, de ezzel csak ront a helyzeten. Rachel nem bírja eldönteni, hogy mit vegyen fel, erre Ross bedühödik, mire Rachel megsértődik és úgy dönt, hogy mégse megy el… hacsak Ross meg nem iszik egy pohár zsírt. |     |                                                                                    |                 |                                                                                          |                      |              |
| 51. | 3.  | A lekvár (The One with the Jam)                                                    | Kevin S. Bright | Wil Calhoun                                                                              | 1996. október 3.     | 25,23 millió |
| Joey ugrál az ágyon, leesik és kificamodik a karja. Monica, – hogy az esze ne mindig Richardon járjon – megpróbálja lefoglalni magát. Először egy csomó lekvárt csinál, aminek Joey nagyon örül. Aztán spermadonorokat válogat magának és rátalál Joey adatlapjára. Phoebe-t, nővérének ostromlója, Malcolm követi… később Phoebe kezd vele randizni. Chandler tanácsot kér a kapcsolatában felmerült problémák miatt Racheltől és Rosstól. Ross titokban elmeséli neki a "karold át és forgasd el" trükköt, ami némi extra fekvőhelyet biztosít az ágyban. Chandler kipróbálja, ám a dolog rosszul sül el és a padlóra borítja vele Janice-t. |     |                                                                                    |                 |                                                                                          |                      |              |
| 52. | 4.  | A metaforikus csatorna (The One with the Metaphorical Tunnel)                      | Steve Zuckerman | Alexa Junge                                                                              | 1996. október 10.    | 26,10 millió |
| Joey feltűnik a Tejmester 2000 reklámjában. Phoebe elfelejti átadni neki egy meghallgatásra hívó üzenetét… amit megold azzal, hogy az ügynökének adja ki magát felhívja a szereposztásért felelős személyt. Joey megkéri, hogy legyen a főállású ügynöke. Ross nehezen viseli, hogy fia Barbie-babával játszik és megpróbálja megszerettetni vele a "fiús játékokat". Chandler fél az "elkötelezettség alagútjától", míg Joey meg nem győzi, hogy szembe kell néznie a félelmeivel, ekkor Chandler átesik a ló túloldalára, és ezzel elijeszti Janice-t. Monica és Rachel örülnek, hogy Chandler átjutott az "alagút" felőlük lévő végére és jégkrémmel vigasztalják. A rész végén feltűnik a kis Ross, amint női ruhában énekel. |     |                                                                                    |                 |                                                                                          |                      |              |
| 53. | 5.  | Phoebe öccse (The One with Frank Jr.)                                              | Steve Zuckerman | Shana Goldberg-Meehan & Scott Silveri                                                    | 1996. október 17.    | 23,25 millió |
| Joey egy kicsit túllép a postaláda-készítés projektjén és végül egybeépíti a TV és Hifi-állvánnyal és így végül elkészít egy nagyon nagy, ajtókat is takaró szekrényt. Mellesleg Monica fürdőszoba padlóját is "rendbe hozza". Phoebe féltestvérével, ifjabbik Frankkel találkozik abban a reményben, hogy jobban megismerheti Őt. A fiú félreérti, mikor Phoebe arról beszél, hogy "masszíroz, meg ilyenek". A társaság tagjai összegyűjtenek 5 híres embert, akikkel lefekhetnek anélkül, hogy társuk balhézna. Ross nagy nehezen leszűkíti listáját, le is laminálja, de pont Isabella Rosselinivel fut össze a kávézóban, akit nagy nehezen lehúzott a listájáról. |     |                                                                                    |                 |                                                                                          |                      |              |
| 54. | 6.  | Régen volt (The One with the Flashback)                                            | Peter Bonerz    | David Crane & Marta Kauffman                                                             | 1996. október 31.    | 23,27 millió |
| Janice kérdését követően a csapat tagjai visszaemlékeznek néhány, 3 évvel korábbi eseményre: Chandler lakótársat keres, a "Csini Pucér Pasi" hízni kezd, Phoebe titokban elköltözik Monicától, a Bár bezár és Kávéház lesz belőle. Mr. Heckles akár oboázhatna is, Rachel a Berry-vel való házasságot fontolgatja, Mr. Heckles kiadja magát Chandler lakótársának, Ross boldog, hogy Carol talált végre egy barátnőt – egy bizonyos Susant. Kiderül, hogy annak idején majdnem összejött Monica és Joey, Rachel és Chandler, Phoebe és Ross. |     |                                                                                    |                 |                                                                                          |                      |              |
| 55. | 7.  | A Forma 1-es ágy (The One with the Race Car Bed)                                   | Gail Mancuso    | Seth Kurland                                                                             | 1996. november 7.    | 27,36 millió |
| Monica és Phoebe Janice jövendőbeli exférjének boltjában, a Matrackirályban vásárol, aztán Monicának egy másik ágyat szállítanak, amit a Joey vérző orrával foglalkozó Phoebe nem vesz észre. Rachel és Ross a lány apjával vacsorázik, ami nem sikerül valami jól, azonban másnap reggelizés közben Ross és Dr. Green végre talál egy pontot, melyben egyetértenek. Günther Rachelről álmodozik. Joey "szappanopera-szereplést" tanít. Miközben megpróbálják visszacserélni a Forma 1-es ágyat, melyet csak a fiúk élveznek, Joey meglátja Janice-t a leendő exférjével csókolózni. |     |                                                                                    |                 |                                                                                          |                      |              |
| 56. | 8.  | A Bökőszerszám (The One with the Giant Poking Device)                              | Gail Mancuso    | Adam Chase                                                                               | 1996. november 14.   | 28,69 millió |
| Phoebe kerüli a fogorvost, mert valahányszor elmegy, mindig meghal valaki. Joey elmondja Chandlernek, hogy látta Janice-t csókolózni a férjével, mire számonkéri Janice-t. A nőnek választania kell a két férfi között, és úgy tűnik, hogy Chandlert választja, de Ő viszont úgy érzi, hogy nem felelhet egy házasság szétszakításáért. Így Chandler szenved a szakítás miatt. Rossnak sürgős dolga van a Múzeumban, így Rachel vigyáz Benre. Monica beüti Ben fejét egy gerendába, de próbálja Ross elől titkolni. A "Csúnya Pucér Pasi" mozdulatlanul fekszik, ezért a csapat egy nagyon hosszú piszkáló eszközt készít kínai evőpálcikákból, hogy meggyőződjenek róla, nem halott-e. |     |                                                                                    |                 |                                                                                          |                      |              |
| 57. | 9.  | Az Amerikai Futball (The One with the Football)                                    | Kevin S. Bright | Ira Ungerleider                                                                          | 1996. november 21.   | 29,28 millió |
| Míg a fiúk amerikai focit néznek a tévében, a lányok főznek. Majd elhatározzák, hogy lemennek, és hatan játszanak Ők is. Monica és Ross a "Geller-kupáért" versenyez, Joey és Chandler egy holland lány kegyeiért. Rachelt nem hagyja senki, hogy labdához érjen, mindig csak "előre küldik", így Ő elmegy kajáért. Később a lányok játszanak a fiúk ellen és Phoebe mindig "mellbedobással" győz. |     |                                                                                    |                 |                                                                                          |                      |              |
| 58. | 10. | Rachel felmond (The One Where Rachel Quits)                                        | Terry Hughes    | Gregory S. Malins & Michael Curtis                                                       | 1996. december 12.   | 25,10 millió |
| Günther újra tanítja Rachelt a pincérnősködésre, aki ettől úgy érzi, hogy ideje felmondani a kávéházban. Ross véletlenül eltöri egy kislány lábát, aki cserkész-sütiket árult, de így Ross veszi át a helyét, hogy eljuthasson az űrtáborba. Monica gyerekkori sütimániája visszatér, Joey pedig egy karácsonyfaárusnál talál munkát. Phoebe megpróbál belenyugodni a karácsonyfa-lét kegyetlenségébe. |     |                                                                                    |                 |                                                                                          |                      |              |
| 59. | 11. | Chandlernek fogalma sincs (The One Where Chandler Can't Remember Which Sister)     | Terry Hughes    | Alexa Junge                                                                              | 1997. január 9.      | 29,80 millió |
| Joey kártyatrükkökkel szórakoztatja a csapatot. Chandler – aki még mindig depressziós a Janice-szel való szakítás miatt – Joey egyik nővérével kavar lakótársa szülinapi buliján, de másnap képtelen rá visszaemlékezni, hogy melyikkel. Meglátogatja a Tribbiani családot, azt remélve, hogy rájön, kivel volt előző éjjel, de csak még nagyobb bajt okoz azzal, hogy megcsókol egy másik nővért. Rachel találkozik Markkal, aki összehoz neki egy felvételi beszélgetést a Bloomingdale's Áruházban, de Ross aggódik Mark indítékai miatt. Phoebe randizik a Monicáék feje fölött lakó zajos pasival, akit vonzereje láthatólag minden helyzetben kisegít. |     |                                                                                    |                 |                                                                                          |                      |              |
| 60. | 12. | A féltékenység (The One with All the Jealousy)                                     | Robby Benson    | Doty Abrams                                                                              | 1997. január 16.     | 29,61 millió |
| Rachel első napja új munkahelyén. Ross továbbra is féltékeny Markra. Chandler legénybúcsút szervez unokaöccsének. Joey-t meghallgatásra hívják egy Broadway-musicalbe, ám Ő nem tud táncolni. Gunther változatlanul odavan Rachelért. Monica beleesik egyik munkatársába, Julioba, aki verseket ír neki, ám – mint kiderül – az nem túl hízelgő rá nézve. Ross a legénybúcsún megismert sztriptíztáncosnővel közösen viszi játszani Bent és a nő kisfiát, ami féltékennyé teszi Rachelt. |     |                                                                                    |                 |                                                                                          |                      |              |
| 61. | 13. | Monica és Richard csak barátok (The One Where Monica and Richard Are Just Friends) | Robby Benson    | Michael Borkow                                                                           | 1997. január 30.     | 28,03 millió |
| Monica és Richard véletlenül összefutnak egy videotékában és úgy döntenek, hogy újra találkozni fognak, csak mint barátok – ezen a ponton azonban nem tudnak megállni. Phoebe Roberttel randizik, akinek a rövidgatyái egy kicsit túl sokat láttatnak. Ross és Chandler viszont nem tudja, hogy mondhatnák ezt meg neki. Joey és Rachel egymás kedvenc könyveit olvassák: a Ragyogást és a Kisasszonyokat. |     |                                                                                    |                 |                                                                                          |                      |              |
| 62. | 14. | Phoebe régi társa (The One with Phoebe's Ex-Partner)                               | Robby Benson    | Wil Calhoun                                                                              | 1997. február 6.     | 28,91 millió |
| Phoebe korábbi énekes partnere, Leslie, fellép a Central Perkben és arra kéri Phoebe-t, hogy játszanak újra együtt. Így is lesz – bár Phoebe nehezen adja be a derekát, merthát, ha egyszer Ő megsértődik… – de problémák adódnak, amikor Leslie eladja a Büdös Macskát egy cicaalom-gyártó cégnek. Chandler összefut egy bizonyos Ginger nevű lánnyal a férfi WC előtt és randira hívja. Kiderül, hogy Joey már régebben randizott Vele, bár egy véletlen balesetben tűzre dobta a lány műlábát. Chandler megbarátkozik a lány műlábával, ám amikor Ginger megtudja, hogy a fiúnak 3 mellbimbója van, azonnal szakít Vele. Ross továbbra is féltékeny Markra. Chandler leoperáltatja harmadik mellbimbóját. |     |                                                                                    |                 |                                                                                          |                      |              |
| 63. | 15. | Ross és Rachel szakít (The One Where Ross and Rachel Take a Break)                 | James Burrows   | Michael Borkow                                                                           | 1997. február 13.    | 27,25 millió |
| Phoebe egy diplomatával randizik, aki nem beszél angolul. Meggyőzi Monicát: tartson velük, hogy a tolmácsnak is legyen partnere. Chandler és Joey a fénymásolós (Xeroxos) csajt bámulják, aki mindkettőjüket elhívja táncolni. Ross belerondít Rachel késő esti sürgős melójába, ez veszekedéshez vezet és Rachel szünetet akar tartani egy kicsit. Ross el is megy – buliba a fiúkkal. … és végül a Xeroxos csajjal, Chloeval csókolózik. |     |                                                                                    |                 |                                                                                          |                      |              |
| 64. | 16. | Másnap reggel (The One with the Morning After)                                     | James Burrows   | David Crane & Marta Kauffman                                                             | 1997. február 20.    | 28,26 millió |
| Rachel sajnálja, hogy veszekedett Ross-szal, és úgy dönt, hogy béküljenek ki és felhívja Rosst, hogy elmegy hozzá munka előtt, miközben Ross a xeroxos csaj mellett ébred. Chandler és Joey meggyőzik Rosst, hogy ne mondja el Rachelnek, Ő meg azon fáradozik, hogy Rachel valahogy rá ne jöjjön, de persze Gunther elmondja Neki. Monica és Phoebe kipróbálják a TV-Shopban hirdetett "fájdalommentes" lábgyantát. A csapat beszorul Monica szobájába, amíg Ross és Rachel megpróbálják megbeszélni és rendezni kapcsolatukat. |     |                                                                                    |                 |                                                                                          |                      |              |
| 65. | 17. | A sítúra (The One Without the Ski Trip)                                            | Sam Simon       | Shana Goldberg-Meehan & Scott Silveri                                                    | 1997. március 6.     | 25,84 millió |
| Ross és Rachel összeveszése miatt a csapat tagjai külön-külön próbálnak találkozni velük. Chandler – mivel barátaik szakítása a szülei válását juttatja eszébe – újra dohányozni kezd. Rachel Ross kivételével mindenkit síelni hív a hétvégére, ám egy parkolónál kizárják magukat a kocsiból. Rachel nem akarja Rosst segítségül hívni, ezért Phoebe és Monica a tudta nélkül hívják. Jön is segíteni – miután Carol úgy rugdossa ki, mert már így is elszúrta az Ő évfordulójukat Susan-nel – ám később az Ő, illetve Carol kocsija robban le. |     |                                                                                    |                 |                                                                                          |                      |              |
| 66. | 18. | A hipnózis kazetta (The One with the Hypnosis Tape)                                | Robby Benson    | Seth Kurland                                                                             | 1997. március 13.    | 28,07 millió |
| Rachel hipnózis kazettát ad Chandlernek, hogy segítsen neki leszokni a dohányzásról, ám a kazetta nőknek készült és nagyon is használ. Phoebe öccse, ifjabbik Frank bejelenti, hogy megnősül, kiderül, hogy nála jóval idősebb háztartástan tanárát akarja elvenni. Phoebe megpróbálja kettészakítani a párt, ám ez végül nem sikerül neki. Monicát egy vendége hívja vacsorázni, akiről kiderül, hogy milliomos. De csak egy pizzára hívja… Rómába. |     |                                                                                    |                 |                                                                                          |                      |              |
| 67. | 19. | A kinőtt póló (The One with the Tiny T-Shirt)                                      | Terry Hughes    | Adam Chase                                                                               | 1997. március 27.    | 23,65 millió |
| Monica továbbra is randizik Pete-tel, de még mindig nem vonzódik hozzá, bár Ő abban reménykedik, hogy ezen változtatni tud majd. Joey főszerepet kap egy darabban, de ki nem állhatja a női főszereplőt, míg rá nem jön, hogy tetszik neki a lány. Mark randira hívja Rachelt. Rachel áthívja Rosst, hogy visszaadhassa neki a cuccát, mire Ross berág és visszaköveteli az összes holmiját, még a kinőtt pólóját is, amiben Rachel annyira szeret aludni. Végül persze Ross visszaadja neki. Később Ross rájön, hogy Rachel Markkal randizik, és megpróbálja őket Chandlerék ajtó-lyukán keresztül meglesni. Phoebe a Pókemberről álmodozik. |     |                                                                                    |                 |                                                                                          |                      |              |
| 68. | 20. | A babaház (The One with the Dollhouse)                                             | Terry Hughes    | Wil Calhoun                                                                              | 1997. április 10.    | 24,36 millió |
| Ross és Monica Silvia nevű nagynénje meghal és egy szép babaházat hagy a lányra. Monica meghívja Phoebe-t is játszani, de nem igazán tetszenek neki barátnője ötletei. Erre saját babaházat épít, ami sokkal jobban tetszik a többieknek is. De sajnos a ház kigyullad. Joey Kate (színésznő-társa) után sóvárog, de mivel nem kaphatja meg, ezért a beugrójával kavar. Aztán a dolgok mégis felforrósodnak Joey és Kate között, és végül az ágyban kötnek ki… A fiúnak azonban ez sokkal többet jelent. Rachel összehozza a főnöknőjét Chandlerrel egy randira, a nőnek bejön a fiú, de Ő nem viszonozza érzéseit. Azt ígéri, hogy felhívja, persze esze ágában sincs… és ezzel kellemetlenséget okoz Rachelnek. |     |                                                                                    |                 |                                                                                          |                      |              |
| 69. | 21. | A csibe és a kacsa (The One with a Chick and a Duck)                               | Michael Lembeck | Chris Brown                                                                              | 1997. április 17.    | 23,22 millió |
| Az étterem, ahol Monica dolgozik, bevezeti a görkoris felszolgálást, ami a lánynak nem megy igazán jól. Pete vesz egy éttermet, és felkéri a lányt főszakácsnak, aki nem biztos benne, hogy elfogadhatja, mivel nem viszonozza a fiú érzéseit. Erre Pete kitalál egy történetet egy másik nőről, hogy Monica elhiggye, hogy már nem akar Tőle semmit. Phoebe persze átlát a dolgon, de megígéri, hogy nem mondja el barátnőjének. Joey vesz egy kiscsibét Chandlernek, de hogy ki törődjön vele, azon már összevesznek, mint egy házaspár. Ross esélyt kap, hogy szerepeljen a tévében egy paleontológus vitaműsorban, de inkább Rachelt kíséri a kórházba, akit Monica feldöntött még a görkorijával. Monica szakítani akar Pete-tel, de aztán csókolóznak… és a lány végre vonzalmat érez Pete iránt.                                                                                        |     |                                                                                    |                 |                                                                                          |                      |              |
| 70. | 22. | Az ordítozós (The One with the Screamer)                                           | Peter Bonerz    | Shana Goldberg-Meehan & Scott Silveri                                                    | 1997. április 24.    | 22,63 millió |
| Phoebe naphosszat lóg a telefonvonalon, hogy még azelőtt megjavítsák, mielőtt a garancia lejár. A társaság Joey premierjére megy. Rachel egy bizonyos Tommy-val randizik, aki egész kedvesnek látszik, kivéve amikor az emberekkel üvöltözik. Ám ezt csak Ross látja, de senki nem hisz neki. Végül a lány otthagyja, akivel érkezett, mert mindig csak az "üvöltözős pasit" lesi. Joey-ék előadása rossz kritikákat kap, ami miatt a rendező azonnal szakít Kate-tel, mire az egész éjszakát átbeszélgetik és beleszeretnek egymásba. A lány azonban állásajánlatot kap Los Angelesben és úgy dönt: elutazik. |     |                                                                                    |                 |                                                                                          |                      |              |
| 71. | 23. | Ross izéje (The One with Ross's Thing)                                             | Shelley Jensen  | Ted Cohen & Andrew Reich                                                                 | 1997. május 1.       | 24,17 millió |
| Ross egy kinövést talál a fenekén, de gőze sincs, hogy mi lehet az – de másnak se. Orvosról orvosra jár, ahol "kiállítási darabnak" tekintik, végül Phoebe gurujánál köt ki. Phoebe két pasival randizgat: Vince-szel, az izmos tűzoltóval, és Jasonnel, az érzékeny tanárral. Megpróbálja, de képtelen eldönteni, hogy melyikkel szakítson. Pete távoli útról telefonál és közli Monicával, hogy beszélniük kell, erre a lány megijed. A csapat Pete lakására megy Monicával, hogy meglocsolják a virágokat. Joey talál egy 50.000 dolláros csekket, melyet egy gyűrű tervezőjének adtak, Rachel persze egyből elkezdi Monica esküvőjét tervezgetni, pedig végül kiderül, hogy egészen másról van szó… |     |                                                                                    |                 |                                                                                          |                      |              |
| 72. | 24. | Az utcai harcos bajnok (The One with the Ultimate Fighting Champion)               | Robby Benson    | Történet: Pang-Ni Landrum & Mark Kunerth Tévéjáték: Shana Goldberg-Meehan & Scott Silver | 1997. május 8.       | 23,07 millió |
| A Kávézóban fura jelenetet lát a Csapat két férfi között. Monica pasija, Pete ringbe száll az utcai harcosok kupájáért. Veszít…, veszít… és mindig veszít, de nem adja fel, ezért a lány szakít vele, hogy ne kelljen végignéznie, hogy vereti agyon magát. Chandler új főnökének az a szokása, hogy állandóan a fiú fenekére ver, amit többféleképpen próbál lekezelni. Phoebe engedélyt kér Racheltől, hogy összehozza Rosst Bonnie-val, a barátnőjével. Rachel belemegy, mert azt hiszi, hogy Bonnie még mindig borotválja a fejét. Később azonban rádöbben, hogy Bonnie-nak mostanában egész sok haja van. |     |                                                                                    |                 |                                                                                          |                      |              |
| 73. | 25. | A tengerparton (The One at the Beach)                                              | Pamela Fryman   | Történet: Pang-Ni Landrum & Mark Kunerth Tévéjáték: Adam Chase                           | 1997. május 15.      | 23,39 millió |
| Phoebe ráakad szüleinek fényképére azok egy barátjával – akit szintén Phoebe-nek hívnak – és megkeresi őt. A nő a tengerparton lakik, így elhatározzák, hogy hétvégére mindannyian odamennek. Monica a tönkrement kapcsolatát siratja, mire Chandler felajánlja, "ha minden kötél szakad", Ő lesz a pasija. Monica kineveti, mire Chandler mindenáron be akarja bizonyítani, hogy Ő igenis potenciális pasijelölt. Joey egy sztriptízpókert akar, amit később mindenki élvez, rajta kívül… Rachel és Ross flörtölnek… mígnem beállít Bonnie. Phoebe megtudja, hogy a másik Phoebe-nek gőze sincs, hogy hol lehet az apja, Frank… ám arra is rájön, hogy ez a Phoebe az igazi anyja. Rachel ráveszi Bonnie-t, hogy újra borotválja a fejét, ami Rossnak nem tetszik. Rachel elárulja, hogy azért beszélte rá Bonnie-t a borotválásra, mert még mindig szereti a fiút, és Rossnak döntenie kell… |     |                                                                                    |                 |                                                                                          |                      |              |

## 4. évad (1997-1998)
| Sor. | Év. | Cím                                                                       | Rendező             | Író                                                                                 | Premier              | Nézettség    |
| --- | --- | ------------------------------------------------------------------------- | ------------------- | ----------------------------------------------------------------------------------- | -------------------- | ------------ |
| 74. | 1.  | A medúza (The One with the Jellyfish)                                     | Shelley Jensen      | Wil Calhoun                                                                         | 1997. szeptember 25. | 29,43 millió |
| Ross úgy dönt, hogy szakít Bonnie-val, ami az egész éjszakáját igénybe veszi. Eközben Rachel egy hosszú levelet ír, amit Rossnak el kell olvasnia mielőtt újrakezdenék kapcsolatukat. Ám Ross elalszik a levél olvasása közben, ezért kénytelen hazudni Rachelnek, mikor a lány kikéri a véleményét: igent mond a levél végén feltett kérdésre. Ám amikor kiderül, hogy mi a lány kérdése, a fiú nem biztos a dologban. Phoebe csalódott amiatt, hogy igazi anyukája soha nem próbált kapcsolatba lépni vele, ezért azt mondja neki, hogy nem akarja többé látni, bár végül megváltoztatja döntését. Monica, Chandler és Joey egész nap a tengerparton lógnak. Joey egy hatalmas lyukat ás, a lányt megcsípi egy medúza. Joey-nak eszébe jut egy dokumentumfilm, mely szerint a vizeletben lévő ammónia csökkenti a csípés okozta fájdalmat. Miután Monica nem képes lepisilni magát, Joey pedig lámpalázas lesz, így végül Chandler kénytelen megtenni a segítő lépést. Ross képtelen túllépni hazugságán és ismét szakítanak Rachellel. |     |                                                                           |                     |                                                                                     |                      |              |
| 75. | 2.  | A macska (The One with the Cat)                                           | Shelley Jensen      | Jill Condon & Amy Toomin                                                            | 1997. október 2.     | 25,54 millió |
| Joey és Chandler megegyeznek, hogy eladják a túlméretezett hifi-állványt, de ez egyáltalán nem megy könnyen. Végül Joey-nak köszönhetően még a lakást is kirabolják. Monica Rachel középiskolai barátjával, Chippel randizik, aki nem sokat változott az eltelt évek alatt. Ross és Rachel folytatják cívódásukat szakításuk miatt. Phoebe egy talált cicáról azt hiszi, hogy a nevelőanyukája reinkarnálódott szelleme. A többiek találnak egy hirdetést, melyben a macskát keresik, de senkinek nincs szíve megmondani az igazat a lánynak… kivéve Rosst. |     |                                                                           |                     |                                                                                     |                      |              |
| 76. | 3.  | A bilincs (The One with the Cuffs)                                        | Peter Bonerz        | Seth Kurland                                                                        | 1997. október 9.     | 23,98 millió |
| Joey és Chandler összes bútora egy kenu és néhány kerti szék. Chandler összefut Joannával, Rachel főnökével. Elmennek vacsorázni, majd újból összejönnek. Miközben benyit főnöke irodájába, Rachel ott találja a székhez bilincselve a félmeztelen Chandlert. Monica főz a mamája partiján, és megint "elMonicázza" a dolgot, mert az egyik tál ételbe véletlenül belesüti a műkörmét. Egy könyvügynök megpróbál eladni Joey-nak egy enciklopédia sorozatot, ám a srác csak a V betűs kötetet veszi meg és azzal próbál villogni a többiek előtt. |     |                                                                           |                     |                                                                                     |                      |              |
| 77. | 4.  | A táncóra (The One with the Ballroom Dancing)                             | Gail Mancuso        | Ted Cohen & Andrew Reich                                                            | 1997. október 16.    | 24,31 millió |
| Joey felelősségre vonja Mr. Treegert, a házfelügyelőt, mert megríkatta Rachelt. A férfi bosszúból azzal fenyegetőzik, hogy kiteszi a lányokat illegális lakótársi viszonyok miatt. Joey annak reményében, hogy helyrehozhatja a dolgokat, a házfelügyelő gyakorló táncpartnere lesz. Chandler megpróbál kilépni fitness klubjából, de végül Ross is belép, pedig azért ment a fiúval, hogy támogassa a kilépésben. Phoebe sikertelenül próbálja eltitkolni érzéseit Rick előtt, aki a masszázs ügyfele. Erre kidobják állásából és kiderül, hogy a pasi nős. |     |                                                                           |                     |                                                                                     |                      |              |
| 78. | 5.  | Joey új barátnője (The One with Joey's New Girlfriend)                    | Gail Mancuso        | Gregory S. Malins & Michael Curtis                                                  | 1997. október 30.    | 24,35 millió |
| Chandler kikezd egy helyes lánnyal, Kathy-vel, akiről kiderül, hogy Joey új barátnője. Ahogy minél jobban megismeri a lányt, Chandler érzései egyre jobban elmélyülnek. Ross akárhányszor is találkozik Rachellel, nem tudja megállni, hogy meg ne említse "új barátnőjét", Amandát. Mire a lány a nála jóval fiatalabb Josh-sal vág vissza. Az a poén, hogy Amanda csak bébiszitternek használja a fiút, Josh viszont lop a lánytól. Ross egy gyerekkorában kitalált fura mozdulattal helyettesíti a csúnya szavakat, mire Rachel egy hasonlóan kitalált mozdulattal válaszol. Phoebe nagyon megfázik és tetszik neki az új szexi énekhangja. Amikor felépül, kétségbeesetten próbál visszaesni, még Gunther megcsókolásától sem riad vissza. |     |                                                                           |                     |                                                                                     |                      |              |
| 79. | 6.  | A rendetlen lány (The One with the Dirty Girl)                            | Shelley Jensen      | Shana Goldberg-Meehan & Scott Silveri                                               | 1997. november 6.    | 25,68 millió |
| Ross egy gyönyörű paleontológus lánnyal, Charyllel randevúzik, akivel minden rendben megy, egészen addig, amíg a lány fel nem hívja lakására és ki nem derül, hogy az olyan, mint egy disznóól. Kathy születésnapjára Chandler a lány kedvenc könyvének első kiadását veszi, ám amikor Joey sokkal rosszabb ajándékot vesz neki, elcseréli vele. Phoebe kölcsönt ad Monicának, majd társulnak egy partiszerviz üzletbe, ám a halotti toron némi probléma támad a fizetés körül. Rachel egy keresztrejtvényt igyekszik teljesen egyedül megfejteni. |     |                                                                           |                     |                                                                                     |                      |              |
| 80. | 7.  | Chandler átlépi a határvonalat (The One Where Chandler Crosses the Line)  | Kevin S. Bright     | Adam Chase                                                                          | 1997. november 13.   | 26,35 millió |
| Chandler egyre nehezebben tudja titkolni érzéseit Kathy iránt, főleg miután meglátja a lányt egy szál törülközőben kijönni a zuhanyzóból. Joey elkésik egyik randevújukról, persze egy másik lány miatt. Közben Kathy és Chandler csókolóznak. A fiúnak bűntudata van, ezért újra bebútorozza a lakást. Kathy szakít Joey-val egy "másik férfi" miatt. Chandler később beismeri, hogy Ő az a másik srác, ami Joey-val való barátságának megromlásához vezet. Ross újra megtalálja zenei "hangját", ami talán nem annyira szenzációs, mint ahogy Ő és Phoebe gondolják. Phoebe egy időre abbahagyja a zenélést, hiszen szerinte Ő eltörpül Ross tehetsége mellett. |     |                                                                           |                     |                                                                                     |                      |              |
| 81. | 8.  | Chandler a ládában (The One with Chandler in a Box)                       | Peter Bonerz        | Michael Borkow                                                                      | 1997. november 20.   | 26,76 millió |
| Joey még mindig mérges Chandlerre Kathy miatt. Már-már úgy tűnik, hogy Joey kiköltözik a lakásból, amikor Chandler kitalálja, mivel engesztelheti ki barátját: az egész Hálaadást egy dobozba zárva fogja eltölteni. Monicának megsérül a szeme, de mivel a szemésze Richard volt, ezért helyettesítő doktort keres. A helyettesítő dokiról kiderül, hogy nagyon helyes, és mellesleg Richard fia. A csapat úgy dönt, hogy karácsonyra mindenki csak egyvalakinek vesz ajándékot, ezért sorsolnak. Ross addig gyötri Rachelt azzal, hogy nem értékeli a kapott ajándékokat - merthogy sorozatosan visszacseréli őket -, míg a lány elő nem szedi a kapcsolatuk idejéből való emlékeit. |     |                                                                           |                     |                                                                                     |                      |              |
| 82. | 9.  | Mindenkinek nehéz (The One Where They're Going to Party!)                 | Peter Bonerz        | Ted Cohen & Andrew Reich                                                            | 1997. december 11.   | 23,89 millió |
| Phoebe és Monica egy teherautót vásárol az új partiszerviz szolgálatuknak. Monica eközben állást vállal egy helyi újságnál, mint éttermi kritikus. Amikor a rossz kritika után a felháborodott étteremtulajdonos főszakácsi állást kínál a lánynak, döntenie kell a nagy lehetőség, illetve az új vállalkozás között. Ross és Chandler azt tervezik, hogy Gandolffal, a parti varázslóval jó nagyot fognak bulizni. Ám a hőn áhított vendég nem tud jönni, így a fiúk nagyon csalódottak és unatkoznak. Joey meggyőzi Őket, hogy hármasban is jót tudnak bulizni. Rachel megpróbál egy magasabb beosztásba kerülni a munkahelyén, ám ezt főnöke egyáltalán nem támogatja. |     |                                                                           |                     |                                                                                     |                      |              |
| 83. | 10. | Egy lány Poughkeepsie-ből (The One with the Girl from Poughkeepsie)       | Gary Halvorson      | Scott Silveri                                                                       | 1997. december 18.   | 23,22 millió |
| Joey új rekordot állít fel, így most már 15 darab süteményt bír egyszerre a szájába tömni. Ross egy lánnyal randizik, aki Poughkeepsie-ben lakik, ám a fiú aggódik, hogy a túl nagy távolság rosszul hat kapcsolatuk alakulására. Rachel készen áll egy új kapcsolatra, vagy legalábbis egy kis flörtölésre, ezért Chandler felajánlja, hogy összehozza valamelyik kollégájával. Amikor azt mondja nekik, hogy a lány nem szeretne komoly kapcsolatot, egymással versengenek a lányért. Mivel Monicát nem tisztelik beosztottai, felbéreli Joey-t, hogy később kirúghassa, azt remélve, ezáltal megnő a tekintélye. Azonban Joey-nak megtetszik a munka és csak később hajlandó teljesíteni eredeti feladatát. Phoebe egy karácsonyi dalon dolgozik, amit barátairól ír. Ross vonatra ül, hogy szakítson barátnőjével, de elalszik és Montrealban ébred fel, persze egy csinos lány oldalán, aki meginvitálja kávéra, és még messzebb lakik…                                                                                              |     |                                                                           |                     |                                                                                     |                      |              |
| 84. | 11. | Phoebe méhe (The One with Phoebe's Uterus)                                | David Steinberg     | Seth Kurland                                                                        | 1998. január 8.      | 23,66 millió |
| Ifjabbik Frank és Alice, a felesége, béranyának kérik fel Phoebe-t, aki tanácsért fordul saját szülőanyjához. A mama egy kiskutyát ad Phoebe-nek, hogy lássa milyen nehéz visszaadni valamit, amit megszeretett az ember. Ross munkát szerez Joey-nak a múzeumban, mint idegenvezető, ám nagyon megbántja barátját, amikor nem akar mellé ülni ebédnél (hiszen a fehér köpenyesek nem ülnek a kék zakósok mellé). Engesztelésképpen későbbi alkalommal Ross egy kis "forradalmat" csinál, ami talán túl jól is sikerül. Chandler ideges, mert Kathy utolsó ágypartnere Joey volt, ezért Monicától és Racheltől kér tanácsot. Kathy nagyon hálás az ötletekért. Phoebe elvállalja a béranyaságot. |     |                                                                           |                     |                                                                                     |                      |              |
| 85. | 12. | Az embriók (The One with the Embryos)                                     | Kevin S. Bright     | Jill Condon & Amy Toomin                                                            | 1998. január 15.     | 27,14 millió |
| A fiúk tyúkjáról kiderül, hogy kakas. Phoebe-be beültetik az embriókat, de nagy a nyomás, mivel ifj. Franknek és Alice-nek nincs több pénze az újabb műtétre. Monica és Rachel fogadnak Chandlerrel és Joey-val, hogy Ők jobban ismerik a fiúkat, mint azok Őket. Ross megírja a kérdéseket és a tétek egyre jobban nőnek: ha a lányok győznek, a fiúk megszabadulnak a kakastól meg a kacsától, ha viszont a fiúk győznek, megkapják a lányok lakását. … és persze a fiúk győznek. |     |                                                                           |                     |                                                                                     |                      |              |
| 86. | 13. | Rachel bezsong (The One with Rachel's Crush)                              | Dana DeVally Piazza | Shana Goldberg-Meehan                                                               | 1998. január 29.     | 25,27 millió |
| Mikor Chandler megtudja, hogy Kathy új szerepe egy forró jelenetet foglal magába színésztársával, aggódik, hogy ez hová vezethet. Joey azt mondja neki, hogy amíg a színpadon izzik a levegő, addig aggodalomra semmi ok. Chandler többször nézi meg a darabot és észleli, hogy eltűnt az izzás. Ezért megvádolja Kathy-t, végül szakítanak. A fiú rájön, hogy mekkora hülye volt, elmegy a lányhoz, de pont most teljesült be a vádaskodás. Monica azt mondja, hogy most a fiúknak kell házigazdának lenni, hiszen övék a nagyobb lakás. Mikor így is lesz, a lány bekattan és nekiáll kicsinosítani a kislakást és odacsalogat mindenkit. Rachel osztályát megszüntetik, ezért áthelyezik a Magánvásárlókhoz, mire azt tervezi, hogy kilép, az ajtón belép egy helyes srác, Joshua, és a lány immár nagy örömmel csinálja munkáját, csak a randira hívás megy nehezen neki. |     |                                                                           |                     |                                                                                     |                      |              |
| 87. | 14. | Joey horgászik (The One with Joey's Dirty Day)                            | Peter Bonerz        | Wil Calhoun                                                                         | 1998. február 5.     | 25,08 millió |
| Joey horgászni megy és büdösen jön vissza… és nincs lehetősége lezuhanyozni, mielőtt elmenne szerepelni egy új filmbe Charlton Hestonnal, így ott zuhanyzik a híresség öltözőszobájában, de Ő rajtakapja. Joshua elhívja Rachelt egy klub megnyitójára, de Ő már beleegyezett, hogy elviszi főnöke unokahúgát, Emily-t az Operába. Ross belemegy, hogy elviszi Rachel helyett Emily-t - és sokkal jobban kijönnek egymással, mint az első ránézésre látszik. Viszont Rachel randija nem jön össze, mert nincs rajta a listán. Chandler egyre jobban felépül a Kathy-vel való szakításból, de nem tud átlépni a kettes szakaszba, mivel nincs senki, akivel elmehetne sztriptízbárba… kivéve Monicát és Phoebe-t. |     |                                                                           |                     |                                                                                     |                      |              |
| 88. | 15. | A rögbimeccs (The One with All the Rugby)                                 | James Burrows       | Történet: Ted Cohen & Andrew Reich Tévéjáték: Wil Calhoun                           | 1998. február 26.    | 24,44 millió |
| Miközben manikűrösnél van, Chandler összefut Janice-szel, aki frissen elvált és nem akarja a fiút elengedni. Így kénytelen kitalálni egy történetet, miszerint a vállalata áthelyezi Őt Jemenbe. Pechére Janice kikíséri a reptérre, és kénytelen felszállni egy jemeni gépre. Monica megszállottan nyomoz egy villanykapcsoló után, ami látszólag nem csinál semmit, próbálgatások, tervrajzok nézegetése és falbontások után végül feladja. Ross megismerkedik Emily néhány barátjával és elhívják Őt rögbizni. Mivel nem akarja tekintélyét elveszíteni, mindenképp játszani akar. Emily végül segít Rossnak megtalálni ellenfelei gyenge pontját. |     |                                                                           |                     |                                                                                     |                      |              |
| 89. | 16. | Az álparti (The One with the Fake Party)                                  | Michael Lembeck     | Történet: Alicia Sky Varinaitis Tévéjáték: Scott Silveri & Shana Goldberg-Meehan    | 1998. március 19.    | 23,13 millió |
| A várandós Phoebe hús után sóvárog, így Joey megegyezik vele, hogy átmenetileg vegetáriánus lesz, amíg a lány kívánja a húst. Rachel álpartit rendez Emilynek, ami valójában csak ürügy, hogy munkaidőn kívül is Joshuával lehessen. De csak bolondot csinál magából, még a régi gimis vezérszurkoló egyenruháját is felveszi. Ross le van törve, mivel Emily hamarosan hazamegy Angliába, de Rachel meggyőzi Őt, hogy Emilyvel való kapcsolata nem kell, hogy véget érjen. |     |                                                                           |                     |                                                                                     |                      |              |
| 90. | 17. | Az ingyen pornó (The One with the Free Porn)                              | Michael Lembeck     | Történet: Mark Kunerth Tévéjáték: Richard Goodman                                   | 1998. március 26.    | 23,22 millió |
| Joey és Chandler váratlanul rábukkan a TV-n egy pornócsatornára. Monica bebeszéli Rossnak, hogy fejezze ki valódi érzelmeit Emilynek, mielőtt még hazautazna Angliába. De végül is kiderül, hogy van egy másik férfi is Londonban. Ross mégis elutazik a messzi városba, hogy bebizonyítsa Emilynek, nem akarja Őt elveszíteni, viszont közben a lány visszatér Amerikába, hogy elmondja Rossnak, hogy Őt választotta. Phoebe megtudja, hogy hármasikrekkel terhes, ezért ifj. Frank fontolóra veszi, hogy inkább munkát keres a hűtőgépszerelő suli helyett, ám Phoebe különböző pénzkereseti lehetőségekkel hozakodik elő, hogy öccsének ne kelljen feladni az iskolát. |     |                                                                           |                     |                                                                                     |                      |              |
| 91. | 18. | Rachel új ruhája (The One with Rachel's New Dress)                        | Gail Mancuso        | Történet: Andrew Reich & Ted Cohen Tévéjáték: Jill Condon & Amy Toomin              | 1998. április 2.     | 21,72 millió |
| Phoebe-t megkérik, hogy a három baba közül az egyiknek Ő adjon nevet, ez persze versenyhelyzetet teremt Joey és Chandler között. Susan reklámfilmet forgat Londonban, ezért Emily felajánlja, hogy körbevezeti. Erre Ross aggodalmaskodni kezd, hogy majd Susan Emilyt is elcsábítja Tőle. Rachel egy különleges vacsora mellett új fehérneműben és csini ruhában eltöltendő nagy randit szervez, bár miközben vacsoráznak, kiderül, hogy Joshua nem bírja, ha a közelében kacsa és csirke van, ezért a fiú szüleinek házába mennek, mert az övét felújítják. Miközben Rachel be akarja dobni magát gyönyörű új kombinéjában, a fiú szülei váratlanul betoppannak, és így kénytelen egy szál semmiben vacsorázni menni velük, persze azt állítva, hogy ez a legújabb divat. |     |                                                                           |                     |                                                                                     |                      |              |
| 92. | 19. | Kapkodás (The One with All the Haste)                                     | Kevin S. Bright     | Scott Silveri & Wil Calhoun                                                         | 1998. április 9.     | 21,76 millió |
| Az éneklő pasi, a madárszag és a helyhiány Rachelt és Monicát újabb próbálkozásokra sarkallja, hogy visszaszerezzék saját lakásukat. Újabb fogadásokat kötnek a fiúkkal, de ismét veszítenek… egy kosárbérletet is. De amíg a fiúk a meccset élvezik, a hátuk mögött gyorsan visszafoglalják lakásukat. Chandler tiltakozik, de a lányok felajánlják, hogy egy percig csókolóznak egymással, mire a fiúk belemennek a cserébe. Phoebe kötöget. Ross Emily hatására fülbevalót hord, majd azzal kéri meg a lány kezét, mert nem akar külön lenni tőle. Mindenki megdöbben a lánykérés hallatán… főleg Rachel. |     |                                                                           |                     |                                                                                     |                      |              |
| 93. | 20. | Az esküvői ruhák (The One with All the Wedding Dresses)                   | Gail Mancuso        | Történet: Adam Chase Tévéjáték: Gregory S. Malins & Michael Curtis                  | 1998. április 16.    | 21,94 millió |
| Joey horkolása miatt Chandler ragaszkodik hozzá, hogy menjenek el egy alvás-klinikára. Mialatt barátját elkíséri, megismerkedik egy lánnyal, Marjorie-vel, aki álmában beszél. Ross próbál beszélni Rachellel a lány érzéseiről, de Ő tetteti, hogy minden rendben van. Valójában kétségbe van esve, és megkéri Joshua kezét, aki megijed és szakítanak. Monica elmegy Emily esküvői ruhájáért, nem tud ellenállni, hogy belebújjon. Később Phoebe és Rachel is csatlakoznak hozzá. Ross és Emily kitűzik az esküvő napját, pontosan egy hónap múlvára. Rachel megbeszéli a lányokkal Ross iránti érzéseit. |     |                                                                           |                     |                                                                                     |                      |              |
| 94. | 21. | A meghívó (The One with the Invitation)                                   | Peter Bonerz        | Seth Kurland                                                                        | 1998. április 23.    | 21,51 millió |
| Ross és Rachel kapcsolatára való visszaemlékezések szövik át ezt a részt, amint Ross elhatározza, hogy küld Rachelnek is esküvői meghívót, Rachel pedig elhatározza, hogy nem megy el. Joey és Chandler úgy érezvén, hogy barátaikhoz képest nem történik semmi az életükben, nagy dolgokat terveznek, például hogy megmásszák a Mount Everestet vagy legalább megnézik videófilmen. |     |                                                                           |                     |                                                                                     |                      |              |
| 95. | 22. | A világ legrosszabb esküvői tanúja (The One with the Worst Best Man Ever) | Peter Bonerz        | Történet: Seth Kurland Tévéjáték: Gregory S. Malins & Michael Curtis                | 1998. április 30.    | 23,15 millió |
| Phoebe szűk hólyagtól, hangulatingadozástól, rugdosódó babáktól, és egyéb terhességi bajoktól szenved. Rossnak választania kell, hogy ki legyen az esküvői tanúja, Joey-t választja, aki a legénybúcsúztató utáni reggelen nem találja a jegygyűrűt. Azt hiszi, hogy a sztriptíztáncosnő - akivel Joey ágyba bújt - vitte el, ezért csapdát állítanak neki. Végül kiderül, hogy egy másik "jómadár" volt a ludas. Monica és Rachel rendhagyó babakelengye-bulit rendez Phoebe-nek, hiszen nem babacuccokat, hanem neki szóló ajándékokat adnak neki. |     |                                                                           |                     |                                                                                     |                      |              |
| 96. | 23. | Ross esküvője 1. rész (The One with Ross's Wedding Part 1)                | Kevin S. Bright     | Michael Borkow                                                                      | 1998. május 7.       | 31,61 millió |
| A csapat útra kel Londonba, kivéve Phoebe-t, aki a terhesség miatt nem utazhat, valamint Rachelt, aki nem akar Ross esküvőjén részt venni. Joey és Chandler elmennek várost nézni, de ahogy Joey turistaként viselkedik, barátja agyára megy, ezért különválnak útjaik. Chandlernek pocsék napja van, Joey viszont remekül érzi magát. Emily feszült az esküvői előkészületek miatt, minden összeesküdött ellenük, semmi sem úgy van, ahogy lennie kéne. Monica azt tanácsolja, hogy halasszák el az esküvőt, ami még több bonyodalmat okoz. Rachel otthon rájön, hogy még mindig szerelmes Rossba, ezért végül úgy dönt, hogy mégis elutazik Londonba. Phoebe megpróbálja feltartóztatni. |     |                                                                           |                     |                                                                                     |                      |              |
| 97. | 24. | Ross esküvője 2. rész (The One with Ross's Wedding Part 2)                | Kevin S. Bright     | Történet: Jill Condon & Amy Toomin Tévéjáték: Shana Goldberg-Meehan & Scott Silveri | 1998. május 7.       | 31,61 millió |
| Phoebe telefonon próbálja értesíteni a többieket, hogy Rachel úton van, hogy tönkretegye az esküvőt. Joey-nak honvágya van, egészen addig, amíg össze nem melegedik az egyik koszorúslánnyal, Felicityvel. A Geller család megismerkedik Emily szüleivel, az esküvő költségeiről vitatkoznak, mert a lány szülei a saját házuk renoválását is beleszámolta. Rachel - mire nagy nehezen fel tud szállni - halálra idegesíti a többi utast. Monica folyamatosan kellemetlen helyzetekbe kerül a vacsorán, végül Chandler ágyában köt ki. Másnap az esküvő előtt Joey-ék Rachelt várják, aki beoson, amíg a fiú Felicityvel csókolózik. Végül Rachel úgy dönt, nem mondja el Rossnak, hogyan érez iránta. A szertartáson Ross véletlenül Rachel nevét mondja Emily helyett, leállítva ezzel az esküvőt. |     |                                                                           |                     |                                                                                     |                      |              |

## 5. évad (1998-1999)
| Sor. | Év. | Cím                                                                              | Rendező             | Író                                                                   | Premier              | Nézettség    |
| --- | --- | -------------------------------------------------------------------------------- | ------------------- | --------------------------------------------------------------------- | -------------------- | ------------ |
| 98. | 1.  | Miután Ross azt mondta, hogy Rachel (The One After Ross Says Rachel)             | Kevin S. Bright     | Seth Kurland                                                          | 1998. szeptember 24. | 31,12 millió |
| Annak ellenére, hogy Ross a pap előtt Rachelt, nem pedig Emilyt mondott, az esküvő valahogy lezajlik, azonban Emily az esküvői fogadásról az ablakon keresztül megszökik. Rachel közben egyfolytában csak azzal foglalkozik, hogy Ross az Ő nevét mondta! Chandler és Monica megegyeznek, hogy csak addig folytatják kapcsolatukat, amíg haza nem érnek, mert hát London egy másik kontinensen van… ám képtelenek kettesben maradni. Ross miközben a repülőtéren vár, hátha Emily felbukkan, és elmennek nászútjukra Athénba, összefut Rachellel. A lány arra biztatja, hogy mindenképpen menjen el Athénba, erre a fiú megkéri, tartson Ő vele. Felszállás előtt Ross visszaszalad a kabátjáért és észreveszi, hogy Emily végignézte, hogyan száll be Rachellel. Ross lekési a gépet, ám Rachel nem. |     |                                                                                  |                     |                                                                       |                      |              |
| 99. | 2.  | A csókolózás (The One with All the Kissing)                                      | Gary Halvorson      | Wil Calhoun                                                           | 1998. október 1.     | 25,36 millió |
| Chandler és Monica megpróbálja titokban tartani a kapcsulatukat: mikor Joey belép a fürdőszobába Monica kénytelen lebukni a fürdőkádban, a többiek előtt Chandler véletlenül megcsókolja Monicát búcsúzóul, ezért kénytelen az összes lányt megcsókolni. Phoebe bosszankodik, amiért lemaradt a sok londoni mókáról, ezért a többiek elhatározzák, hogy szerveznek neki egy pikniket a Central Parkba, de mivel ez nem tetszik a lánynak, ezért inkább Atlantic Cityt választják. Az induláskor azonban elfolyik Phoebe magzatvize. Miután Rachel visszaérkezik Görögországból, olyan dühös az utóbbi időkben hozott rossz döntései miatt, hogy szerelmi életének irányítását Monica kezébe adja. A megállapodás nem tart sokáig, mert Rachel el akarja mondani Rossnak, hogy még mindig szereti, Monica azonban nem hagyja, ezért barátnője kirúgja. Ross romantikus ajándékokkal akarja visszaszerezni Emilyt. |     |                                                                                  |                     |                                                                       |                      |              |
| 100. | 3.  | A századik rész (The One Hundredth)                                              | Kevin S. Bright     | David Crane & Marta Kauffman                                          | 1998. október 8.     | 26,82 millió |
| Phoebe szülése miatt a csapat megérkezik a kórházba. Joey videóra veszi az eseményeket, de egyszerre fájdalmak jönnek rá, Mindenki azt hiszi, ezek szimpátiafájdalmak, azonban hamarosan kiderül, hogy vesekövei vannak. Phoebe orvosa odavan Fonzie-ért, mire Ross megpróbál egy megbízhatóbb orvost találni, de csak egy nagyon fiatal külsejű gyakornokot talál, aki nem felel meg Phoebe-nek. Rachel megpróbálja Monicát és saját magát összehozni két ápolóval, ez azonban problémákat okoz Monica és Chandler között. Phoebe meg akarja tartani az egyik babát, és arra próbálja rávenni Rachelt, hogy kérje el Ő neki. Két fiú és egy lány helyett két lány és egy fiú születik, ám az egyik lánynak így is a Chandler nevet adják. Joey is "megszüli" veseköveit Ross segítségével. |     |                                                                                  |                     |                                                                       |                      |              |
| 101. | 4.  | Phoebe gyűlöli a telefonos pénzgyűjtő műsorokat (The One Where Phoebe Hates PBS) | Shelley Jensen      | Michael Curtis                                                        | 1998. október 15.    | 24,09 millió |
| Rachel rányit Monicára, aki a hálószobában szexis cuccban Chandlerre vár. Ekkor a lány azt hazudja, hogy egyik munkatársával jár. Elmondja neki, hogy még senkivel nem volt olyan jó az ágyban, mint új barátjával, mire Chandler egy kicsit túlságosan is büszke lesz magára. Ross végre eléri Emilyt telefonon és megbeszélik a dolgaikat. A lány hajlandó New Yorkba költözni, egy feltétellel: ha Ross soha többé nem találkozik Rachellel. Hosszú habozás és tépelődés után a fiú igent mond. Joey bekerül egy telefonos pénzgyűjtő műsorba és azt hiszi, Ő lesz a műsorvezető, ehelyett csak a telefonokat fogadja, ráadásul még a tévében sem látszik. Phoebe elmondja, hogy mennyire gyűlöli az ilyenfajta műsorokat, mivel soha nem válaszoltak a levelére, amit a Szezám utcának írt, miután meghalt a mamája. Joey és Phoebe azon vitatkoznak, hogy létezik-e igazán önzetlen jótett. |     |                                                                                  |                     |                                                                       |                      |              |
| 102. | 5.  | A dilemma (The One with the Kips)                                                | Dana DeVally Piazza | Scott Silveri                                                         | 1998. október 29.    | 25,87 millió |
| Monica és Chandler már torkig van a titkos találkákkal, ezért kitalálnak egy hétvégi alibi-elfoglaltságot a többiek előtt és közös víkendre mennek. Azonban egész idő alatt csak veszekednek, erre a fiú megijed, hogy vége köztük mindennek. Ross megpróbálja felfedni Emilyvel kötött megállapodását Rachel előtt, hogy sohasem találkozhatnak többé. A lány elég rosszul fogadja a hírt, hiszen sem Ross barátságáról nem akar lemondani, sem a csapattól nem akar elszakadni, mint Chandler régi lakótársa, Kip. Joey némi hasonlóságot vél felfedezni Monica és Chandler hétvégéről szóló sztorijaiban és rájön az igazságra. Barátai megígértetik vele, hogy nem mondja el senkinek. |     |                                                                                  |                     |                                                                       |                      |              |
| 103. | 6.  | A jeti (The One with the Yeti)                                                   | Gary Halvorson      | Alexa Junge                                                           | 1998. november 5.    | 24,99 millió |
| Joey továbbra is hallgat Monica és Chandler titkáról, noha nem túl boldog, hogy hallgatnia kell. Phoebe örököl egy menyétbundát, de mivel a szőrmehasználat ellen van, úgy dönt, elégeti… aztán meglátja magát a tükörben, és másképp dönt. Ross eladja mindenét és egy új lakásba költözik, mert Emily azt szeretné, ha teljesen tiszta lappal kezdenék új életüket. Ross kezdi kissé túlzónak érezni Emily kéréseit és elmondja neki, hogy vagy megbízik benne, vagy a házasságuk sosem fog működni. Emily úgy dönt, nem tud megbízni a fiúban. Rachel és Monica megrémül egy szőrös férfitől, akivel a sötét pincében találkoznak. A "Jetiről" kiderül, hogy nem más, mint Danny, a ház új lakója. Rachelnek megtetszik az új szomszéd, ami nem biztos, hogy viszonzásra talál, bár végül elmennek pizzázni. A "Csúnya Pucér Pasi" újra feltűnik. |     |                                                                                  |                     |                                                                       |                      |              |
| 104. | 7.  | Ross beköltözik (The One Where Ross Moves In)                                    | Gary Halvorson      | Gigi McCreery & Perry Rein                                            | 1998. november 12.   | 24,44 millió |
| Emily unokatestvére kirúgja Rosst a közös lakásból, így beköltözik Chandler és Joey lakásába. Ross viselkedése enyhén szólva kellemetlen, ezért a fiúk megpróbálják rávenni, hogy költözzön saját lakásba… még ha az nagyon kicsi is. Bűntudattól vezérelve aztán mégis elintézik, hogy Ross ne tudja kibérelni a lakást. Phoebe egy Larry nevű egészségügyi ellenőrrel randizik, akivel Monica éttermében ismerkedett meg. Először elkápráztatja a hatalom, amivel a srác rendelkezik, hiszen bármelyik éttermet bezárathatja, de hamarosan rájön, hogy így elfogy az összes hely, ahol enni lehet. Rachel meg van győződve róla, hogy Danny oda van érte és az, hogy nem törődik vele, csak álca. |     |                                                                                  |                     |                                                                       |                      |              |
| 105. | 8.  | A legrosszabb hálaadás (The One with All the Thanksgivings)                      | Kevin S. Bright     | Gregory S. Malins                                                     | 1998. november 19.   | 23,92 millió |
| Monica hálaadási vacsorája után a csapat minden tagja elmeséli élete legrosszabb hálaadását. Visszaidézik, hogyan tudta meg Chandler, hogy válnak a szülei (1978-ban), hogyan vesztette el Phoebe - kétszer is - a karját korábbi életeiben (1862-ben és 1915-ben), hogyan szorult be Joey feje egy pulykába (1992-ben), Chandler hogyan sértette meg Monica érzéseit és a lány hogyan állt a tervezettnél is nagyobb bosszút a fiún, amikor véletlenül levágta az egyik lábujját (1988-ban). |     |                                                                                  |                     |                                                                       |                      |              |
| 106. | 9.  | Ross szendvicse (The One with Ross's Sandwich)                                   | Gary Halvorson      | Ted Cohen & Andrew Reich                                              | 1998. december 10.   | 23,03 millió |
| Joey hagyja, hogy rossz fényben tűnjön fel, csak azért, hogy megmagyarázza azokat a különös eseteket, amelyek elárulnák Monica és Chandler kapcsolatát: alsónadrág a kanapén, női borotva a fiúk fürdőszobájában, gyertyafény és videokamera, meztelen fénykép Monicáról. Megfenyegeti Őket, hogy amennyiben nem jönnek elő valami jó sztorival, ami tisztára mosná Őt a többiek előtt, elmondja az igazságot Mindenkinek. A dolog rosszul sül el, így Joey azt mondja, hogy lefeküdt Monicával Londonban, és a lány azóta üldözi. Phoebe iskolába jár és Rachel vele tart, ám Ő nem veszi olyan komolyan a dolgot, mint barátnője. Rossnak némi gondja akad a haragjával, miután egyik munkatársa megeszi a hálaadásról megmaradt finom húsos szendvicsét. Miután ráijesztett kollégáira, üvöltött a főnökével, pszichiáterhez küldik, aki nyugtatót ír fel neki, és amíg rendbe nem jön, szabadságra kell mennie. |     |                                                                                  |                     |                                                                       |                      |              |
| 107. | 10. | A nemkívánatos húg (The One with the Inappropriate Sister)                       | Dana DeVally Piazza | Shana Goldberg-Meehan                                                 | 1998. december 17.   | 23,67 millió |
| Mivel a szabadságon lévő Ross nagyon unatkozik, felajánlja Joey-nak, hogy segít neki forgatókönyvet írni. A helyzet azonban feszültté válik, amikor Chandlerrel "tűzlabda" játékot eszelnek ki és egy sort sem ír a forgatókönyvhöz. Phoebe elvállalja, hogy karácsonyi adományokat gyűjt a szegényeknek, de csak nem kívánt "adományok" kerülnek a kosárba, ezért egyre durvábban viselkedik az utcán. Monica elintézi, hogy Rachel és Danny randizzanak. A randi jól indul, ám Rachel rájön, hogy a fiút szokatlanul szoros szálak fűzik húgához, Kristához. |     |                                                                                  |                     |                                                                       |                      |              |
| 108. | 11. | Újévi fogadalmak (The One with All the Resolutions)                              | Joe Regalbuto       | Történet: Brian Boyle Tévéjáték: Suzie Villandry                      | 1999. január 7.      | 27,02 millió |
| Joey megszervezi, hogy szilveszterkor Ross és Phoebe, Rachel és Ő csókolózzanak, így lehetősége van Monicának és Chandlernek egymást megcsókolni. Mindenki újévi fogadalmakat tesz: Ross megfogadja, hogy minden nap legalább egy új dolgot csinál, Chandler nem tesz csípős megjegyzéseket barátaira… kb. egy hétig bírja, Rachel nem fog pletykálkodni, Joey megtanul gitározni, Monica fényképezni akar, Phoebe pedig repülőgépet vezetni. Miközben legújabb barátnőjével randevúzik, Ross új bőrnadrágja felmelegedik és olyan szűk lesz, hogy nem tudja visszavenni, miután a fürdőszobában levette, hogy egy kicsit lehűtse magát. Joey gitártanára Phoebe lesz, aki különleges módon tanítja az akkordokat. Rachel kihallgat egy szaftos kis beszélgetést Monica és Chandler között, majd meghal, hogy valakinek elmondhassa. |     |                                                                                  |                     |                                                                       |                      |              |
| 109. | 12. | Chandler munkahelyi nevetése (The One with Chandler's Work Laugh)                | Kevin S. Bright     | Alicia Sky Varinaitis                                                 | 1999. január 21.     | 24,82 millió |
| Rachel megpróbál minél többet kideríteni Monica és Chandler kapcsolatáról, de mikor Rachel nekiszegezi barátnőjének a kérdést, mindig valami gyenge hazugsággal válaszol. Ross rossz hírt kap Emily felől és beleveti magát az éjszakába, majd Janice-szel jön össze. Elég jól indul a kapcsolatuk, ám a lány nem bírja elviselni a fiú örökös nyafogását és szakít vele. Chandler elviszi Monicát egy munkahelyi buliba meg vacsorára a főnökével és annak nejével. A lány ekkor rájön, hogy a fiúnak külön munkahelyi nevetése van, hogy meg ne sértse egyáltalán nem vicces főnökét. Phoebe és Joey madárversenyt rendez. |     |                                                                                  |                     |                                                                       |                      |              |
| 110. | 13. | Joey táskája (The One with Joey's Bag)                                           | Gail Mancuso        | Történet: Michael Curtis Tévéjáték: Seth Kurland                      | 1999. február 4.     | 24,92 millió |
| Chandler rájön, hogy Monica pocsék masszőr, de nem akarja neki megmondani. A lány elég nehezen dolgozza fel a dolgot, mikor kiderül. Joey egy kifinomult ízlésű figura eljátszására pályázik és Rachel felajánlja, hogy segít neki a meghallgatásra kialakítani külsejét. A Bloomingdale-nél felöltözteti Őt egy megfelelő összeállításban, melynek része egy "férfitáska" is, ami kísértetiesen hasonlít egy retikülre. Sajnos Joey rajongása a táska iránt nem arat osztatlan sikert, elszúrja a meghallgatást. Phoebe nagymamája meghal, Ursula, az ikernővére, már eddig is azt hitte, hogy halott, ezért nem megy el a temetésre. Viszont a temetésen felbukkan Phoebe apukája, id. Frank. Anélkül, hogy felfedné előtte, ki is Ő valójában, találkozót beszél meg vele. Ahol végül is elmondja neki az igazságot. |     |                                                                                  |                     |                                                                       |                      |              |
| 111. | 14. | Mindenki rájön (The One Where Everybody Finds Out)                               | Michael Lembeck     | Alexa Junge                                                           | 1999. február 11.    | 27,70 millió |
| A "Csúnya Pucér Pasi" elköltözik, Ross megpróbálja kibérelni a lakását. Ádáz küzdelem folyik a lakásért, különböző ajándékokkal halmozzák el, végül Ross úgy dönt, csak akkor kaphatja meg a hőn áhított lakást, ha Ő is a meztelenséget választja, így együtt hódolnak ennek a hobbinak. Phoebe amikor Rachellel körülnéz a "Csúnya Pucér Pasi" lakásában Ross-szal együtt, az ablakon keresztül megpillantja Monicát és Chandlert, ahogy "azt csinálják". Phoebe és Rachel elhatározzák, hogy azt, hogy tudnak a dologról, felhasználják arra, hogy csőbe húzzák a titkolózó párt. Így aztán Phoebe ráhajt Chandlerre, de Monica rájön, hogy kelepce. Belemennek a játékba és Ők akarják megnyerni a játszmát. Végül Ross is megtudja a dolgot, de úgy, hogy átmegy a nagy nehezen megszerzett lakásba és Ő is meglátja Monicáékat egymásnak esni, erre visszatérnek dühöngési problémái, pedig épp visszavették munkahelyére. |     |                                                                                  |                     |                                                                       |                      |              |
| 112. | 15. | A verekedős lány (The One with the Girl Who Hits Joey)                           | Kevin S. Bright     | Adam Chase                                                            | 1999. február 18.    | 29,31 millió |
| Ross először nagyon dühös Chandlerre Monicával lévő kapcsolata miatt, de mikor megtudja, hogy komolyabb a dolog, felméri a jó oldalát is. A többiek arról beszélgetnek, milyen lesz, ha majd a párnak közös gyerekei lesznek. Chandler egy kicsit megrémül a teljes elköteleződés gondolatától és ez heves vitához vezet kettőjük között. Szerencsétlen bocsánatkérésként a fiú megkéri Monica kezét, amit Ő visszautasít, hiszen még nem érett meg rá a kapcsolatuk, de kibékülnek. Joey egy Katie nevű lánnyal randizgat, aki mindig ütögeti a fiú karját. Ez már Joey-nak is sok, ezért úgy dönt, szakít a lánnyal, de nem meri megtenni az első lépést attól való félelmében, hogy jól megveri a lány. A fiú szerencséjére Katie majdnem összeverekszik Rachellel és azzal fenyegeti meg Joey-t, ha nem áll mellé, elhagyja. Ross beköltözik az új lakásba, de gondja akad a lakóközösségbe való beilleszkedéssel. A házban Mindenki Ross ellen fordul, de Ő partit szervez, hogy megszerettesse magát a lakókkal, ami nem megy túl könnyen, hiszen még Phoebe is "besegít" neki. |     |                                                                                  |                     |                                                                       |                      |              |
| 113. | 16. | A zsaru (The One with the Cop)                                                   | Andrew Tsao         | Történet: Alicia Sky Varinaitis Tévéjáték: Gigi McCreery & Perry Rein | 1999. február 25.    | 26,02 millió |
| Joey azt álmodja, hogy Monica az Ő barátnője, a lány szerint ez azt jelenti, hogy Ő is egy olyan szoros kapcsolatra vágyik, mint az övé és Chandleré. Azt tanácsolja neki, hogy mielőtt lefeküdne valakivel, próbáljon előtte összebarátkozni vele. Miután sikertelenül próbálkozik Rachelnél, megpróbál más nőkkel összebarátkozni, akik azonban olyan vonzónak találják Joey "először csak legyünk barátok" hozzáállását, hogy rögtön ágyba bújnak vele. A kávézóban az egyik párna alatt Phoebe talál egy rendőrjelvényt. Elhatározza, hogy visszaszolgáltatja, de annyira élvezi, hogy rendőrnek adhatja ki magát, hogy nem megy neki. Aztán összefut a jelvény igazi tulajdonosával. Eldobja a jelvényt és elszalad, a rendőr viszont kideríti, hol találhatja meg és randit kér tőle. Ross Rachel társaságában vesz egy új kanapét, de képtelenek feljutni vele a lépcsőn a fiú lakásáig. |     |                                                                                  |                     |                                                                       |                      |              |
| 114. | 17. | Rachel véletlen puszija (The One with Rachel's Inadvertent Kiss)                 | Shelley Jensen      | Andrew Reich & Ted Cohen                                              | 1999. március 18.    | 24,48 millió |
| Rachel állásinterjúra megy a Ralph Laurenhez, ahol véletlenül megpuszilja az interjú vezetőjét, Mr. Zelnert. Visszahívják egy második interjúra, amikor újra félreérti Mr. Zelnert, és jól megmondja neki a magáét. Később, mikor rájön, mekkorát hibázott, újra behívják, letisztázzák a dolgot és megkapja az állást. Ross minden szabadidejét azzal tölti, hogy az ablakban színészkedik, mert azt hiszi, hogy ez szórakoztatja a többieket. Joey megpróbálja megtalálni azt a lányt, aki folyton integet neki Ross házából, de valahogy mindig Ross lakásánál köt ki. Monica rögeszméjévé válik, hogy bebizonyítsa, hogy Chandlerrel még mindig olyan szenvedélyesek, mint Phoebe és rendőr barátja, Gary. Ezt Chandler egy ideig élvezi, végül megérteti a lánnyal, hogy a kettejük kapcsolata ennél már jóval mélyebb. |     |                                                                                  |                     |                                                                       |                      |              |
| 115. | 18. | Rachel cigizik (The One Where Rachel Smokes)                                     | Todd Holland        | Michael Curtis                                                        | 1999. április 8.     | 21,88 millió |
| Ben próbajátékra megy egy reklámfilmhez, ahová Joey is elkíséri abban a reményben, hogy Ő is kap egy szerepet. A dolgok elég jól alakulnak, míg Joey nem kerül egy másik fiúhoz és így elkezd versengeni Ross gyerekével. Ráadásul Joey-nak egy kis problémája akad a szövegével. Rachel elkezd dolgozni a Ralph Laurennél, de hamarosan kirekesztve érzi magát, mert minden döntés a cigiszünetekben születik, Ő viszont nem dohányzik. A probléma megoldását abban látja, hogy Ő is elkezd cigizni, a dolog azonban nem túl jól sül el, ezért megpróbálja rávenni a kollégáit, hogy szokjanak le… ami nem tart tovább egy napnál. Phoebe és Monica meglepetés szülinapot tervez Rachelnek. Monica szokásos módon átveszi teljesen az irányítást, így Phoebe-re jut a poharak és a jég szállítása. A lány úgy dönt, hogy a lehető legtöbbet hozza ki ezekből, és nagy sikert arat. |     |                                                                                  |                     |                                                                       |                      |              |
| 116. | 19. | Ross nem tud flörtölni (The One Where Ross Can't Flirt)                          | Gail Mancuso        | Doty Abrams                                                           | 1999. április 22.    | 20,85 millió |
| Monica és Chandler vacsorázni mennek, hogy megünnepeljék tíz hónapos évfordulójukat, a fiú azt szeretné, ha barátnője a tőle kapott fülbevalókat viselné. Azonban azt Monica kölcsönadta Phoebe-nek, aki viszont kölcsönadta Rachelnek, Ő pedig elvesztette az egyik felét. Ross úgy látja, hogy Chandler flörtöl a pizzakihordó lánnyal, Caitlinnel, és úgy dönt, hogy Ő is beveti a csábítás e formáját - aminek katasztrofális következménye van. Joey szerepet kapott az Esküdt ellenségek (az epizódban Törvény és rend) című sorozatban, a nagymamája átjön, hogy megnézze Őt, de a teljes szerepét kivágták. Ezért Joey gyorsan rögtönöz egy jelenetet. |     |                                                                                  |                     |                                                                       |                      |              |
| 117. | 20. | A járőrözés (The One with the Ride-Along)                                        | Gary Halvorson      | Shana Goldberg-Meehan & Seth Kurland                                  | 1999. április 29.    | 19,63 millió |
| A fiúk járőrözni mennek Garyvel, mivel egy autó motorjának utórobbanását pisztolylövésnek hallja, Joey lebukik és megvédi Rosst is a sérüléstől, Chandler csalódott, hogy nem Őt védte, míg rá nem jön, hogy Joey valójában csak a szendvicsét akarta megmenteni. Miközben Ross lakásában fűszereket keres a Margharita koktélhoz, Rachel hallja, amint Emily - akinek másnap lesz az esküvője - azt az üzenetet hagyja, hogy nem biztos benne, hogy nem volt-e hiba, amikor Ross-szal szakított. Míg Monica és Rachel azon vitatkozik, hogy mit tegyenek, Rachel véletlenül letörli az üzenetet, így megvárja, míg Ross hazaér, hogy elmondhassa neki. |     |                                                                                  |                     |                                                                       |                      |              |
| 118. | 21. | A labda (The One with the Ball)                                                  | Gary Halvorson      | Történet: Scott Silveri Tévéjáték: Gregory S. Malins                  | 1999. május 6.       | 20,92 millió |
| Gary megkéri Phoebe-t, hogy költözzön hozzá. A lány ezt nem találja túl jó ötletnek, de mivel ez elszomorítja Garyt, végül beleegyezik. Némi tétovázás és határozatlanság után végül összeköltöznek… míg egyik reggel a fiú le nem lő egy madarat, amelyik az ablak előtt csicsergett. Ezért Phoebe szakít vele. Ross és Joey órákon keresztül dobálnak egy labdát anélkül, hogy egyszer is leejtenék, ez hamarosan próbatétellé válik, amihez Monica és Chandler, a "lyukas markú" is csatlakozik. A végén sok óra után meghívják Phoebe-t is, aki csalódott a szakítás miatt, és leteszi a labdát. Rachel ezer dollárért vesz egy szőrtelen, fajtiszta egyiptomi macskát, amilyen a nagymamájának volt gyerekkorában. Bár a többiek szerint ez nem is macska. És ráadásul nem is kedves, össze-vissza karmolássza Rachelt, mire megpróbálja eladni. Végül sikerül rásóznia Guntherre. |     |                                                                                  |                     |                                                                       |                      |              |
| 119. | 22. | Joey nagy kiugrása (The One with Joey's Big Break)                               | Gary Halvorson      | Történet: Shana Goldberg-Meehan Tévéjáték: Wil Calhoun                | 1999. május 13.      | 21,28 millió |
| Rachelnek szemfertőzése van, de senkinek nem hagyja, hogy hozzáérjen a szeméhez. Monica végül elviszi orvoshoz, de Rachel nem hajlandó használni a szemcseppet. Mindenki segítségére szükség van, hogy ellásák a lányt. Phoebe nagyon dühös Rossra, de már nem tudja, hogy miért. Joey megkapja a Las Vegasban forgatandó, Shutter Speed című független film főszerepét. Chandlerrel elindulnak Vegasba, de Chandler elszólja magát, hogy szerinte ez nem Joey nagy kiugrása, mire Ő kiteszi a kocsiból. Ám mire Joey eljut Vegasba, a filmforgatás anyagi okokból abbamarad, így kénytelen abból megélni, hogy gladiátorjelmezben fényképezteti magát a Cézár Palotája nevű kaszinóban. |     |                                                                                  |                     |                                                                       |                      |              |
| 120. | 23. | Las Vegasban 1. rész (The One in Vegas Part 1)                                   | Kevin S. Bright     | Ted Cohen & Andrew Reich                                              | 1999. május 20.      | 25,90 millió |
| Monica összefut Richarddal, de nem akarja Chandlernek elmondani, mert fél, hogy ez tönkretenné az évfordulójukat. Vesz két repülőjegyet Las Vegasba ajándékképpen, mert a fiúnak lelkiismeretfurdalása van Joey miatt. A többiek is velük tartanak, bár Ross és Rachel a munka miatt csak egy nappal később mennek. Phoebe mindent a tavalyi londoni úthoz hasonlít, amit a terhessége miatt ki kellett hagynia. És ráadásul elszólja magát Richard miatt. Chandlert látszólag nem érdekli a dolog, ám Vegasban mégis kitör a veszekedés. Az egyedül maradt Rachel meztelenkedik a lakásban, melyet Ross meglát a lakásából, és úgy értelmez, hogy neki szól. Átmegy és elég kínos jelenetet rendez. Másnap a gépen a lány elkezdi szekálni a fiút az előző este miatt, mire mindketten megtesznek minden tőlük telhetőt, hogy zavarba hozzák a másikat… ezt a versengést az koronázza meg, hogy Ross bajuszt rajzol az alvó Rachelnek. Joey bevallja a többieknek, hogy a forgatás megszakadt, és elhatározza, hogy 100 dollárból annyi pénzt nyer Black Jacken, ami elég a film leforgatásához. A pénzt ugyan elveszíti, de felfedez egy számára sokkal értékesebb dolgot: megismeri kéz-ikertestvérét. Monica elindul bocsánatot kérni Chandlertől, de útban a szobájuk felé egy zsetont talál a földön, amit feltesz kockajátékon… és elkezd sorozatban nyerni. Chandler is keresi a lányt, és meg is találja, amint a nyerés örömében egy mellette álló nyakába borulva örül a szerencséjének…és elindul visszafelé. |     |                                                                                  |                     |                                                                       |                      |              |
| 121. | 24. | Las Vegasban 2. rész (The One in Vegas Part 2)                                   | Kevin S. Bright     | Gregory S. Malins & Scott Silveri                                     | 1999. május 20.      | 25,90 millió |
| Ross és Rachel is megérkezik a kaszinóba, ahol a lány hamarosan rájön, hogy az arca nem teljesen szalonképes. A tintát nem tudják lemosni, ezért Ross-szal az egész napot a hotelszobában töltik és kifosztják a mini-bárt. Már teljesen lerészegednek, mire a lány beleegyezik, hogy lemenjenek a kaszinóba, de csak úgy, hogy kifesti a fiú arcát. A nyerőgépekkel játszó Phoebe-t egy leskelődő halálosan bosszantja, hiszen az idős nénike mindenhová követi és bezsebeli a nyereményt, amikor Ő otthagyja a gépet. Úgy dönt, hogy véget vet ennek, összeszólalkoznak és végül Őt dobják ki a kaszinóból. Joey megpróbálja rávenni kéz-ikertestvérét, hogy törjenek be a show-businessbe, ami idegesíti az embert és Joey-t is kidobják a kaszinóból. Chandler jelenetet rendez, majd együtt folytatják a kockázást. A fiú is belelkesül, és azt mondja, ha a következő dobás is bejön, összeházasodnak. A kockák legurulnak az asztalról, így a dobás érvénytelen, de az egyik kocka pont a sarkán áll meg, és Chandlernek kell eldönteni, hogy mit mutat. Ő azt mondja, hogy nyertek, ezért elindulnak a Kápolna felé. Ott pont vége az előző szertartásnak, és a kitántorgó pár nem más, mint a részeg Rachel és Ross. |     |                                                                                  |                     |                                                                       |                      |              |

## 6. évad (1999-2000)
| Sor. | Év. | Cím                                                                             | Rendező         | Író                                                                        | Premier              | Nézettség    |
| --- | --- | ------------------------------------------------------------------------------- | --------------- | -------------------------------------------------------------------------- | -------------------- | ------------ |
| 122. | 1.  | Vegas után (The One Where After Vegas)                                          | Kevin S. Bright | Adam Chase                                                                 | 1999. szeptember 23. | 27,74 millió |
| Ross és Rachel egy ágyban ébrednek, de csak arra emlékeznek, hogy nem történt kettejük közt semmi éjjel. A reggelinél a többiek elmondják nekik, hogy mi történt. Megdöbbenek, és elhatározzák, hogy amint hazaérkeznek, töröltetik a házasságot. Ross megígéri Rachelnek, hogy elintézi, de nem csinál semmit. Chandler és Monica nem akar még összeházasodni, de egyikük sem akar visszalépni, ezért elhatározzák, hogy várnak egy újabb jelre… habár az jön egy pár, mégsem foglalkoznak vele. Végül a fiú azt javasolja, hogy költözzenek össze. Joey, aki Phoebe taxijával megy haza, megkéri a lányt, hogy tartson vele. Megígéri, hogy jó buli lesz, de szinte az egész utat átalussza. |     |                                                                                 |                 |                                                                            |                      |              |
| 123. | 2.  | Ross megöleli Rachelt (The One Where Ross Hugs Rachel)                          | Gail Mancuso    | Shana Goldberg-Meehan                                                      | 1999. szeptember 30. | 22,95 millió |
| Ross még mindig nem intézkedett a házasság törléséről, de van egy őrült indoka rá, hogy miért nem. Úgy érzi, hogy senki sem randizna olyan férfival, aki háromszor vált el. Phoebe és egy csapat nő meggyőzi, hogy még mindig szerelmes Rachelbe. Ő ezt visszautasítja, és hogy bebizonyítsa igazát, elmegy az ügyvédjéhez, hogy megcsinálják az annullálást. De rá kell jönnie, hogy ez sokkal bonyolultabb, mint gondolta, ezért mindent be kell vallania Rachelnek. Monica és Chandler bejelentik összeköltözési szándékukat. Joey boldog, bár fél, hogy elveszíti legjobb barátját, Rachel viszont nem is foglalkozik a dologgal, amíg rá nem jön, hogy barátai komolyan gondolják az összeköltözést. |     |                                                                                 |                 |                                                                            |                      |              |
| 124. | 3.  | Ross nem intézkedik (The One with Ross's Denial)                                | Gary Halvorson  | Seth Kurland                                                               | 1999. október 7.     | 21,60 millió |
| Phoebe-nek van egy Denise nevű szobatársa, akiről senki sem hallott még. Rachel új lakást keres, Joey és Ross is felajánlja, hogy költözzön hozzá. Bár Ross nem tudja, hogy ez valóban jó ötlet-e. Phoebe továbbra is mondja neki, hogy még mindig szerelmes Rachelbe, de Ő ezt visszautasítja. Monica és Chandler arról veszekednek, hogy mit csináljanak Rachel szobájával és Chandler bútoraival. Joey új szobatársat keres, persze lány személyében. Ross továbbra sem mondja el Rachelnek, hogy még mindig házasok. |     |                                                                                 |                 |                                                                            |                      |              |
| 125. | 4.  | Joey elveszti a biztosítását (The One Where Joey Loses His Insurance)           | Gary Halvorson  | Andrew Reich & Ted Cohen                                                   | 1999. október 14.    | 21,07 millió |
| Rachel átköltözik Rosshoz. Egyszer csak kap egy telefonhívást, amiből kiderül, hogy még mindig házasok. Phoebe jósnője azt jósolja neki, hogy ezen a héten meg fog halni. Ross vendégelőadó lesz az egyetemen. Ideges, ezért amikor az órán megszólal, orosz akcentussal kezd el beszélni. Joey-nak megszűnik a betegbiztosítása, mert már régóta nem dolgozott. Az ügynöke, Estelle - aki tévesen azt hitte, hogy már nem Ő az ügynöke - elintéz néhány meghallgatást. Súlyzózás közben sérvet kap, de addig nem akar kórházba menni, amíg nincs újra biztosítása, ahhoz viszont szerepet kell kapnia. |     |                                                                                 |                 |                                                                            |                      |              |
| 126. | 5.  | Joey Porsche-ja (The One with Joey's Porsche)                                   | Gary Halvorson  | Perry Rein & Gigi McCreery                                                 | 1999. október 21.    | 22,39 millió |
| Rachel és Ross elmennek a bíróhoz, hogy töröljék a házasságot, és kiteregetnek egymásról mindent. A bíró úgy dönt, hogy nincs elég indok az annullálásra, ezért elmennek Ross ügyvédjéhez a válás miatt. Ross nyilvánvalónak érzi, hogy még mindig szereti Rachelt. A lány bevallja, hogy az Ő ötlete volt a házasság. Joey talál egy Porsche kocsikulcsot. Elhatározza, hogy megvárja a tulajt. Hirtelen az emberek olyan kedvesek lesznek vele, de mikor az igazi tulajdonos elviszi a kocsit, már nem. Phoebe, Monica és Chandler vigyáznak a hármasikrekre. Chandler lenyeli egy játék darabját, ezért Monica elviszi orvoshoz, így Phoebe egyedül vigyáz a gyerekekre. |     |                                                                                 |                 |                                                                            |                      |              |
| 127. | 6.  | Az utolsó este (The One on the Last Night)                                      | David Schwimmer | Scott Silveri                                                              | 1999. november 4.    | 23,59 millió |
| Chandler megpróbál egy kis pénzt adni Joey-nak, hogy pár hónapig átvészelje szobatárs nélkül. Ám Ő nem fogadja el, erre Chandler rögtönöz egy játékot, aminek a neve: "Csésze" és hagyja barátját nyerni. Később Joey megtanítja Rosst Csészézni és elveszti az összes pénzt, amit korábban nyert. Amíg Rachel pakol a költözéshez, összeugranak Monicával. Ross nem tud segíteni a pakolásban, mert azt mondja, hogy vigyáznia kell Benre. Mivel húga átlát a lakásába, csinál egy ál-Bent, hogy átverje őket. |     |                                                                                 |                 |                                                                            |                      |              |
| 128. | 7.  | Phoebe fut (The One Where Phoebe Runs)                                          | Gary Halvorson  | Sherry Bilsing-Graham & Ellen Plummer                                      | 1999. november 11.   | 22,75 millió |
| Rachel és Phoebe új lakótársakként elhatározzák, hogy minden reggel együtt fognak futni a parkban. Ám Phoebe furcsa mozgása zavarba hozza barátnőjét. Joey egy gyönyörű lakótársat talál maga mellé Janine személyében, akivel igyekszik kerülni a flörtölést. Azt hiszi, hogy a lány érdeklődik iránta és Rosst és Chandlert kérdezi meg, hogy mivel hárítsa ezt el. Chandler kitakarítja a lakást, de nem emlékszik rá, hogy mi hol volt, ezért igyekszik Monicát távol tartani addig, amíg ki nem találja, mit tegyen. |     |                                                                                 |                 |                                                                            |                      |              |
| 129. | 8.  | Ross foga (The One with Ross's Teeth)                                           | Gary Halvorson  | Történet: Andrew Reich & Ted Cohen Tévéjáték: Perry Rein & Gigi McCreery   | 1999. november 18.   | 22,14 millió |
| Phoebe bemegy szórólapot fénymásolni Rachel munkahelyére, ahol összejön Kennyvel, a másolófiúval, aki Ralph Laurennek adja ki magát. Elmondja barátnőjének, hogy csókolózott Ralph Laurennel. Rachel elpletykálja főnöknőjének, Kimnek, aki azt hiszi, hogy a lány kezdett ki Ralph-fal, hogy megszerezze Kim munkáját. Ross túlságosan kifehéríti a fogát, mielőtt randira megy Hilaryvel, Monica munkatársával. Chandler elmondja Joey-nak, hogy Janine túlságosan lányossá teszi a lakást és Őt is, és jó lenne, ha ezen változtatna. |     |                                                                                 |                 |                                                                            |                      |              |
| 130. | 9.  | Ross beszívása (The One Where Ross Got High)                                    | Kevin S. Bright | Gregory S. Malins                                                          | 1999. november 25.   | 19,17 millió |
| A hálaadásra Janine meghívja Joey-t és Rosst, hogy vele és a táncos lányokkal ünnepeljenek, de a két fiú előbb Monicához hivatalos ebédre. Mr. és Mrs. Geller megérkeznek és Chandler rájön, hogy azért nem szeretik Őt, mert azt hiszik, hogy füvezik. Ross elmondja barátjának, hogy amikor gimnazista volt, elszívott egy füves cigit, de ezt a szülei észrevették, és Ő Chandlerre kente az egészet. Monica felfedi az igazságot, erre a két testvér számos dologról felfedi a valóságot szüleik előtt. Rachel Angol Trifle-t próbál készíteni desszertnek, de a receptet véletlenül összevegyíti egy marhahúsos recepttel. Phoebe Mr. Gellerről álmodik és teljesen máshogy néz rá ezek után… míg egy másik álom vissza nem fordítja látásmódját. |     |                                                                                 |                 |                                                                            |                      |              |
| 131. | 10. | A kötelező gyakorlat (The One with the Routine)                                 | Kevin S. Bright | Brian Boyle                                                                | 1999. december 16.   | 22,43 millió |
| Janine meghívót kap a Dick Clark Újévi Rockestéjének felvételére, és elhívja magával Joey-t, Rosst és Monicát. Ez egy valóra vált álom a testvérpár számára, hiszen gyerekkoruk óta erről álmodoznak. Ám a felvételkor nehezen kerülnek kamera elé, hiszen nem táncolnak olyan jól, mint azt hiszik magukról. Ekkor eltáncolják a középiskolában előadott kötelező gyakorlatot. Joey azt reméli, hogy megcsókolhatja Janine-t a hamis újévkor. Rachel és Phoebe ráveszik Chandlert, hogy segítsen nekik megkeresni Monica karácsonyi ajándékait. |     |                                                                                 |                 |                                                                            |                      |              |
| 132. | 11. | A patikus asztalka (The One with the Apothecary Table)                          | Kevin S. Bright | Történet: Zachary Rosenblatt Tévéjáték: Brian Boyle                        | 2000. január 6.      | 22,26 millió |
| Rachel patikusasztalkát vásárol a Kézművesházból, de azt hazudja Phoebe-nek, hogy az ócskapiacon vette, mert a lány utálja a Kézművesházat. A csalást nehezíti, hogy Ross ugyanolyan asztalt vett, mint Rachel. Joey és Janine több időt tölt Monicával és Chandlerrel, ám Janine ki nem állhatja Őket, és ez addig fajul, hogy Joey szakít vele és Janine elköltözik. |     |                                                                                 |                 |                                                                            |                      |              |
| 133. | 12. | A vicc (The One with the Joke)                                                  | Gary Halvorson  | Történet: Shana Goldberg-Meehan Tévéjáték: Andrew Reich & Ted Cohen        | 2000. január 13.     | 22,33 millió |
| Ross beküld egy viccet a Playboyba, ami meg is jelenik, de Chandler azt mondja, hogy az az Ő vicce. A lányok kíváncsiak, ezért végignézik a Playboyt, aztán arról beszélnek, hogy ki melyikükkel randizna, ha tehetné. Phoebe Rachelt választja, amely sértődöttséget és versengést idéz elő Monicában. Joey kábeltévéjét és telefonját kikapcsolták, mert nem tudta kifizetni. Állást kap, mint pincér a Kávézóban, hogy egy kis pénzt keressen. Később bezárja a boltot egy órára, mert meghallgatásra kell mennie, ezért kirúgják. De Rachel rábeszéli Gunthert, hogy vegye vissza a fiút. |     |                                                                                 |                 |                                                                            |                      |              |
| 134. | 13. | Rachel húga (The One with Rachel's Sister)                                      | Gary Halvorson  | Történet: Seth Kurland Tévéjáték: Sherry Bilsing-Graham & Ellen Plummer    | 2000. február 3.     | 24,14 millió |
| Joey minden csinos lánynak ingyen születésnapi muffint osztogat a Kávézóban, abban a reményben, hogy randizhat velük. Monica beteg, de nem akar tudomást venni róla. Mindenképpen szeretkezni akar Chandlerrel, aki ezt elutasítja, hiszen beteg, aztán a lány cselhez folyamodik… Megjelenik Rachel húga, Jill, mert anyagi problémái vannak és nővérétől szeretne segítséget kérni. Ross és Jill között kialakulóban van valami, elmennek randizni, emiatt Rachel nyugtalan. |     |                                                                                 |                 |                                                                            |                      |              |
| 135. | 14. | Chandler nem tud sírni (The One Where Chandler Can't Cry)                       | Kevin S. Bright | Andrew Reich & Ted Cohen                                                   | 2000. február 10.    | 23,82 millió |
| Rachel nem képes elfogadni a tényt, hogy Ross és Jill randiznak, ezért megkéri Rosst, hogy ne tegye. Jill ezért megharagszik, átmegy Rosshoz, hogy megpróbáljon visszavágni nővérének. Chandler nem tud sírni a szomorú filmeken vagy más elkeserítő dolgok miatt. Felfedezik, hogy Ursula Phoebe nevében pornófilmekben szerepel. Emiatt viszont Phoebe zsebébe vándorol ezért kapott pénze. |     |                                                                                 |                 |                                                                            |                      |              |
| 136. | 15. | Mi lett volna, ha 1. rész (The One That Could Have Been Part 1)                 | Michael Lembeck | Gregory S. Malins & Adam Chase                                             | 2000. február 17.    | 25,89 millió |
| Az a hír járja, hogy Barry és Mindy beadták a válópert és a csapat azon kezd el gondolkozni, mi lett volna, ha Rachel és Barry összeházasodnak, vagy ha Ross felesége nem jön rá, hogy leszbikus, ha Monica dagadt marad, vagy ha Joey az Életünk napjainál marad, ha Chandler író lenne, vagy Phoebe tőzsdeügynökként élte volna életét. Ross és Rachel mindketten boldogtalan házasok, összefutnak az utcán azután, hogy már évek óta nem látták egymást. A fiú elviszi Őt a Central Perkbe, hogy találkozzon a többiekkel. Rachelnek megtetszik Joey, hiszen Ő Drake Ramoray a híres sorozatból. Monica egy Dr. Roger nevű fickóval randizik, Chandler novelláját elutasították, így elkezd Joey asszisztenseként dolgozni, ami nem bizonyul valami jó ötletnek. Legalább tapasztalatokat szerez és megírja, majd az Archie Comics meg is veszi ötletét. Phoebe könyörtelen és kapzsi, szívrohamot kap, amikor veszít 13 millió dollárt. Míg a kórházban van, Ross megtudja, hogy kirúgták, de nem akarja neki elárulni, nehogy újabb szívrohamot kapjon. Ross felajánlja Carolnak, hogy dobják fel nem éppen jó szexuális életüket. Carolt csak a hármasban próbálkozás ötlete dobja fel. Rachel eldönti, hogy megcsalja férjét Joey-val. Monica bevallja, hogy még szűz. |     |                                                                                 |                 |                                                                            |                      |              |
| 137. | 16. | Mi lett volna, ha 2. rész (The One That Could Have Been Part 2)                 | Michael Lembeck | David Crane & Marta Kauffman                                               | 2000. február 17.    | 25,89 millió |
| A folytatás az alternatív valóságban: Ross és Carol hármasban szeretkeznek Susannal, de Ross érzi, hogy nem Ő a fontos. Phoebe nagyon izgatott a kórházban, kiszökik és visszamegy dolgozni, de megtudja, hogy kirúgták és újabb infarktust kap. Rachel Joey-nál tölti az estét, de berúg és kiüti magát. Monica eldönti, hogy lefekszik Dr. Rogerrel, de a férfit behívják és otthagyja vacsora közben. Ezért Chandlerrel tölti az éjszakát és a fiú meggyőzi, hogy nem Dr. Roger neki a megfelelő. Rachel - miután nem csalta meg Barryt - hazamegy, de ott találja a férfit egy másik nővel az ágyban. Visszamegy a városba, hogy találkozzon Joey-val, de Ross-szal fut össze. Megbeszélik rossz házasságaikat és rájönnek, hogy Carol leszbikus. Phoebe elmegy énekelni a Kávézóba. |     |                                                                                 |                 |                                                                            |                      |              |
| 138. | 17. | Unagi (The One with Unagi)                                                      | Gary Halvorson  | Történet: Zachary Rosenblatt Tévéjáték: Adam Chase                         | 2000. február 24.    | 22,21 millió |
| Joey munkája a Kávézóban nem fizet valami jól, így részt akar venni egy orvosi kutatásban. Az egyetlen folyó kísérlet jó sokat fizet, ám csak egypetéjű ikreknek szól. Így keres magának egy ikertestvért, aki persze csak kicsit hasonlít rá. Rachel és Phoebe részt vesz egy önvédelmi tanfolyamon, de Ross úgy érzi, hogy ettől még nem tudnák magukat megvédeni vészhelyzetben, mert még nem sajátították el az Unagit. Ezért elkezdik egymást ijesztgetni. Monica és Chandler a Valentin napi ajándékozásukat szervezik, amivel már két hetet késtek. Chandlernek semmi jó ötlet nem jut eszébe, Monica viszont el is felejti a dolgot. Így régen elfeledett holmik kerülnek elő. |     |                                                                                 |                 |                                                                            |                      |              |
| 139. | 18. | Ross egy diáklánnyal randizik (The One Where Ross Dates a Student)              | Gary Halvorson  | Seth Kurland                                                               | 2000. március 9.     | 20,52 millió |
| Ross megtudja, hogy valaki egy jó értékelést írt róla és randizik az egyik diáklánnyal, Elizabeth-tel. Először csak barátként találkoznak, de Elizabeth többet akar, ezért viszont Rosst kirúghatják. Chandler volt osztálytársa rendezi az új Al Pacino filmet. Joey megkéri, hogy ajánlja be Őt valamilyen szerepre. Tűz üt ki Phoebe és Rachel lakásában, így barátaiknál kell lakniuk pár hétig. Valakinek Monicánál, valakinek Joey-nál. Először mindketten a lányhoz akarnak menni, ám később megbánják rend- és tisztaságmániája miatt. |     |                                                                                 |                 |                                                                            |                      |              |
| 140. | 19. | Joey hűtője (The One with Joey's Fridge)                                        | Ben Weiss       | Történet: Seth Kurland Tévéjáték: Gigi McCreery & Perry Rein               | 2000. március 23.    | 21,46 millió |
| Joey hűtője elromlik, így megpróbál pénzt szerezni barátaitól. Rachel párt keres a jótékonysági estre. Phoebe és Monicáék is találnak neki férfipartnert, és persze összevesznek rajta, hogy kit vigyen. Ross és Elizabeth folytatják titkos kapcsolatukat. Ross félreérti, amikor a lány azt mondja, hogy a tavaszi szünetről akar vele beszélni, de végül kiderül, hogy Floridába szeretne menni "lazítani". A többiek elmagyarázzák Rossnak, hogy ez mit jelent, végül a lány után utazik. |     |                                                                                 |                 |                                                                            |                      |              |
| 141. | 20. | Mac & C.H.E.E.S.E. (The One with Mac and C.H.E.E.S.E.)                          | Kevin S. Bright | Doty Abrams                                                                | 2000. április 13.    | 18,81 millió |
| Joey meghallgatásra megy egy új tv-sorozatba, ahová aztán visszahívják, de Chandler elfelejti átadni az üzenetet, így nem Joey kapja a szerepet. Később azonban a szereplő megbetegszik és a fiú lép a helyébe. Phoebe és Ross segít Joey-nak próbálni, eközben rájönnek, hogy milyen jó színészek. Monica nem szereti Chandler madarait (de egyébként csak allergiás rájuk). A részben előző epizódokból összevágott jeleneteket láthatunk Joey-ról és Chandlerről. |     |                                                                                 |                 |                                                                            |                      |              |
| 142. | 21. | Ross megismerkedik Elizabeth apjával (The One Where Ross Meets Elizabeth's Dad) | Michael Lembeck | Történet: David J. Lagana Tévéjáték: Scott Silveri                         | 2000. április 27.    | 20,63 millió |
| Joey nem jön ki a robot tulajdonosával, Wayne-nel. Hogy megmentse magát a kirúgástól, megtanítja Wayne-t, hogyan bánjon a nőkkel. Phoebe könyvet ír a kapcsolatokról, így Monica és Chandler kapcsolatáról is. Ross találkozik Elizabeth apjával, Paullal, akinek nem tetszik, hogy lánya ennyivel idősebb férfival randizik. Rachelnek megtetszik Paul és randiznak. A csapat csupa jót akar mondani Rossról Elizabeth apjának, de valahogy minden rosszul sül el. |     |                                                                                 |                 |                                                                            |                      |              |
| 143. | 22. | Paul, a férfi (The One Where Paul's the Man)                                    | Gary Halvorson  | Történet: Brian Caldirola Tévéjáték: Sherry Bilsing-Graham & Ellen Plummer | 2000. május 4.       | 20,01 millió |
| Monica lefoglal egy helyet az esküvőjének a helyi múzeumban két év múlvára. Habár le lehet mondani a helyfoglalást, a múzeum kínál egy korábbi lehetőséget, amin Chandler rettenetesen meglepődik és megsértődik… látszólag. Paul közli Ross-szal, hogy szakítson a lányával. Ross és Elizabeth elutazik hétvégére a nagypapa nyaralójába, de Paul és Rachel is odamegy. Joey - mivel visszatért a színészi pályához - azt akarja, hogy fényképét tegyék ki a ruhatisztító falára. Gunther rájön, hogy Joey már nem neki dolgozik. |     |                                                                                 |                 |                                                                            |                      |              |
| 144. | 23. | A gyűrű (The One with the Ring)                                                 | Gary Halvorson  | Ted Cohen & Andrew Reich                                                   | 2000. május 11.      | 20,87 millió |
| Chandler eljegyzési gyűrűt készül venni Monicának Phoebe segítségével. Sajnálatos módon valaki más veszi meg a kiszemelt gyűrűt, ezért visszaszerzik a megfelelő gyűrűt. Eközben Joey és Ross úgy érzik, hogy valamivel megbántották Chandlert. Phoebe ürügyeket gyárt és a fiúk ki akarják engesztelni barátjukat. Ám amikor megtudják, hogy miért volt az egész, először örülnek, utána Ők sértődnek meg. Rachel megpróbálja kihúzni Paulból, hogy mit érez, ám sokkal többet kap, mint arra számított, ezért szakítanak. |     |                                                                                 |                 |                                                                            |                      |              |
| 145. | 24. | A lánykérés 1. rész (The One with the Proposal Part 1)                          | Kevin S. Bright | Shana Goldberg-Meehan & Scott Silveri                                      | 2000. május 18.      | 30,73 millió |
| Mindenki tudja, hogy Chandler meg akarja kérni Monica kezét. Azt tervezi, hogy étterembe viszi, de ott összefutnak Richarddal. Miután hazaérnek, a Csapat majdnem felrobban a titkolózástól, de Chandler úgy dönt, csak később kéri meg a lány kezét és mindenféle házasságellenes dolgot mond, hogy ne is gyanakodjon. Rachel a szerelmespáron kívül mindenkit elvisz a jótékonysági bálra, de ott Phoebe sokat iszik, Joey pedig vesz egy vitorláshajót 20.000 dollárért. Ross és Elizabeth kapcsolata kettészakad, mikor a lány a szomszéd fiúkkal víziluficsatát vív. |     |                                                                                 |                 |                                                                            |                      |              |
| 146. | 25. | A lánykérés 2. rész (The One with the Proposal Part 2)                          | Kevin S. Bright | Andrew Reich & Ted Cohen                                                   | 2000. május 18.      | 30,73 millió |
| Hogy meglepetés legyen a lánykérés, Chandler még mindig házasságellenes nézeteket vall. Richard beugrik Monicához, és elmondja neki, hogy még mindig szereti, és elvenné Őt feleségül. Joey vesz egy kapitányi ruhát a hajójára, de mindenki kineveti. Phoebe és Rachel arról beszélgetnek, hogy megállapodnak egy-egy pasival, hogyha 40 éves korukban egyikük se házas, akkor egymást veszik el. Rachel Rosst kéri meg, de kiderül, hogy Phoebe már előbb megkérte, mint ahogy Joey-t is. Végül négyen összegyűlnek, és megegyeznek abban, hogy Joey Phoebe tartaléka lesz, Ross pedig Rachelé. Chandler végül eljegyzi Monicát. |     |                                                                                 |                 |                                                                            |                      |              |

## 7. évad (2000-2001)
| Sor. | Év. | Cím                                                                                     | Rendező                          | Író                                                                                 | Premier            | Nézettség    |
| --- | --- | --------------------------------------------------------------------------------------- | -------------------------------- | ----------------------------------------------------------------------------------- | ------------------ | ------------ |
| 147. | 1.  | Monica nagy napja (The One with Monica's Thunder)                                       | Kevin S. Bright                  | Történet: Wil Calhoun Tévéjáték: David Crane & Marta Kauffman                       | 2000. október 12.  | 25,54 millió |
| Monica az eljegyzését a Plazaban akarja megünnepelni, de úgy érzi, hogy mindenki el akarja lopni az estéjét: Chandler csődöt mond az ágyban, ezért mindenképpen össze akarja hozni a dolgot; Rachel és Ross majdnem összejön egy bonus estére; Phoebe azzal nyaggatja, hogy játszhasson az esküvőn; Joey pedig 19 éves fiút kell alakítson egy reklámfilmben, és aszerint igyekszik viselkedni. |     |                                                                                         |                                  |                                                                                     |                    |              |
| 148. | 2.  | Rachel könyve (The One with Rachel's Book)                                              | Michael Lembeck                  | Andrew Reich & Ted Cohen                                                            | 2000. október 12.  | 27,93 millió |
| Monicáék elkezdik az esküvői előkészületeket. Monica fényűző esküvőt szeretne, de a szülei elköltötték az esküvői pénzét. A lány teljesen elkeseredik, de Chandler felajánlja neki a megtakarított pénzét, hogy olyan esküvője legyen, amilyet megálmodott. Végül inkább a közös jövő megalapozását választja a lány. A kacsa rosszul lett, ezért Joey Rachel ágyában sziesztázik, ahol talál egy pornográf jellegű könyvet, amivel rögtön elkezdi piszkálni. Phoebe Ross lakásába költözik egy ideig, hogy Monicáék kettesben tudjanak lenni, és ott masszírozza ügyfeleit. Egyik kliensét Ross veszi kezelésbe. |     |                                                                                         |                                  |                                                                                     |                    |              |
| 149. | 3.  | Phoebe sütije (The One with Phoebe's Cookies)                                           | Gary Halvorson                   | Sherry Bilsing & Ellen Plummer                                                      | 2000. október 19.  | 22,72 millió |
| Monica Phoebe-től a nagyija titkos csokis tallér receptjét kéri nászajándékba, amely sajnos elégett a tűzben, ezért a lányok megpróbálják egy lefagyasztott darabból kitalálni azt. Végül megtalálják a Nestlé kakaó dobozán. Ross fennakad azon, hogy Ő nem kapott nászajándékot senkitől. Joey vitorlázni tanul Racheltől, aki a vízen olyan gonosz, mint az apja volt. Chandler squash-olni megy leendő apósával, ahol történik egy kis "baleset", amit igyekszik jóvá tenni. |     |                                                                                         |                                  |                                                                                     |                    |              |
| 150. | 4.  | Rachel asszisztense (The One with Rachel's Assistant)                                   | David Schwimmer                  | Brian Boyle                                                                         | 2000. október 26.  | 22,66 millió |
| Joey-t behívják meghallgatásra az Életünk Napjaiba, hogy játssza el régi szerepe ikertestvérét, de akadékoskodik, végül azonban megkapja régi szerepét. Továbbra is játszik a Mac & C.H.E.E.S.E. c. sorozatban, ami egyébként a többiek szerint elég szörnyű, de ezt szokás szerint nem akarják neki elmondani. Amúgy a produkció csődbe is megy. Rachelt kinevezik, felvehet egy asszisztenst is, nagy dilemmába kerül, végül felveszi azt a fiút, aki tetszik neki. Mivel Monicáék összeházasodnak, megbeszélik, hogy nem lehetnek titkaik egymás előtt, ezért kiteregetnek egy csomó mindent Ross segítségével. |     |                                                                                         |                                  |                                                                                     |                    |              |
| 151. | 5.  | Az eljegyzési fénykép (The One with the Engagement Picture)                             | Gary Halvorson                   | Történet: Earl Davis Tévéjáték: Patty Lin                                           | 2000. november 2.  | 24,43 millió |
| Monica szülei be akarják tenni egy lapba lányuk eljegyzési képét, de Chandlernek nincsenek jó fotói, ezért elhatározzák, hogy elmennek egy profi fotóshoz, ám Chandler, ha kamerát lát, hülyén, eltorzultan mosolyog és egy kép sem lesz jó. Végül Monica és Joey képe kerül az újságba. Rachelnek még mindig tetszik a titkára, ezért igyekszik minden nőt távol tartani tőle, ám elküldi Joey-val aki tanít neki egy-két fortélyt, így aztán ráveszi, hogy beszéljen vele, hogy a csajozás nem neki való. Phoebe és Ross válófélben lévő pár tagjaival randizik, de Ők vesznek össze rajtuk, a pár meg végül kibékül. |     |                                                                                         |                                  |                                                                                     |                    |              |
| 152. | 6.  | A hálótársak (The One with the Nap Partners)                                            | Gary Halvorson                   | Brian Buckner & Sebastian Jones                                                     | 2000. november 9.  | 22,01 millió |
| Monica nem akar dönteni, hogy a lányok közül ki legyen a tanúja, ezért a döntést rábízza a lányokra, akik versengeni kezdenek, Joey-t és Rosst kérve fel bírának. A fiúk Phoebe-t választják, aki később Rachelnek adja át ezt a jogot, mert Ő régebb óta ismeri Monicát. A fiúk Die Hardot néznek, Chandler lelép, mivel Joey kétszer kölcsönözte ki az első részt. Ross és Joey elalszanak egymáson, ami mint kiderül, ez volt a legjobb alvásuk, ezért újra megismétlik, de a többiek felfedezik Őket. Chandler volt barátnője gúnyosan gratulál Monicának. Kiderül, hogy még a gimiben a fiú azért szakított vele, mert nagyon elhízott. Monica megkéri, hogy kérjen tőle bocsánatot.                                                        |     |                                                                                         |                                  |                                                                                     |                    |              |
| 153. | 7.  | Ross könyvtári könyve (The One with Ross's Library Book)                                | David Schwimmer                  | Scott Silveri                                                                       | 2000. november 16. | 23,73 millió |
| Egyik reggel Rachel beszélget Joey barátnőjével, majd később kiderül, hogy a lány nem akar komoly kapcsolatot, Joey viszont igen, ezért megkéri Phoebe-t és Rachelt, hogy beszéljenek a fiúval. Ross rájön, hogy a Könyvtárban a diákok szexelni járnak ahhoz a részhez, ahol az Ő könyve is megtalálható, ezért őrködni kezd, persze Chandlerék is felbukkanak. Ross itt találkozik az egyetlen hallgatóval - aki persze egy csinos lány -, aki kikölcsönözte a könyvét. Egymásnak esnek, de lebuknak. Janice újra felbukkan Chandler életében. Oda akar költözni hozzájuk, de végül Monicának sikerül elüldöznie. |     |                                                                                         |                                  |                                                                                     |                    |              |
| 154. | 8.  | Chandler nem szereti a kutyákat (The One Where Chandler Doesn't Like Dogs)              | Kevin S. Bright                  | Patty Lin                                                                           | 2000. november 23. | 16,57 millió |
| Chandler játéka Rosst őrületbe kergeti: 6 perc alatt kell mind az 50 államot megnevezni. De ez nem sikerül neki, ezért megfogadja, hogy addig nem vacsorázik, amíg meg nem tudja csinálni. Valamikor éjjel összehozza, és végre nekiállhat a Hálaadás napi kajálásnak. Phoebe egy kutyust dugdos Monicáék lakásában, de lebukik, és kiderül, hogy Chandler nem szereti a kutyákat. Rachel a titkárát is meghívta Hálaadásra, aki először lemondta, majd mégis eljött, mert szakítottak a barátnőjével. Rachelnek még mindig tetszik és Joey véletlen elszólása miatt ezt közli is vele. Végül Tag viszonozza érzelmeit. |     |                                                                                         |                                  |                                                                                     |                    |              |
| 155. | 9.  | A karácsonyi bon-bon (The One with All the Candy)                                       | David Schwimmer                  | Wil Calhoun                                                                         | 2000. december 7.  | 21,08 millió |
| Monica karácsonyi bon-bont készít a szomszédoknak, akik felfalták az egészet, és új adagot követelnek folyamatosan, kis híján kikészítve a lányt. Ben biciklizni tanul, miközben kiderül, hogy Phoebe-nek nem volt soha saját biciklije, ezért Ross meglepi Őt eggyel. Rájönnek, hogy a lány nem tud biciklizni, ezért megpróbálják megtanítani. Rachel, miután összejött a titkárával, megbeszélik, hogy a munkahelyen nem lesz köztük semmi. A lány viccből ír egy értékelést, amit Tag egyből átad a munkaügyi osztályra, mielőtt megnézné, így majdnem lebuknak. |     |                                                                                         |                                  |                                                                                     |                    |              |
| 156. | 10. | A karácsonyi tatu (The One with the Holiday Armadillo)                                  | Gary Halvorson                   | Gregory S. Malins                                                                   | 2000. december 14. | 23,26 millió |
| Phoebe megtudja, hogy hamarosan visszaköltözhetnek a lakásba, de Chandler elszólja magát, hogy Rachel jól érzi magát Joey-nál, és nem biztos, hogy vissza akar majd menni. Ezért Phoebe mindenféle ajándékot ad Joey-nak (dobot, tarantula pókot), hogy a lányt elüldözze tőle, de mindig mellé fog, hiszen Rachel mindet szereti. Végül a lány mégis ott marad Joey-nál, mivel Phoebe lakását egy kicsit átalakították. Ross fia nála tölti a Karácsonyt, ezért szeretné megismertetni Vele a Hanukát, de Ben mindenképpen ragaszkodik a Télapóhoz. Sajnos sehol nem talál Mikulás jelmezt, ezért beöltözik tatunak. Chandler szerez egy Mikulás, Joey pedig egy Superman jelmezt. Végül Rossnak sikerül elmesélnie fiának a Hanuka történetét. |     |                                                                                         |                                  |                                                                                     |                    |              |
| 157. | 11. | A túrótorta (The One with All the Cheesecakes)                                          | Gary Halvorson                   | Shana Goldberg-Meehan                                                               | 2001. január 4.    | 24,37 millió |
| Chandler talál egy túrótortát az ajtajuk előtt. Csak később veszi észre, hogy a címzés nem nekik szól, végül Rachellel megeszik. Később egy kicsit tortafüggővé válnak, és szereznek még egy tortát. Monicát nem hívják meg az unokatestvére esküvőjére, de Rosst igen. Ráveszi Őt, hogy elvigye magával az esküvőre, ahol kiderül, hogy unokatestvére a volt pasijához megy hozzá. Joey és Phoebe együtt vacsoráznak, de Phoebe siet, hiszen randija van Daviddel, a fizikussal, aki csak egy estére szabad, utána megy vissza Minszkbe. |     |                                                                                         |                                  |                                                                                     |                    |              |
| 158. | 12. | Az ébren töltött éjszaka (The One Where They're Up All Night)                           | Kevin S. Bright                  | Zachary Rosenblatt                                                                  | 2001. január 11.   | 22,86 millió |
| A csapat felmegy a tetőre, hogy megnézzen egy üstököst, de nem bírják kivárni, így csak Joey és Ross marad fönt, de Joey kizárja magukat, így kénytelenek lemászni a tűzlétrán. Senki nem bír aludni: Chandler nem bír elaludni, és felébreszti Monicát is, elhatározzák, hogy átbeszélgetik az éjszakát, mint a kapcsolatuk elején, de valamelyikük mindig el akarna aludni; Phoebe-nek pittyeg a tűzjelzője, és nem tudja elhallgattatni; Rachel és Tag visszamennek az irodába egy szerződést megkeresni. |     |                                                                                         |                                  |                                                                                     |                    |              |
| 159. | 13. | Rosita kimúlik (The One Where Rosita Dies)                                              | Stephen Prime                    | Történet: Ellen Plummer & Sherry Bilsing Tévéjáték: Brian Buckner & Sebastian Jones | 2001. február 1.   | 22,24 millió |
| Joey fotelját, Rositát Rachel eltöri. Joey kétségbeesik, erre a lány vesz neki másikat. Közben Chandler azt hiszi, Ő tette tönkre a fotelt, és átviszi az övét, így Rachel megtartja az új szupermodellt. Joey irigyli, ezért tönkreteszi a régi modellt, hogy megkapja az újat. Phoebe felcsap csipogóügynöknek, és első telefonjával megakadályoz egy öngyilkosságot. Rossék szülei eladják a házat, ezért elmennek összeszedni a gyerekkori emlékeiket. A garázsban Monica cuccai eláztak, mert az apja azokkal akarta megvédeni a Porschét. Monica kiborul, hogy apja kiengesztelje, neki adja a kocsit, erre Ross kiakad. |     |                                                                                         |                                  |                                                                                     |                    |              |
| 160. | 14. | Betöltöttük a harmincat (The One Where They All Turn Thirty)                            | Ben Weiss                        | Történet: Vanessa McCarthy Tévéjáték: Ellen Plummer & Sherry Bilsing                | 2001. február 8.   | 22,40 millió |
| Rachel ki van borulva a 30. születésnapja miatt. Ezt ünnepelve visszaemlékeznek a többiek 30. szülinapjára: Joey sírt; mint Chandler szülinapján; Phoebe gumilabdán megtett 1 km-t és kiderült, hogy Ursula eltitkolta, hogy 1 évvel idősebbek, így végül is az a 31. születésnapja volt; Ross vett egy sportkocsit; Monica berúgott és így érkezett meg meglepetés bulijára. Rachel rájön, hogy ahhoz, hogy tervei szerint tudja elrendezni az életét (férj, gyerekek), szakítania kell Taggel, mert túl fiatal hozzá. |     |                                                                                         |                                  |                                                                                     |                    |              |
| 161. | 15. | Joey új agya (The One with Joey's New Brain)                                            | Kevin S. Bright                  | Történet: Sherry Bilsing & Ellen Plummer Tévéjáték: Andrew Reich & Ted Cohen        | 2001. február 15.  | 21,75 millió |
| Ross valami meglepetéssel készül az esküvőre, de nem hajlandó elárulni, hogy mivel. Kiderül, hogy skót dudával akar előadni egy darabot, mert Chandler félig skót. Phoebe és Rachel lát egy jó pasit a Kávézóban, aki ott hagyja a mobilját. Azon versengenek, hogy ki adja vissza neki és így esetleg felszedheti. Végül kiderül, hogy a főnökéjé volt a telefon, aki egy idős pasi és Phoebe-nek nagyon megtetszik. Joey megtudja, hogy vissza fogják írni a sorozatba, úgy hozzák ki a kómából, hogy egy régi női szereplő agyát ültetik be. Megkéri a nőt, hogy segítsen neki felkészülni a szerepre. Segít neki, össze is melegszenek közben. Mikor reggel a lányok meglátják Joey-nál, extázisban törnek ki.                               |     |                                                                                         |                                  |                                                                                     |                    |              |
| 162. | 16. | Ez történt Londonban (The One with the Truth About London)                              | David Schwimmer                  | Történet: Brian Buckner & Sebastian Jones Tévéjáték: Zachary Rosenblatt             | 2001. február 22.  | 21,22 millió |
| Monicáék nem találnak rendes papot. Phoebe-nek eszébe jut, hogy olvasta az interneten, hogy szentelnek fel papokat, Joey lestoppolja, így Ő lesz a papjuk. Beszédírás közben visszaemlékeznek arra a londoni estére, amikor összejöttek. Phoebe elejti, hogy Monica valójában Joey-t kereste, de nagyon örül neki, hogy így alakult. Ross megkéri Rachelt, hogy vigyázzon Benre egy órára, mialatt Rachel mesél a kisfiúnak egy pár csínytevést. Ross ennek nem örül, és viszonzásul Ő is megtréfálja a lányt. |     |                                                                                         |                                  |                                                                                     |                    |              |
| 163. | 17. | Az olcsó menyasszonyi ruha (The One with the Cheap Wedding Dress)                       | Kevin S. Bright                  | Történet: Brian Buckner & Sebastian Jones Tévéjáték: Andrew Reich & Ted Cohen       | 2001. március 15.  | 20,84 millió |
| Ross megismerkedik egy lánnyal az utcán és randizik vele. Később kiderül, hogy Joey ugyanazzal a lánnyal randizik. És megkezdődik a versengés… Monica kiválasztja az esküvői ruhát, de Brooklynba mennek megvenni, mert ott féláron kapható. Egy nő el akarja venni tőle a ruhát, ami végül sikerül is neki, mert megzsarolja Monicát. |     |                                                                                         |                                  |                                                                                     |                    |              |
| 164. | 18. | Joey díja (The One with Joey's Award)                                                   | Gary Halvorson                   | Történet: Sherry Bilsing & Ellen Plummer Tévéjáték: Brian Boyle                     | 2001. március 29.  | 17,81 millió |
| Joey-t jelölték Sopie-díjra, ami a harmadik legrangosabb sorozatokért járó díj. Rachelt viszi magával az ünnepségre. Ő nem nyer, de a kolléganője díját elhozza. Phoebe megismerkedik egy pasival a Kávézóban, összejönnek, erről Monicának az jut eszébe, hogy Ő sosem éli át újra ezt az érzést. Ezt meg is beszéli Chandlerrel. Ross egyik diákja szerelmet vall neki, a baj csak az, hogy egy pasi az. Ezért megadja neki a kegyelem kettest. Erre másik fiú diákja is szerelmet vall neki. |     |                                                                                         |                                  |                                                                                     |                    |              |
| 165. | 19. | Ross és Monica unokatestvére (The One with Ross and Monica's Cousin)                    | Gary Halvorson                   | Andrew Reich & Ted Cohen                                                            | 2001. április 19.  | 16,55 millió |
| Monicáék megbeszélik, hogy az esküvőig nem fekszenek le egymással. Megpróbálnak egy kis időre összeveszni, hogy össze tudják hozni az együttlétet. Rachel és Phoebe elfelejtett lánybúcsúztatót szervezni, ezért gyorsan összecsapják. Joey filmszerep lehetőséget kap: egy főszerepet, de meztelenül kel mutatkoznia egy jelenetben, és nem tudja eldönteni, hogy elvállalja-e vagy sem. Végül igent mond, de nem szabad körülmetéltnek lennie, ezért Monica segít neki. Monicáék unokahúga fejrázásával Mindenkit "elcsábít", még Phoebe-t is. |     |                                                                                         |                                  |                                                                                     |                    |              |
| 166. | 20. | Rachel nagy csókja (The One with Rachel's Big Kiss)                                     | Gary Halvorson                   | Scott Silveri & Shana Goldberg-Meehan                                               | 2001. április 26.  | 16,30 millió |
| Rachel a Kávézóban összefut régi gimis barátnőjével, Melissával. Kiderül, hogy Ő az a lány, akivel egyszer csókolózott, miután berúgtak. Együtt vacsoráznak másnap, Rachel Phoebe-t is elviszi, mert a lány nem akarja elhinni, hogy megtörtént. Először Melissa tagad, majd később bevallja, hogy megtörtént és azóta szerelmes Rachelbe. Joey meghívatja a szüleit is Monicáék esküvőjére, amibe a lány végül is belemegy, hiszen mégiscsak Joey adja össze a párt. Chandler szmokingot válogat Rachel munkahelyén híres emberek zakóiból. Ő megkapja James Bondét, Ross pedig a Batmanét, de egyiküké sem jön be: Chandleré kicsi lett, Rosséról kiderül, hogy Val Kilmer az Első látásra bemutatójára vette fel.                             |     |                                                                                         |                                  |                                                                                     |                    |              |
| 167. | 21. | A beszédek (The One with the Vows)                                                      | Gary Halvorson                   | Doty Abrams                                                                         | 2001. május 3.     | 15,65 millió |
| Monicáék 4 hét múlva összeházasodnak. Megbeszélik, hogy megírják a beszédeiket, de egyikük sem boldogul, ezért Chandler a fiúk, Monica pedig a lányok segítségét kéri. Mindketten visszaemlékeznek a múltra és az együtt töltött időkre. A többiek is visszaemlékeznek kapcsolatuk kezdetére és a "nagy lebuktatásra". Joey elszomorodik, mert minden meg fog változni. |     |                                                                                         |                                  |                                                                                     |                    |              |
| 168. | 22. | Chandler apja (The One with Chandler's Dad)                                             | Kevin S. Bright & Gary Halvorson | Történet: Gregory S. Malins Tévéjáték: Brian Buckner & Sebastian Jones              | 2001. május 10.    | 17,23 millió |
| Rachel nem vezetheti Monica Porschéját, elcsórja Rosstól a kulcsot, de a fiú vele megy. Az autópályán megállítják a rendőrök, mert túl gyorsan ment, de Rachelnek lejárt a jogosítványa. Rosst is megállítják, de Őt azért büntetik meg, mert túl lassan hajtott. Monica ráveszi Chandlert, hogy meghívja az apját is az esküvőre. Így elmennek Las Vegasba, a meleg bárba, ahol az apja dolgozik. Végül Chandler megkéri az apját és Ő elfogadja a meghívást. Joey meglátja Phoebe barátjának az alsóját, ami női bugyi. Phoebe elmondja neki, hogy Ő beszélte rá a fiút, és hogy Joey ezt nem képes megtenni. De Joey felveszi Rachel egyik bugyiját.                                                                                          |     |                                                                                         |                                  |                                                                                     |                    |              |
| 169. | 23. | Monica és Chandler esküvője 1. rész (The One with Monica and Chandler's Wedding Part 1) | Kevin S. Bright                  | Gregory S. Malins                                                                   | 2001. május 17.    | 30,05 millió |
| Egy nappal az esküvő előtt vagyunk. Joey szerepet kap egy I. világháborús filmben. A híres színész, akivel játszik, állandóan köpköd. És kiderül, hogy az esküvő napján is dolgoznia kell. Ross elbeszélget Chandlerrel, mint Monica bátyja, és megfenyegeti, ha valami rosszat tesz a húgával, szétrúgja a fenekét, persze Mindenki kineveti, kivéve Ross szüleit. A vacsorán ott van mindenki, Chandler szülei is és mindenki a Bingéknek örül, ettől Chandler kiakad és lelép. Ross megtalálja a levelét és elkezdi keresni. Rachel kiborul, miközben Phoebe vigasztalja, talál egy pozitív terhességi tesztet, amiről azt hiszi, hogy Monicáé.                                                                                               |     |                                                                                         |                                  |                                                                                     |                    |              |
| 170. | 24. | Monica és Chandler esküvője 2. rész (The One with Monica and Chandler's Wedding Part 2) | Kevin S. Bright                  | Marta Kauffman & David Crane                                                        | 2001. május 17.    | 30,05 millió |
| Chandler még mindig nem került elő, Ross időt kér, hogy megkeresse, ezért Rachel feltartja Monicát, hogy ne kezdjen el készülődni. Ross és Phoebe megtalálja Chandlert és segítenek neki, hogy végigcsinálja. Később Chandler meghallja, hogy Phoebe és Rachel arról beszél, hogy Monica terhes. Erre a fiú újra eltűnik, de visszajön egy babaholmival. Joey-nak dolgoznia kell, de a partnere részeg, így épphogy odaér az esküvőre. Végül rendben lezajlik az esküvő, és kiderül, hogy nem Monica terhes. |     |                                                                                         |                                  |                                                                                     |                    |              |

## 8. évad (2001-2002)
| Sor. | Év. | Cím                                                                   | Rendező         | Író                                                                    | Premier              | Nézettség    |
| --- | --- | --------------------------------------------------------------------- | --------------- | ---------------------------------------------------------------------- | -------------------- | ------------ |
| 171. | 1.  | Az igen után (The One After 'I Do)                                    | Kevin S. Bright | David Crane & Marta Kauffman                                           | 2001. szeptember 27. | 31,70 millió |
| Miután Ross gratulál Monicának a babához, kiderül, hogy nem az ifjú ara a terhes. Phoebe átvállalja a "nagy hírt" Rachel helyett. De Rachel még nem akar beszélni a dologról, ám Monica eszén nem sikerül túljárnia. Ross megismerkedik egy csinos lánnyal, Monával, ezért kijavítja az ülésrendet. Elszúrja, így beül egy csapat gyerek közé, akik miatt nem tud táncolni Monával. Chandler táncórákat vett, de a cipője nagyon csúszik, így nem tud Monicával táncolni. Joey köszöntőbeszédet mond, ami valójában Chandler anyjának a barátjához szól, aki Broadway-rendező. |     |                                                                       |                 |                                                                        |                      |              |
| 172. | 2.  | A piros pulcsi (The One with the Red Sweater)                         | David Schwimmer | Dana Klein Borkow                                                      | 2001. október 4.     | 30,04 millió |
| Monica szomorú, mert nem lesz többé menyasszony. Hazamegy és Chandler nélkül nyitja ki a nászajándékokat, míg a fiú az eldobható fényképezőgépeket keresi, hogy felvidítsa Monicát. De nem találják, ezért Ross-szal új fotókat készítenek. Joey úgy tudja, hogy Phoebe a terhes, ezért megkéri a kezét, hogy ne kelljen egyedül felnevelnie a gyerekét. Erre Monica elmondja neki, hogy Rachel terhes, ekkor a fiú nála is megteszi ugyanezt a lépést, de Rachel finoman visszautasítja. Rachel arra készül, hogy elmondja a gyerek apjának a terhességet. Phoebe segíteni akar neki, de egy kicsit megkeveri a dolgokat. Végül fény derül a piros pulcsi titkára.                                                                                   |     |                                                                       |                 |                                                                        |                      |              |
| 173. | 3.  | Rachel megmondja (The One Where Rachel Tells...)                      | Sheldon Epps    | Sherry Bilsing & Ellen Plummer                                         | 2001. október 11.    | 29,20 millió |
| Ross kivételével Mindenki tudja, hogy Ő az apja Rachel gyerekének. Ross azt hiszi, Rachel más miatt akar beszélni vele, ezért kiborul, amikor megtudja a hírt. Később együtt mennek orvoshoz. Monicáék nászútra mennek, de a kulcsukat nem hagyják otthon, ezért Phoebe-ék nem tudnak bemenni. Cselhez folyamodnak, így végül bejutnak. |     |                                                                       |                 |                                                                        |                      |              |
| 174. | 4.  | A videószalag (The One with the Videotape)                            | Kevin S. Bright | Scott Silveri                                                          | 2001. október 18.    | 25,58 millió |
| Monicáék hazajönnek nászútról, ahol megismerkedtek egy másik párral, akik viszont rossz számot adnak meg véletlenül. Joey-ék azzal húzzák őket, hogy direkt. Ráadásul senkinek nem hoztak ajándékot, ezzel is megbántva a többieket. Ross és Rachel azon vitatkoznak, hogy ki kezdeményezte azt az együttlétet. Mivel Ross véletlenül felvette, a csapat megnézi és kiderül, hogy a lány kezdte. |     |                                                                       |                 |                                                                        |                      |              |
| 175. | 5.  | Rachel randija (The One with Rachel's Date)                           | Gary Halvorson  | Brian Buckner & Sebastian Jones                                        | 2001. október 25.    | 25,64 millió |
| Phoebe Monica alséfjével randizik, Rachel pedig Joey kollégájával. Rachel találkája kiborítja Rosst. Később viszont felbukkan Mona az esküvőről, és Ross randizik vele. Chandler munkahelyén valaki egy másik szintről Tobynak hívja Őt. Nem törődik vele, ám amikor fel akarják helyezni, nem engedi. Ezért a srác megharagszik Chandlerre és szétveri az irodáját "Toby" segítségével. Monica ki akarja rúgni alséfjét, de Phoebe nem hagyja. Később Ő is ki akarja rúgni és azon versengenek, hogy melyikük tegye meg előbb. |     |                                                                       |                 |                                                                        |                      |              |
| 176. | 6.  | A Halloween Parti (The One with the Halloween Party)                  | Gary Halvorson  | Mark Kunerth                                                           | 2001. november 1.    | 26,96 millió |
| Monicáék jelmezes Halloween partit rendeznek. A többiek ágálnak a beöltözés ellen, de azért megteszik: Rachel olyan nőnek öltözik, aki később nem veheti fel a méregdrága ruhát, amit a partira vett; Joey Chandlernek; Phoebe szupergirl-nek; Ross burgnyiknak, de a többiek szerint űrtubby-nak; Chandlert Monica nagy rózsaszín nyuszinak öltözteti; Ő pedig macskanőnek. Phoebe összefut Ursulával, és kiderül, hogy férjhez fog menni. Phoebe elhívja Őket a partira. Nővére pasija megtetszik a lánynak és elmondja neki, hogy a nővére mindenfélét hazudott neki, ezért lefújják az esküvőt. Chandler és Ross szkanderoznak. Rachel csokikat, illetve pénzt osztogat.                                                                          |     |                                                                       |                 |                                                                        |                      |              |
| 177. | 7.  | A folt (The One with the Stain)                                       | Kevin S. Bright | R. Lee Fleming Jr.                                                     | 2001. november 8.    | 24,24 millió |
| Chandler felvesz egy bejárónőt, de Monica végül elüldözi. Phoebe-t felhívja Ursula volt pasija, Eric. Randiznak, de nővére persze bekavar, ezért szakítanak. Rachel kitalálja, hogy új helyre költözik. Rossék házában van egy lakás, ahol egy néni haldoklik. Megszerzi a lakást, mire Rachel kitalálja, hogy mégse költözik, mert Joey meggyőzte, hogy mégse menjen. |     |                                                                       |                 |                                                                        |                      |              |
| 178. | 8.  | A sztriptíztáncosnő (The One with the Stripper)                       | David Schwimmer | Andrew Reich & Ted Cohen                                               | 2001. november 15.   | 26,54 millió |
| Rachel apjával vacsorázik és Phoebe segítségével sikerül is elmondania neki. Persze az apja esküvőt akar, és mivel elég erőszakos, először bele is egyezik, később kitálal és azt hazudja, hogy Ross nem akarja elvenni. Erre az apja megzavarja Ross randiját Monával. Monica lelkiismeret-furdalást érez, mert neki titokban volt lánybúcsúztatója, ezért sztriptíztáncosnőt bérel Chandlernek, akiről kiderül, hogy valójában egy prostituált. |     |                                                                       |                 |                                                                        |                      |              |
| 179. | 9.  | A pletyka (The One with the Rumor)                                    | Gary Halvorson  | Shana Goldberg-Meehan                                                  | 2001. november 22.   | 24,24 millió |
| Hálaadás van és Monica meghívja egy volt gimis osztálytársukat, aki régen dagadt volt. Utálja Rachelt és kiderül, hogy még a gimiben alapítottak egy "Utálom Rachel Greene-t Clubot", és elterjesztettek egy pletykát. Joey pulykát kér akkor is, ha más nem eszik. Meg is eszi a 4,5 kg-os pulykát. |     |                                                                       |                 |                                                                        |                      |              |
| 180. | 10. | Monica csizmája (The One with Monica's Boots)                         | Kevin S. Bright | Történet: Robert Carlock Tévéjáték: Brian Buckner & Sebastian Jones    | 2001. december 6.    | 22,44 millió |
| Monica vesz egy méregdrága csizmát, de nagyon töri a lábát. Végül kidobják, illetve elhagyják a csizmát. Phoebe Sting koncertjegyet szeretne, és mivel Ross fia együtt jár Sting fiával, ezért bemegy a suliba. Elkéri a címet és felmegy Sting lakására, ahonnan a felesége kidobja. De Ross szerez neki jegyet. Joey húga terhes, és Racheltől kér segítséget, hogy Joey-nak bevallhassa. Erre a férfi mindenképpen férjhez akarja adni. |     |                                                                       |                 |                                                                        |                      |              |
| 181. | 11. | Ross nagy lépése (The One with Ross's Step Forward)                   | Gary Halvorson  | Robert Carlock                                                         | 2001. december 13.   | 23,85 millió |
| Rachel a negyedik hónapban van és mindenkire rá akar mászni. Phoebe próbál neki segíteni. Joey-nak is kipakol, amitől elég furán érzik magukat. Ross és Mona karácsonyi üdvözlőlapokat fognak kiküldeni a lány ötletéből, amit Ross nem tart túl jó ötletnek. Mona rákérdez, hogy merre tartanak, erre a fiú össze-vissza habog. Chandler elmegy a főnökével szórakozni - mert Monica nem akart vele menni -, elviszi Őt sztriptízbárba és borzalmasan érzi magát. |     |                                                                       |                 |                                                                        |                      |              |
| 182. | 12. | Joey és Rachel randizik (The One Where Joey Dates Rachel)             | David Schwimmer | Sherry Bilsing-Graham & Ellen Plummer                                  | 2002. január 10.     | 25,53 millió |
| Phoebe átadja nászajándékát Monicáéknak, egy játékautomatát. Phoebe-ék teljesen rákattannak. Chandler először hülyeségnek tartja, később megdönti az összes rekordot. Joey randira hívja Rachelt, mert a lány panaszkodik, hogy terhesen nem mehet találkára. Mindketten elárulják a titkos fortélyaikat. Ám Joey túl jól érzi magát és úgy érzi, beleszeret a lányba. Rosst egy másik egyetemen is felkérik tanítani, ám az a város másik felén van, mindenfélét kitalál, hogy odaérjen időben. |     |                                                                       |                 |                                                                        |                      |              |
| 183. | 13. | Chandler fürdőt vesz (The One Where Chandler Takes a Bath)            | Ben Weiss       | Vanessa McCarthy                                                       | 2002. január 17.     | 29,24 millió |
| Joey szerelmes lett Rachelbe és ezen az érzésen nem tud túllépni. Össze-vissza beszél Chandlerrel, ettől Monica kitalálja, hogy Joey szerelmes lett Phoebe-be. Ezért a lányt elküldi a fiúhoz, így végül kiderül a titok, miközben Chandler fürdőt vesz, mivel Monica teljesen rászoktatta. Ross és Rachel a gyerek nevén gondolkoznak, de nem tudnak megegyezni. Orvoshoz mennek és megegyeznek, hogy nem akarják tudni a gyerek nemét, de végül megtudják, hogy lány lesz. |     |                                                                       |                 |                                                                        |                      |              |
| 184. | 14. | A titkok szekrénye (The One with the Secret Closet)                   | Kevin S. Bright | Brian Buckner & Sebastian Jones                                        | 2002. január 31.     | 28,64 millió |
| Phoebe rájön, hogy Monica mással masszíroztatja magát. A lány elmagyarázza neki, hogy miért. Phoebe erőszakoskodik, ezért Monica megengedi, hogy Ő masszírozza meg. Ám Monica kéjes hangokat ad ki közben, ezért megbeszélik, hogy többet nem masszírozza meg. Joey még mindig szerelmes Rachelbe, ráadásként rémálmai vannak. Chandler rájön, hogy Monica rendetlensége a hátsó szekrénybe van zárva, amit eddig sosem látott nyitva. Rachel babája először rúg, amiről Ross lemarad. Mivel több dologról nem akar lemaradni, megkéri a lányt, hogy egyből csipogjon rá, ha valami történik, de így is mindig lemarad mindenről. Ezért Rachel átköltözik Rosshoz.                                                                                    |     |                                                                       |                 |                                                                        |                      |              |
| 185. | 15. | A szülős videó (The One with the Birthing Video)                      | Kevin S. Bright | Dana Klein Borkow                                                      | 2002. február 7.     | 28,64 millió |
| Joey még mindig szerelmes Rachelbe. Phoebe kölcsönad egy kutyát Joey-nak, amíg ki nem gyógyul ebből az érzésből. Ám a kutya is letargiába zuhan. Ross most akarja közölni Monával, hogy Rachel hozzáköltözött. Mona kineveti, ezért nem mondja meg neki, de hirtelen betoppan Rosshoz és kiderül. Ezért szakítanak. Valentin nap van, és Chandler azt hiszi, hogy Monica pornófilmet hozott az alkalomra. Mivel Phoebe-ék összekeverték a videókazettákat, ezért a szülős videót nézi meg. Monica így hiába veszi fel a szexis fehérneműt és hiába hozott pornót, mert Chandler kedvét szegte a szülős videó. Később együtt nézik meg, és Monica is kiakad tőle. Végül Rachellel is végignézik. Végül Joey elmondja Rossnak, hogy szerelmes Rachelbe. |     |                                                                       |                 |                                                                        |                      |              |
| 186. | 16. | Monica lelki társa (The One Where Joey Tells Rachel)                  | Ben Weiss       | Andrew Reich & Ted Cohen                                               | 2002. február 28.    | 27,52 millió |
| Miután Joey elmondja Rossnak, hogy szerelmes Rachelbe, Ross egy kicsit kiakad. Joey el akar költözni, ezért Monica beszél Ross-szal. Miután Ross átgondolta a dolgot, azt tanácsolja barátjának, hogy beszéljen a lánnyal. Joey meg is teszi, ám Rachel nem érez így. Phoebe rátalál Monica lelki társára. Chandler pánikba esik, amikor Phoebe összeismerteti őket egymással. |     |                                                                       |                 |                                                                        |                      |              |
| 187. | 17. | A teafű (The One with the Tea Leaves)                                 | Gary Halvorson  | Történet: R. Lee Fleming Jr. Tévéjáték: Steven Rosenhaus               | 2002. március 7.     | 26,30 millió |
| Miután Joey elmondja Rachelnek, hogy szerelmes belé, a fiú kerüli Őt. Ezért a lány trükköt eszel ki, hogy a fiú szóba álljon vele. Phoebe teafűből jósol. Magának azt jósolja, hogy megismerkedik egy jó pasival. Második nekifutásra ez össze is jön. Ross az eperszínű, a többiek szerint rózsaszín ingét Monánál hagyta. Elmegy hozzá és elég kínos helyzetbe kerül. Monicáék CD-ket rendezgetnek. |     |                                                                       |                 |                                                                        |                      |              |
| 188. | 18. | Massapequa (The One in Massapequa)                                    | Gary Halvorson  | Történet: Peter Tibbals Tévéjáték: Mark Kunerth                        | 2002. március 28.    | 22,05 millió |
| Szüleik házassági évfordulóján most Monica akar beszédet mondani, hogy idén most az Ő szövegén sírjanak. Nagyon készül rá, de persze nem igazán jön össze neki. Mindenki gratulál Rossnak és Rachelnek a házasságukhoz, mert a szüleik azt hazudták, hogy így történt. Szép lassan belejönnek, és mindenkinek elmesélik a "lánykérést és az esküvőt". Phoebe elhozza kicsit idegesítően lelkesedő barátját. |     |                                                                       |                 |                                                                        |                      |              |
| 189. | 19. | Joey interjúja (The One with Joey's Interview)                        | Gary Halvorson  | Doty Abrams                                                            | 2002. április 4.     | 22,59 millió |
| Joey benne van az egyik szappanoperákról szóló újság keresztrejtvényében. Kiderül, hogy felkérték már interjúra is, de nem merte elvállalni, nehogy hülyeséget mondjon. A többiek támogatásával most sort kerít az interjúra, amiben visszaemlékezik az életében történt dolgokra (szerepek, szabadidős programok, nők stb.). |     |                                                                       |                 |                                                                        |                      |              |
| 190. | 20. | A babaköszöntő (The One with the Baby Shower)                         | Kevin S. Bright | Sherry Bilsing-Graham & Ellen Plummer                                  | 2002. április 25.    | 22,24 millió |
| A lányok babaköszöntő bulit rendeznek Rachelnek, amire édesanyja is eljön és kitalálja, hogy majd odaköltözik Rossékhoz, ha a baba megszületik. Ross végül lebeszéli erről. Joey meghallgatásra megy, ahol egy műsorvezető lesz. A fiúk segítenek neki a Bumm, szívtál játék vezetéséhez. Nagyon beleélik magukat és élvezik a játékot. |     |                                                                       |                 |                                                                        |                      |              |
| 191. | 21. | A főzőtanfolyam (The One with the Cooking Class)                      | Gary Halvorson  | Történet: Dana Klein Borkow Tévéjáték: Brian Buckner & Sebastian Jones | 2002. május 2.       | 23,97 millió |
| Monica és Joey főzőtanfolyamra megy, mert Monicáról szörnyű kritika jelent meg a Postban. Monica remekel a főzőtanfolyamon, Joey viszont felfalja az alapanyagokat, de végül a fiú is nagyon jól belejön. Aztán bemennek egy színésztanfolyamra is… Ross és Rachel babaholmikat megy vásárolni, közben az eladónő flörtölni kezd Ross-szal, randira mennek, de Rachel kiakad és ezért Ross többet nem randizik a lánnyal. Chandler állásinterjúra készül és Phoebe jól megijeszti előtte, de segít neki felkészülni. |     |                                                                       |                 |                                                                        |                      |              |
| 192. | 22. | Nem jön a baba (The One Where Rachel Is Late)                         | Gary Halvorson  | Shana Goldberg-Meehan                                                  | 2002. május 9.       | 24,32 millió |
| Joey a filmbemutatójára készül. Kiderül, hogy csak egy embert vihet magával. Nagyon vívódik, végül Chandlerrel megy. De a fiú elkövet egy nagy hibát… Rachel ki van írva, de a baba még nem akar kijönni. Egyre idegesebb, és mindenkit kiborít. A lányok fogadást kötnek, hogy barátnőjük mikor fog szülni. Az orvosnál azt tanácsolják Rosséknak, hogy a szex megindíthatja a szülést. Először ódzkodnak tőle, de később bevetik azt is, és ez be is jön. |     |                                                                       |                 |                                                                        |                      |              |
| 193. | 23. | Rachel gyereket szül 1. rész (The One Where Rachel Has a Baby Part 1) | Kevin S. Bright | Scott Silveri                                                          | 2002. május 16.      | 34,91 millió |
| Rachelék bemennek a Kórházba, de nem kapnak egy ágyas kórtermet, csak két ágyasat. Mindenféle furcsa szobatársat kapnak. Ross anyukája elhozza a nagymamája eljegyzési gyűrűjét, és arra kéri a fiút, hogy kérje meg Rachel kezét. A többiek már több órája várakoznak, és mindenfélével elütik az időt. Chandler már felkészült a gyerekvállalásra, ezen Monica meglepődik. Majd a Kórházban neki is kezdenek a gyártásának, de mindig közbe jön valami vagy valaki. Phoebe megismerkedik egy csini beteggel, Joey segít neki megtalálni. Rachel már majdnem egy napja vajúdik, és végül betolnak mellé egy ismerős és elviselhetetlen szülésre váró nőt.                                                                                            |     |                                                                       |                 |                                                                        |                      |              |
| 194. | 24. | Rachel gyereket szül 2. rész (The One Where Rachel Has a Baby Part 2) | Kevin S. Bright | Marta Kauffman & David Crane                                           | 2002. május 16.      | 34,91 millió |
| Phoebe randija a beteg sráccal kicsit érdekesen alakul. Rachel 21 óra és Janice kibírása után végre a szülőszobába megy, és ráadásul farfekvéses a baba. Rendben megszületik, és Ross és Rachel és kislányuk meghitt pillanatokat élnek át. Nevet még mindig nem sikerült választaniuk, végül Monica neki adja a 14 éves kora óta kiválasztott nevet, így a kislány Emma lesz. Janice bemegy Rachelhöz és jól ráijeszt, hogy Ross majd el fogja hagyni és saját családja lesz. Pánikba esik, hogy egyedül kell majd felnevelnie Emmát. Ráadásul Ross még mindig hezitál a kapcsolatuk miatt. Joey pedig véletlenül Rachel felé mutatja Ross mamájának jegygyűrűjét, és a lány igent mond. Monicáék még mindig össze akarnak hozni egy gyereket.       |     |                                                                       |                 |                                                                        |                      |              |

## 9. évad (2002-2003)
| Sor. | Év. | Cím                                                                   | Rendező            | Író                                                                                        | Premier              | Nézettség    |
| --- | --- | --------------------------------------------------------------------- | ------------------ | ------------------------------------------------------------------------------------------ | -------------------- | ------------ |
| 195. | 1.  | Az el-nem-jegyzés (The One Where No One Proposes)                     | Kevin S. Bright    | Sherry Bilsing-Graham & Ellen Plummer                                                      | 2002. szeptember 26. | 34,01 millió |
| Rachel elgondolkodik Joey "ajánlatán". Phoebe azt hiszi hogy Ross kérte meg Rachel kezét, ezután minden összekúszálódik. Eközben Monica és Chandler elkezdenek a babaprojekten dolgozni, Mr. Geller kilesi őket és teljes erejével segít a fiataloknak a következő trónörökös összehozásában. |     |                                                                       |                    |                                                                                            |                      |              |
| 196. | 2.  | Emma bömböl (The One Where Emma Cries)                                | Sheldon Epps       | Dana Klein Borkow                                                                          | 2002. október 3.     | 28,93 millió |
| Miután hazaérkeztek a kórházból Ross még mindig haragszik Joey-ra. Chandler éjjel nem tudott aludni, ezért másnap a munkahelyén elalszik. Rachel felébreszti Emmát, aki ezután folyamatosan bömböl, és az idegileg kikészült Rachel felkéri Monica-t, hogy foglalja le Emma-t. |     |                                                                       |                    |                                                                                            |                      |              |
| 197. | 3.  | A gyerekorvos (The One with the Pediatrician)                         | Roger Christiansen | Brian Buckner & Sebastian Jones                                                            | 2002. október 10.    | 26,63 millió |
| Rachel attól tart, hogy Emma beteg, ezért megkéri Rosst, hogy hívja fel a doktort, aki Ross pszichológusa volt, amikor rémálmai voltak, melyben Monica megette őt. Ross azt mondja, hogy az orvos már meghalt, de Monica szerint nagyon is él. Rachel elmegy a rendelésre, és megdöbben, amikor Ross, mint jó kisfiú, nyalókával a kezében hagyja el a rendelőt. |     |                                                                       |                    |                                                                                            |                      |              |
| 198. | 4.  | Cápák (The One with the Sharks)                                       | Ben Weiss          | Andrew Reich & Ted Cohen                                                                   | 2002. október 17.    | 25,81 millió |
| Monica szeretné meglepni Chandlert, így elutazik Tulsába. Amikor benyit Chandler hotelszobájába, Chandler elkapcsolja a pornót egy cápákról készült dokumentumfilmre. Monica megijed, mert azt hiszi, Chandler beizgul a cápáktól. |     |                                                                       |                    |                                                                                            |                      |              |
| 199. | 5.  | Phoebe születésnapi vacsorája (The One with Phoebe's Birthday Dinner) | David Schwimmer    | Scott Silveri                                                                              | 2002. október 31.    | 24,46 millió |
| Phoebe halloween estéjére foglalt helyet egy vendéglőben, hogy megünnepeljék a születésnapját. Egyedül ő és Joey ér oda időben. Monica nagyon felmérgesedik Chandlerre, amikor férje cigitől bűzölögve jön haza. Ross és Rachel kizárják magukat a lakásból, miközben Emma bentmarad. Miközben Joey és Phoebe tűkön ülnek, egy másik társaság el akarja foglalni az asztalt. |     |                                                                       |                    |                                                                                            |                      |              |
| 200. | 6.  | A dajkabácsi (The One with the Male Nanny)                            | Kevin S. Bright    | David Crane & Marta Kauffman                                                               | 2002. november 7.    | 27,51 millió |
| Ross és Rachel dajkát akarnak fogadni Emma mellé, mert Rachel négy hét múlva visszamegy dolgozni. Egy nagyon érzékeny lelkű srác jelentkezik, és ezen mindketten nagyon meglepődnek, de végül felveszik. Monica telefonon áradozik Chandlernek az új munkahelyéről, majd azt mondja neki, hogy a főpincérnél jobb humorú pasast nem ismer. Erre Chandler megsértődik és furcsán kezd viselkedni. Phoebe és Mike kapcsolata komolyabbra fordul, ezért lakáskulcsot cserélnek. Phoebe régi barátja, David visszajött Amerikába, és Phobe nem mondja el neki, hogy épp jár valakivel. |     |                                                                       |                    |                                                                                            |                      |              |
| 201. | 7.  | Ross malac dala (The One with Ross's Inappropriate Song)              | Gary Halvorson     | Robert Carlock                                                                             | 2002. november 14.   | 25,35 millió |
| Ross megörül, mikor egy undorító rap dallal sikerül megnevettetnije Emmát. Rachel persze kiakad ezen, de mivel a lánya máson nem nevet, ő is elénekli a dalt. Phoebe eközben találkozik Mike szüleivel, és mesél az életéről - a család "nagy örömére". Mike kiáll Phoebeért. |     |                                                                       |                    |                                                                                            |                      |              |
| 202. | 8.  | Rachel húga (The One with Rachel's Other Sister)                      | Kevin S. Bright    | Shana Goldberg-Meehan                                                                      | 2002. november 21.   | 26,76 millió |
| Rachel húga, Amy jön látogatóba hálaadáskor. Amy eredeti programja az lett volna, hogy a barátjával vacsorázzon, de a férfi lemondta a találkozót. Rachel úgy érzi Amy-t is el kell vinniük magukkal Monicáékhoz, hogy ne legyen egyedül hálaadás napján. Monica a szép, drága tányérokkal terít meg a vacsorához és elvárja, hogy semmi bajuk se essen. De a társaságot ismerve, nem tartja jó ötletnek a tányérok használatát. Phoebe Joey-t tanítja hazudni. |     |                                                                       |                    |                                                                                            |                      |              |
| 203. | 9.  | Rachel telefonszáma (The One with Rachel's Phone Number)              | Ben Weiss          | Mark Kunerth                                                                               | 2002. december 5.    | 25,43 millió |
| Rachel elmegy Phoebe-vel szórakozni, és találkoznak két sráccal és Rachel az egyiknek megadja a telefonszámát. Rachel Emmát otthon hagyja Ross-sal, akihez átjön Mike, de kettőjüknek nincs sok közös témája. Chandlernek választania kell, hogy Joey-val menjen kosármeccsre vagy Monica-val töltse az estét. |     |                                                                       |                    |                                                                                            |                      |              |
| 204. | 10. | Karácsony Tulsa-ban (The One with Christmas in Tulsa)                 | Kevin S. Bright    | Doty Abrams                                                                                | 2002. december 12.   | 22,29 millió |
| Chandlernek az ünnepekre Tulsában kell lennie. A munkatársai Szenteste hazaengedi, de az egyikük kikezd vele. Elmeséli a nőnek, hogy neki csodálatos felesége van, és visszaemlékszik a legszebb karácsonyokra... Belátja, hogy ez nem mehet tovább, így felmond, és visszarepül New Yorkba. |     |                                                                       |                    |                                                                                            |                      |              |
| 205. | 11. | Rachel újfent munkába áll (The One Where Rachel Goes Back to Work)    | Gary Halvorson     | Történet: Judd Rubin Tévéjáték: Peter Tibbals                                              | 2003. január 9.      | 23,67 millió |
| Chandler kétségbe van esve, mert nincs munkája, ezért Monica próbálja őt vígasztalni. Phoebe le van égve anyagilag. Joey felajánlja neki, hogy menjen be vele a stúdióba és legyen statiszta. Rachel és Ross beviszik Rachel munkahelyére Emmát, hogy bemutassák az ottani embereknek. Ott kiderül, hogy Rachel helyére felvettek valaki mást. |     |                                                                       |                    |                                                                                            |                      |              |
| 206. | 12. | Phoebe patkánykái (The One with Phoebe's Rats)                        | Ben Weiss          | Történet: Dana Klein Borkow Tévéjáték: Brian Buckner & Sebastian Jones                     | 2003. január 16.     | 23,66 millió |
| Phoebe szekrényében Mike talál egy patkányt. Kiderül, hogy ez a patkány Phoebe háziállata, és már el is nevezte Bob-nak. Mike elmondja neki, hogy ez nagyon egészségtelen és gusztustalan, és azt tanácsolja neki, hogy valahogy szabaduljon meg tőle. Ross és Rachel végre találtak egy dadust, Molly-t. Molly a fiúk szerint nagyon dögös, de a lányok nem értik, hogy miért tartják ennyire szépnek. Joey randizni akar Mollyval, de Ross ezt nem akarja engedélyezni. |     |                                                                       |                    |                                                                                            |                      |              |
| 207. | 13. | Monica énekel (The One Where Monica Sings)                            | Gary Halvorson     | Történet: Sherry Bilsing-Graham & Ellen Plummer Tévéjáték: Steven Rosenhaus                | 2003. január 30.     | 25,82 millió |
| Ross haragszik Rachel-re, mert látta őt a munkatársával csókolózni, ezért úgy dönt, elkezd randizni. Phoebe elhívja Monica-t abba a bárba, ahol Mike zongorázik. Phoebe megígéri neki, hogy nem kell énekelnie, ha nem akar. A bárban Monica meggondolja magát és mégis énekel. A hangjára nem sokan figyelnek, mert a vékony blúz alá nem vett fel melltartót. |     |                                                                       |                    |                                                                                            |                      |              |
| 208. | 14. | A vakrandi (The One with the Blind Dates)                             | Gary Halvorson     | Sherry Bilsing-Graham & Ellen Plummer                                                      | 2003. február 6.     | 23,37 millió |
| Rachel visszaköltözött Joey-hoz. Phoebe és Joey elhatározza, hogy Ross-t és Rachel-t borzalmas emberekkel hozzák össze, hogy rájöjjenek egymáshoz valók. Phoebe teljesíti is az elhatározást, de Joey egy unalmas, okos tanárt talál Rossnak, aki pont illik hozzá. A nő Joey-nak köszönhetően mégsem megy el a randira. Amíg Rachel randizni megy Emma-t Monicáékra bízza, de ők felügyelet nélkül hagyják a kicsit. |     |                                                                       |                    |                                                                                            |                      |              |
| 209. | 15. | Az útonálló (The One with the Mugging)                                | Gary Halvorson     | Peter Tibbals                                                                              | 2003. február 13.    | 20,85 millió |
| Chandler állást kapott a reklámszakmában, de neki is az elején kell kezdenie mindent, mint a fiataloknak. Ezt először nem bánja, de később nagyon rosszul érzi magát, mert sokkal idősebb a többieknél. Joey-t válogatásra hívják egy Broadway darabhoz. Az első meghallgatást nagyon elrontja, de a producer kiáll Joey mellett, és így kap egy második esélyt. Phoebe találkozik egy régi ismerősével, akit még az utcáról ismer. Kiderül, hogy régen Phoebe is útonálló volt és egyszer Rosst is kirabolta. |     |                                                                       |                    |                                                                                            |                      |              |
| 210. | 16. | Műmell (The One with the Boob Job)                                    | Gary Halvorson     | Mark Kunerth                                                                               | 2003. február 20.    | 19,52 millió |
| Monica és Chandler nem tudják fizetni a számláikat. Monica felajánlja, hogy kérjenek kölcsön a szüleitől, de Chandlernek nem tetszik az ötlet, mert ő sosem szokott kölcsönkérni. Végül Monica és Chandler is kölcsönkér Joey-tól, és mindketten megkérik, hogy ezt ne mondja el a másiknak, de Chandler rájön, hogy mit tett Monica. Joey azt hazudja neki, hogy Monica nem a számlákra kért pénzt, hanem mellnagyobbításra. Mike-nak az az ötlete támad, hogy ő és Phoebe költözzenek össze. Ennek Phoebe nagyon örül, mert még sosem lakott fiúval. Persze Phoebe azonnal a házasságról kezd gondolkodni, de hamar kiderül, hogy Mike nem akar többé házasságot kötni, ezért Phoebe kétségbe esik.                                                    |     |                                                                       |                    |                                                                                            |                      |              |
| 211. | 17. | Ross halotti tora (The One with the Memorial Service)                 | Gary Halvorson     | Történet: Robert Carlock Tévéjáték: Brian Buckner & Sebastian Jones                        | 2003. március 13.    | 21,00 millió |
| Ross a volt iskolája öreg diákjainak weblapját böngészi, ahol a régi iskolatársak megbeszélhetik egymással, hogy mit értek el az életben. Ross nem tud sokat írni magáról, ezért a háta mögött Chandler besegít neki, és olyanokat ír, hogy Ross dinoszauruszokkal szokott izélni. Erre Ross is beleír Chandler oldalába, és komoly webes harc alakul ki közöttük. Phoebe a Mike-kal való szakítás után nagyon szomorú, mert hiányzik neki a fiú. Monica megpróbálja lebeszélni, de Phoebe mégis felhívja Mike-ot. Rachel Joey plüssállatát Emmának adta, ezért Joey vesz egy ugyanolyat Emmának, hogy a sajátját visszakaphassa. |     |                                                                       |                    |                                                                                            |                      |              |
| 212. | 18. | Lottóőrület (The One with the Lottery)                                | Gary Halvorson     | Történet: Brian Buckner & Sebastian Jones Tévéjáték: Sherry Bilsing-Graham & Ellen Plummer | 2003. április 3.     | 20,79 millió |
| Joey lottózni szeretne. Ez az ötlet a többieknek is tetszik, ezért közösen vesznek sok szelvényt, és eldöntik, ha nyernek elosztják a nyereményt. Mindenki beszáll, kivéve Ross, mert ő nem hisz a szerencsében. Monica szeretné, ha Ross is csatlakozna, ezért helyette is beszáll egy kis pénzzel. Közben Monica még titokban vesz pár szelvényt, de Chandler véletlenül lebuktatja a többiek előtt. Chandler asszisztensi állásra jelentkezik, de a tizenöt jelentkezőből csak hármat vesznek fel. Reménykedik, hogy ő lesz az egyik. Emma hamarosan elkezd beszélni, ezért szülei nem használnak csúnya szavakat, egymást pedig maminak és papinak szólítják.                                                                                        |     |                                                                       |                    |                                                                                            |                      |              |
| 213. | 19. | Rachel álma (The One with Rachel's Dream)                             | Terry Hughes       | Történet: Dana Klein Borkow Tévéjáték: Mark Kunerth                                        | 2003. április 17.    | 18,24 millió |
| Joey romantikus jelenetet kapott a sorozatában. Mivel még sosem csinált ilyet nagyon ideges, és megkéri Rachelt, hogy menjen be vele a forgatásra és támogassa. Rachelnek nagyon tetszik, ahogy Joey játszik, egyszer azt álmodja, hogy meg akarja csókolni. Monica meggyőzi, hogy biztos Drake volt rá hatással és nem Joey. Chandler elvinné Monicát egy romantikus hétvégére, de mivel Monicáéknál, az étteremben teltház van, Ross megy el vele. |     |                                                                       |                    |                                                                                            |                      |              |
| 214. | 20. | A szappanopera buli (The One with the Soap Opera Party)               | Sheldon Epps       | Történet: Shana Goldberg-Meehan Tévéjáték: Andrew Reich & Ted Cohen                        | 2003. április 24.    | 20,71 millió |
| Rachel össze akar jönni Joey-val, de Monica próbálja győzködni, hogy ez nem jó ötlet. Közben Joey titokban bulit szervez és a többieknek színházjegyet vesz, hogy ne legyenek otthon. Rachel megtudja ezt, ezért Joey csak neki megengedi, hogy elmenjen a bulira, de csak akkor, ha nem szól a többieknek. Ross azt a feladatot kapta a munkahelyén, hogy az új professzoroknak mutassa be a tanszéket. Meglepetésére az egyik egy okos és dögös nő, a másik egy unalmas öregember. |     |                                                                       |                    |                                                                                            |                      |              |
| 215. | 21. | Meddőségi vizsgálat (The One with the Fertility Test)                 | Gary Halvorson     | Történet: Scott Silveri Tévéjáték: Robert Carlock                                          | 2003. május 1.       | 19,03 millió |
| Rachel utalványt kapott az Egészségházba, de mivel Phoebe ellenzi az ilyen dolgokat, megkéri, hogy ne menjen el. Joey új barátnője túl okos hozzá. A lány meg akar nézni kulturális helyeket, de mivel Joey nem tud vele ilyenekről beszélgetni, segítséget kér Ross-tól. Monica és Chandler meddőségi vizsgálatra mennek, ahol egy régi ismerőssel találkoznak. A vizsgálat után nem túl jó híreket kapnak. Kiderül, hogy valószínűleg soha nem lehet gyerekük. |     |                                                                       |                    |                                                                                            |                      |              |
| 216. | 22. | A donor (The One with the Donor)                                      | Ben Weiss          | Andrew Reich & Ted Cohen                                                                   | 2003. május 8.       | 19,55 millió |
| Rachel, Phoebe és Charlie vásárolni mennek. Vásárlás közben Rachel elmondja Phoebe-nek, hogy tetszik neki Joey, és ezt valószínűleg Charlie is hallotta. Ross szeretne vezérszónok lenni egy barbadosi konferencián, ezért bemutatja tanulmányát egy professzornak. A professzor elalszik Ross előadása alatt, de ő mégis eléri, hogy ő mehessen Barbadosra. Chandler és Monica donort kersnek. Chandler talál is egy megfelelő férfit, aki Monicának először nem tetszik, de végül megkedveli. A srácot viszont kiakasztják az állandó kérdezgetéseikkel. Miután a srác elment Monica úgy dönt, hogy nem akar mástól gyereket. Végül az örökbe fogadás mellett döntenek. Phoebe összefut az utcán Daviddel, a régi barátjával, és nem megy el Mike-hoz. |     |                                                                       |                    |                                                                                            |                      |              |
| 217. | 23. | Barbados 1. rész (The One in Barbados Part 1)                         | Kevin S. Bright    | Shana Goldberg-Meehan & Scott Silveri                                                      | 2003. május 15.      | 25,46 millió |
| A csapat Barbados-ra utazik. Ross a konferencia miatt, a többiek pedig nyaralni mennek, de sajnos folyton esik az eső. Véletlenül Chandler kitörli Ross beszédét a számítógépről, ezért Ross és Charlie megpróbálják újra megírni a szöveget. Rachel majdnem elmondja Joey-nak hogy tetszik neki, de Ross és Charlie megzavarják. Phoebe még mindig csak Mike-ra tud gondolni. David tanácsot kér Chandler-től Phoebe-vel kapcsolatban, de mivel Chandler szörnyű tanácsadó azt mondja neki, hogy kérje meg Phoebe kezét. Azért, hogy Phoebe-t ne érje meglepetés Monica elmondja neki, hogy mire készül David, majd felhívja Mike-ot. David épp meg akarja kérni Phoebe kezét, amikor megjelenik Mike.                                                  |     |                                                                       |                    |                                                                                            |                      |              |
| 218. | 24. | Barbados 2. rész (The One in Barbados Part 2)                         | Kevin S. Bright    | Marta Kauffman & David Crane                                                               | 2003. május 15.      | 25,46 millió |
| Rossnak remekül sikerül az előadása, mindenki megdicséri. Charlie és Joey szakítanak. Ezután Joey Rachelnek panaszkodja ki magát, majd Rachel bevallja Joey-nak, hogy tetszik neki. Joey úgy gondolja, ez nem volna helyes, de miután látta Ross-t és Charlie-t csókolózni meggondolja magát. Monica és Mike asztaliteniszeznek, és pénzben is fogadtak. Négy órányi játék után döntetlennél Monica keze megsérül, ezért Chandler játszik helyette. |     |                                                                       |                    |                                                                                            |                      |              |

## 10. évad (2003-2004)
| Sor. | Év. | Cím                                                             | Rendező            | Író                                                            | Premier              | Nézettség    |
| --- | --- | --------------------------------------------------------------- | ------------------ | -------------------------------------------------------------- | -------------------- | ------------ |
| 219. | 1.  | Joey és Rachel csókja után (The One After Joey and Rachel Kiss) | Kevin S. Bright    | Andrew Reich & Ted Cohen                                       | 2003. szeptember 25. | 24,54 millió |
| Monicáék szobájában Monica, Chandler és Phoebe elkezdenek hallgatózni két "szomszédjuk" után. Joey és Rachel csókolóztak, de mindketten úgyérzik, hogy ez nem helyes, először beszélniük kell Rossal. Rossnak ugyanez jár a fejében, miközben Charleival csókolózik. Ross beszél Joeyval, de Joey nem tud rámutatni a Rachellel való kapcsolatára, így titokban járnak. Az epizód végén azonban lebuknak, és Ross mindent megtud. Mike eközben megpróbál régi barátnőjével szakítani. Monica a hajával küzd, mellyel felidegesíti Chandlert, majd fennakad a kád függönyén, és Chandlernek kell intézkednie. |     |                                                                 |                    |                                                                |                      |              |
| 220. | 2.  | Ross tök jól van (The One Where Ross Is Fine)                   | Ben Weiss          | Sherry Bilsing-Graham & Ellen Plummer                          | 2003. október 2.     | 22,37 millió |
| Ross épp akkor nyit be Joeyékhoz, mikor Rachellel csóklóznak. Hosszas hallgatás után elhívja őket vacsorázni. Ezalatt Ross berúg, és elrontja az estét. Másnap beletörődik Joey és Rachel kapcsoltatába. Ezalatt Monica és Chandler elmegy Phoebe barátjaihoz, Billhez és Colleenhez, akiknek van egy örökbefogadott fiúk, Owen. Chandler kikotyogja a fiúnak, hogy örökbefogadták. Phoebet meglátogatja Frank, aki teljesen ki van készülve, és arra kéri Phoebet, fogadja örökbe egyik gyerekét. |     |                                                                 |                    |                                                                |                      |              |
| 221. | 3.  | Ross lebarnul (The One with Ross's Tan)                         | Gary Halvorson     | Brian Buckner                                                  | 2003. október 9.     | 21,87 millió |
| Ross elmegy egy spriccelős barnítóba, és miután többször is csak az egyik részét fújják le, elől fekete, hátul fehér marad a bőre. Monica és Phoebe régi barátnője visszatér Londonból, egy fura, idegesítő akcentussal. Ezután a két lány úgy dönt, kizárják az életükből Amandát, de ezt csak hosszas harccal tudják véghezvinni. |     |                                                                 |                    |                                                                |                      |              |
| 222. | 4.  | A torta (The One with the Cake)                                 | Gary Halvorson     | Robert Carlock                                                 | 2003. október 23.    | 18,77 millió |
| Eljött Emma 1. születésnapja, azonban mindenkinek lenne jobb dolga: Monica és Chandler Vermontba készül, Phoebe-re vár egy kliense, Joeynak pedig meghallgatása lenne, azonban Ross és Rachel mindenkit a lakásban tartanak. Amikor Rachel előveszi a lánya tortáját, megdöbbentve látja, hogy a sütemény nem nyuszi, hanem enyhén erotikus formájú. Ez pedig felforgatja az ünnepséget, azonban a végén összejön a boldog köszöntés. |     |                                                                 |                    |                                                                |                      |              |
| 223. | 5.  | Amy, a bébiszitter (The One Where Rachel's Sister Babysits)     | Roger Christiansen | Dana Klein Borkow                                              | 2003. október 30.    | 19,37 millió |
| Látogatóba érkezik Rachel testvére, Amy, akivel senki sem bír, Joeyt egyenesen az őrületbe kergeti. Amikor azonban Emma dadusa lebetegszik, Amyre vár a feladat, hogy vigyázzon a lányra, ami csak további olaj a tűzre. |     |                                                                 |                    |                                                                |                      |              |
| 224. | 6.  | Ross ösztöndíja (The One with Ross's Grant)                     | Ben Weiss          | Sebastian Jones                                                | 2003. november 6.    | 20,38 millió |
| Ross esélyt kap egy ösztöndíjra, azonban a vizsgáztató Charlie exbarátja, aki még mindig érez valamit a lány iránt. |     |                                                                 |                    |                                                                |                      |              |
| 225. | 7.  | A családlátogatás (The One with the Home Study)                 | Kevin S. Bright    | Mark Kunerth                                                   | 2003. november 13.   | 20,21 millió |
| Phoebe és Mike az esküvőt tervezgetik, de rájönnek, hogy ez nagyon sokba fog kerülni. Ezt a sok pénzt inkább felajánlják adománynak, és megelégszenek egy kisebb esküvővel. Monica-ékhoz látogatóba jön az örökbefogadást intéző nő. Ross elvinné Emmát a játszótérre, de Rachelnek nem tetszik ez az ötlet, mert neki gyermekkorában volt egy szomorú hintás balesete. |     |                                                                 |                    |                                                                |                      |              |
| 226. | 8.  | Elkésett hálaadás (The One with the Late Thanksgiving)          | Gary Halvorson     | Shana Goldberg-Meehan                                          | 2003. november 20.   | 20,66 millió |
| Bár kezdetben nem akar, Phoebe tanácsára azonban Monica vállalja a hálaadás-vacsorát. Azonban mind a négyen elkésnek a vacsoráról: Rachel és Phoebe babaszépség-versenyre viszik Emmát, Joey és Ross pedig meccsre mennek. Végül Joey még az ételt is elrontja, de ekkor Monicáék kapnak egy hívást, miszerint örökbe fogadhatnak egy babát. |     |                                                                 |                    |                                                                |                      |              |
| 227. | 9.  | A vér szerinti anya (The One with the Birth Mother)             | David Schwimmer    | Scott Silveri                                                  | 2004. január 8.      | 25,49 millió |
| Monica és Chandler Ohio-ba utaznak, hogy találkozzanak a jövendőbeli gyermekük vér szerinti anyjával. Joey Phoebe egyik barátnőjével randizik. Joey megígéri neki, hogy fel fogja hívni, de a randin a lány elvett tőle pár sült krumplit, és ez nála szörnyű tett. Phoebe, Rachel és Ross vásárolni mennek. |     |                                                                 |                    |                                                                |                      |              |
| 228. | 10. | Chandler lebukik (The One Where Chandler Gets Caught)           | Gary Halvorson     | Doty Abrams                                                    | 2004. január 15.     | 26,68 millió |
| Chandler és Monica házat néznek a városon kívül. Phoebe és Rachel meglátja Chandler az ingatlanos nővel beszélgetni, és azt hiszik, hogy megcsalja Monica-t. Mikor elmondják a többieknek, hogy házat akarnak venni, ők megpróbálják lebeszélni őket erről. Végül ez nem sikerül, és mégis úgy döntenek, hogy megveszik a házat. |     |                                                                 |                    |                                                                |                      |              |
| 229. | 11. | A bömbölő sztriptíztáncos (The One Where the Stripper Cries)    | Kevin S. Bright    | David Crane & Marta Kauffman                                   | 2004. február 5.     | 24,91 millió |
| Joey egy kvízműsorban vesz részt, de sajnos nem túl okos, ezért sok gondot okoz társainak. Phoebenek leánybúcsút rendeznek, de a lánybúcsúra érkező sztriptíztáncos idősebb, mint amire számítottak. Ross és Chandler évfolyam találkozóra mennek, ahol sok minden kiderül az egyetemes évek alatt eltitkolt dolgokból. Például Rachel és Chandler csókolóztak; Ross első csókja Rachellel nem is Rachellel volt, hanem Monica-val; és mindketten megszegték a randizásról szóló megállapodásaikat. |     |                                                                 |                    |                                                                |                      |              |
| 230. | 12. | Phoebe esküvője (The One with Phoebe's Wedding)                 | Kevin S. Bright    | Robert Carlock & Dana Klein Borkow                             | 2004. február 12.    | 25,90 millió |
| Phoebe és Mike esküvőjére készülnek. Phoebe Joey-t kéri meg, hogy vezesse az oltárhoz, de Joey túl komolyan veszi a feladatát. Rachelnek választania kell, hogy Ross vagy Chandler legyen násznagy. Már majdnem minden készen van, amikor egy hóvihar közbeszól. Mikor a hóvihar csendesedik, úgy döntenek, hogy a havas utcán tartják az esküvőt. Sajnos a pap nem tud odaérni, ezért Joey tartja a szertartást, Chandler kíséri Phoebe-t az oltárhoz, és Ross lesz a násznagy. |     |                                                                 |                    |                                                                |                      |              |
| 231. | 13. | Joey franciául tanul (The One Where Joey Speaks French)         | Gary Halvorson     | Sherry Bilsing-Graham & Ellen Plummer                          | 2004. február 19.    | 24,27 millió |
| Erica meglátogatja Monica-t és Chandler-t, és elmondja nekik, hogy nem tudja biztosan, hogy ki a gyermeke apja. Rachel apjának szívrohama volt, és rengeteg nyugtatót kapott. Rachel és Ross meglátogatja a kórházban. Mikor Rachel kimegy a szobából, az apja hirtelen felébred és Rosst találja az ágya mellett, akit nem kedvel túlságosan. Joey azt hazudta az önéletrajzában, hogy tud franciául. Most szereplő válogatásra megy, de tudnia kéne pár francia mondatot. Phoebe próbálja tanítani, de nem jár túl sok sikerrel. |     |                                                                 |                    |                                                                |                      |              |
| 232. | 14. | Consuela hercegnő (The One with Princess Consuela)              | Gary Halvorson     | Történet: Robert Carlock Tévéjáték: Tracy Reilly               | 2004. február 26.    | 22,83 millió |
| Phoebe úgy dönt, felveszi Mike nevét. A hivatalban közlik vele, hogy bármilyen nevet választhat, és emiatt beindul Phoebe fantáziája. Monica és Chandler megkéri Joey-t, hogy nézze meg a házukat. Joey nem akar menni, de Monica rábeszéli. Rosst véglegesítik a munkahelyén. Rachel új munkára jelentkezik. Az étteremben, ahol az interjú zajlik ott van Rachel régi főnöke, aki mindent hall a beszélgetésükből, és ezért kirúgja Rachelt, sőt az új állást sem kapja meg. Később mégis kap egy állást. Párizsban. |     |                                                                 |                    |                                                                |                      |              |
| 233. | 15. | Estelle meghal (The One Where Estelle Dies)                     | Gary Halvorson     | Történet: Mark Kunerth Tévéjáték: David Crane & Marta Kauffman | 2004. április 22.    | 22,64 millió |
| Rachel úgy dönt, elvállalja a párizsi állást. Rossnak ez nem tetszik, ezért elmegy Rachel volt főnökéhez, és megkéri, hogy vegye vissza Rachelt. Cserébe megígéri, hogy a főnök dinoszaurusz kedvelő fiát elviszi a múzeumba. Joey ügynöke, Estelle elhunyt, de Phoebe nem akarja ezt elmondani Joey-nak, mert mostanában túl sok rossz hírt kapott. Janice Monicáék szomszédjába akar költözni, de Chandler le tudja beszélni erről. |     |                                                                 |                    |                                                                |                      |              |
| 234. | 16. | Rachel búcsúbulija (The One with Rachel's Going Away Party)     | Gary Halvorson     | Andrew Reich & Ted Cohen                                       | 2004. április 29.    | 24,51 millió |
| Mivel Rachel holnap utazik, a többiek búcsúbulit rendeznek neki. Rachel külön-külön vesz búcsút barátaitól, kivéve Ross-tól. |     |                                                                 |                    |                                                                |                      |              |
| 235. | 17. | Az utolsó 1. rész (The Last One Part 1)                         | Kevin S. Bright    | Marta Kauffman & David Crane                                   | 2004. május 6.       | 52,46 millió |
| Joey házavató ajándéknak vesz Chandler-nek és Monica-nak egy kiskacsát és egy kiscsibét. Erica-t beviszik a kórházba, ugyanis hamarosan szülni fog. A múlt éjszaka miatt Ross reménykedik, hogy Rachel nem megy el Párizsba, de Rachel úgy dönt, mégis elmegy. Phoebe és Joey azt tanácsolják Rossnak, hogy vallja be érzéseit Rachel-nek, és akkor talán nem megy el. Mikor Ross megmondaná ezt Rachel-nek, Gunther közbezavar. Később mikor Rachel elment a reptérre, Ross úgy dönt, hogy utána megy, ezért Phoebe-vel utána indulnak. Közben a kórházban kiderül, hogy Erica-nak ikrei lesznek. |     |                                                                 |                    |                                                                |                      |              |
| 236. | 18. | Az utolsó 2. rész (The Last One Part 2)                         | Kevin S. Bright    | Marta Kauffman & David Crane                                   | 2004. május 6.       | 52,46 millió |
| Chandler-ék hazaérkeznek a kórházból. Joey átadná ajándékát, de eltűntek a madarak. Kiderül, hogy a csocsóasztalba szorultak. Joey nem tudja széttörni, ezért Monica teszi meg helyette. Végül úgy döntenek, hogy a madarak maradjanak Joey-nál. Közben Ross-ék rossz reptérre mentek, ezért siethetnek át a másik reptérre. Itt épp elérik Rachelt, mielőtt felszállna a gépre. Ross elmondja neki érzéseit, de a lány mégis felszáll a gépre. Ross szomorúan hazaér, majd lehallgatja üzeneteit. Racheltől is kapott egyet. Kiderül, Rachel is szereti még őt, ezért leszállt a gépről, és megjelenik a lakásában. Később mind a hatan Monica-ék lakásában, és rájönnek, hogy mindannyian éltek ebben a lakásban. Mielőtt elmennének leadják kulcsaikat. Mivel Monica-éknak nem kell egyszerre az új házba menniük úgy döntenek, isznak egy kávét utoljára így hatan. Ezzel lezárják az elmúlt, felejthetetlen tíz évet. |     |                                                                 |                    |                                                                |                      |              |

## Jóbarátok: Újra együtt (2021)
| Sor. | Év. | Cím                                           | Rendező     | Író         | Premier         |
| ---- | --- | --------------------------------------------- | ----------- | ----------- | --------------- |
| 1.   | 1.  | Jóbarátok: Újra együtt (Friends: The Reunion) | Ben Winston | David Crane | 2021. május 27. |

## Vendégsztárok
| színész             | szerep                                                               |
| ------------------- | -------------------------------------------------------------------- |
| Anna Faris          | Erica, Chandler és Monica örökbefogadott ikreinek szülőanyja         |
| Christina Applegate | Amy, Rachel húga                                                     |
| Danny DeVito        | Jótestű őrmester, a sztriptíz táncos Phoebe leánybúcsúztató partiján |
| Elliot Gould        | Jack Geller                                                          |
| Giovanni Ribisi     | Frank Buffay Jr. (Phoebe féltestvére)                                |
| Greg Kinnear        | Benjamin Hobart, Ross barátnőjének, Charlienak az exbarátja          |
| Jennifer Coolidge   | Amanda, Monica és Phoebe régi barátnője                              |
| Paul Rudd           | Mike Hannigan (Phoebe barátja, majd férje)                           |
| Bruce Willis        | Paul (Rachel pasija, Ross fiatal barátnőjének apja)                  |
| Reese Witherspoon   | Jill (Rachel másik húga)                                             |
| Brad Pitt           | Rachel és Monica régi iskolatársa                                    |
| Tom Selleck         | Richard (Monica pasija)                                              |
| Ben Stiller         | az ordítozós pasi, Rachel randizott vele                             |
| Alec Baldwin        | Phoebe túlpörgött pasija                                             |
| Adam Goldberg       | Eddie (Chandler lakótársa)                                           |
| Rebecca Romijn      | Amanda ( Ross rendetlen barátnője)                                   |
| Denise Richards     | Ross és Monica unokahúga                                             |
| Hank Azaria         | Phoebe fizikus pasija                                                |
| Gary Oldman         | Joey részeg köpködős színésztársa                                    |
| John Stamos         | Chandler munkatársa                                                  |
| Winona Ryder        | Rachel régi barátnője, csókolóznak                                   |
| Elle Macpherson     | Janine (Joey új lakótársa)                                           |
| Jon Favreau         | Monica gazdag utcai harcos pasija                                    |
| Freddie Prinze, Jr. | Sandy (a dajkabácsi)                                                 |
| David Arquette      | Phoebe-t követő félénk pasi                                          |
| Kathleen Turner     | Chandler apja                                                        |
| Morgan Fairchild    | Chandler anyja                                                       |
| Charlie Sheen       | Phoebe bárányhimlős pasija                                           |
| Susan Sarandon      | Az életünk napjaiban Joey váltja a szerepét                          |
| Julia Roberts       | Chandler iskolatársa                                                 |
| Michael Rapaport    | Gary (Phoebe pasija)                                                 |
| Tate Donovan        | Joshua (Rachel pasija)                                               |
| Brooke Shields      | Erica (Joey őrült rajongója )                                        |
| Steve Zahn          | Duncan (Phoebe meleg férje)                                          |
| Trudie Styler       | Önmagát alakítja (Sting felesége)                                    |
| Sean Penn           | Eric (Ursula és Phoebe pasija)                                       |
| Jennifer Saunders   | Andrea Waltham (Emily anyja)                                         |
| Jill Goodacre       | Önmagát (Chandler-rel összezárva a bankautomatánál)                  |
| Jennifer Grey       | Mindy (Rachel "utódja", Barry felesége)                              |
| Sarah Ferguson      | Önmagát Joey vele csinál videót Angliában                            |
| Richard Brenson     | Utcai árus Angliában Joey kalapot vesz tőle                          |
| Isabella Rossellini | Önmagát (Ross letörli a kivételek listájáról)                        |